# Mumbai
Mumbai (Marathi मुंबई IAST Mumbaī [ˈmumbəi]), bis 1995 offiziell Bombay (englisches Kolonialtoponym), ist die Hauptstadt des indischen Bundesstaates Maharashtra und die wichtigste Hafenstadt des Subkontinents. Sie liegt auf der Insel Salsette vor der Westküste Maharashtras. Das Stadtzentrum befindet sich auf einem schmalen Landstreifen, der von der sumpfigen Küste in das Arabische Meer hineinragt. Die Stadt ist das wirtschaftliche Zentrum Indiens. Sie ist Verkehrsknoten und Kulturzentrum mit Universitäten, Theatern, Museen und Galerien.

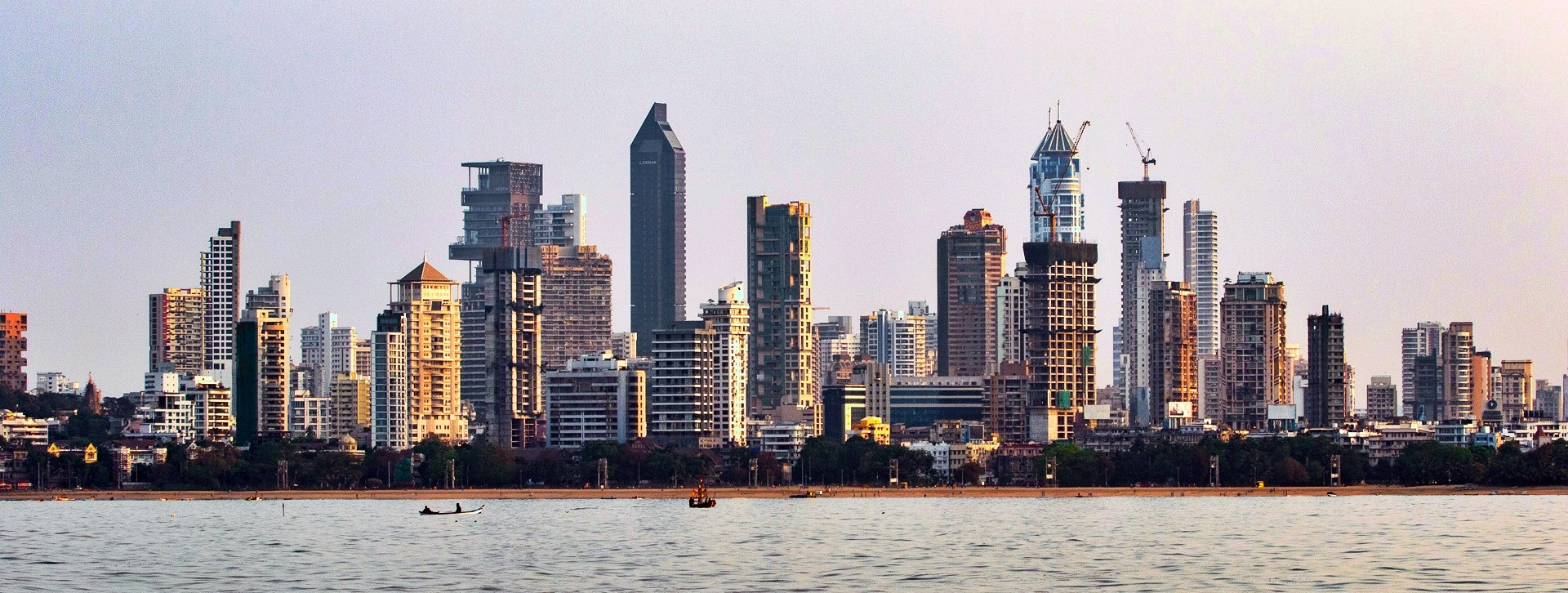
Skyline von Mumbai (2022)

Mumbai ist mit 20,5 Millionen Einwohnern in der eigentlichen Stadt (das heißt ohne Vorortgürtel) die größte Stadt in Indien und eine der bevölkerungsreichsten Städte der Welt. Mit 28,4 Millionen Einwohnern in der Mumbai Metropolitan Region (MMR), die auch die nördlichen Gebiete mit der Stadt Thane einschließt, gehört Mumbai auch zu den größten Metropolregionen der Welt (Zahlen jeweils Volkszählung 2011).
Zahlreiche Gebäude im Zentrum Mumbais sind in einer regionalen Variation des Historismus erbaut worden, die teilweise britisch inspiriert und teilweise eine britische Interpretation des Mogul-Baustils ist. Mehrere Baudenkmäler der Stadt, darunter der Chhatrapati Shivaji Terminus, die Höhle von Elephanta und die viktorianisch-gotischen und Art-déco-Gebäudeensembles im Stadtzentrum stehen auf der UNESCO-Liste des Weltkulturerbes.

## Name der Stadt

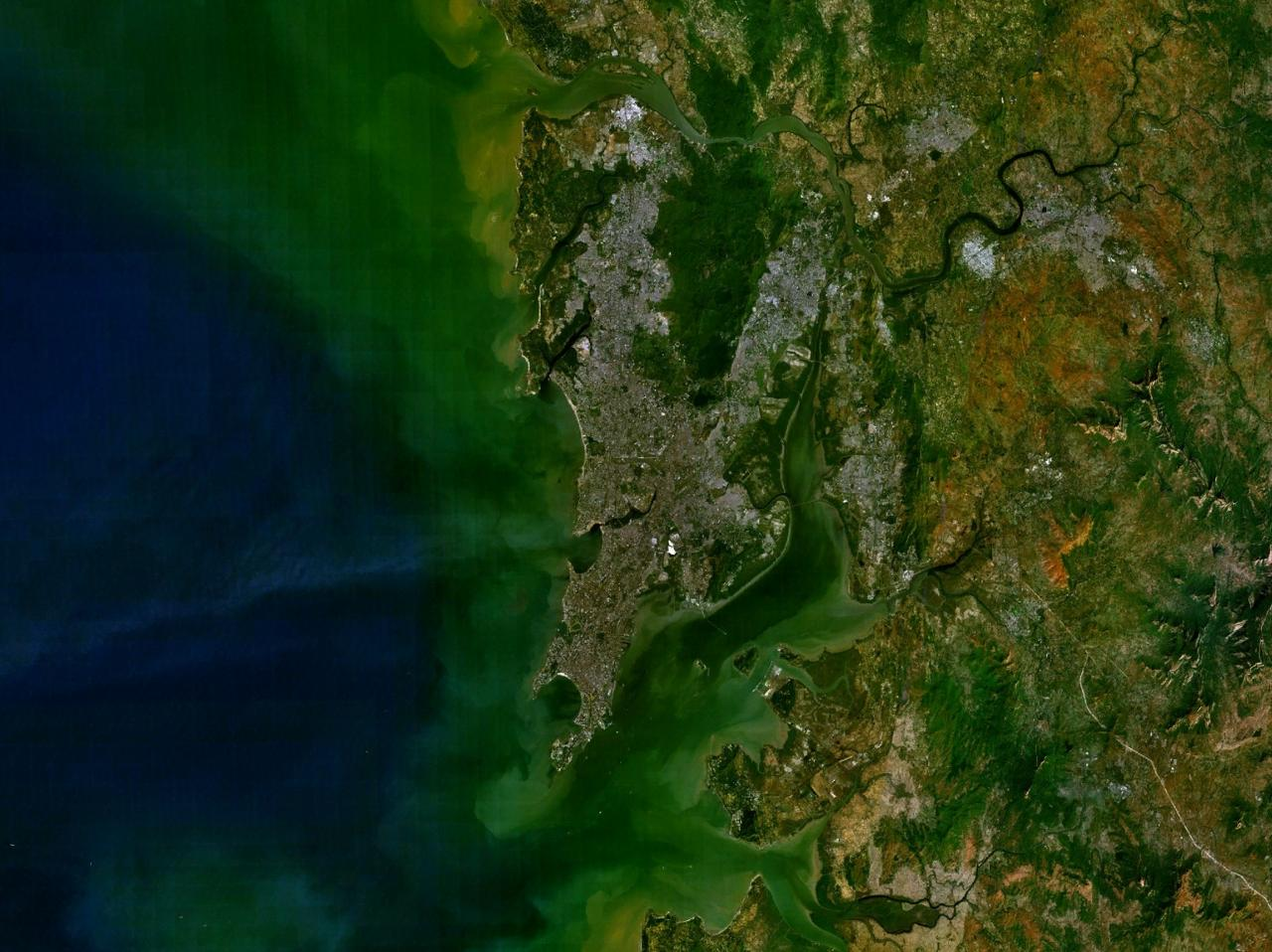
Satelliten-Aufnahme von Mumbai

Seit Beginn der Kolonisation Anfang des 16. Jahrhunderts wurde die Stadt als Bombay bekannt. Der Name Bombay soll sich von der portugiesischen Bezeichnung bom baía („gute Bucht“, grammatikalisch korrekt wäre boa baía) oder bom baim („gutes Büchtchen“) herleiten. Der Name Mumbai wird von der örtlichen Bevölkerung schon genauso lange verwendet (1507: Manbai) und soll eine Zusammensetzung sein von Mumba oder Maha-Amba, dem Namen der regionalen Hindu-Göttin Mumbadevi, und Aai, was auf Marathi „Mutter“ bedeutet.
Am 12. August 1996 beschloss der Stadtrat in der „Corporation Resolution No. 512“ (Maharashtra Act No. XXV of 1996) die Änderung des englischen Namens Bombay in Mumbai. Das „Gesetz zur Wiederherstellung des Namens Mumbai für Bombay“ (Restoration of name “Mumbai” for “Bombay” Act) erhielt am 1. September 1996 die Zustimmung des Gouverneurs von Maharashtra und wurde am 4. September 1996 erstmals in der „Maharashtra Government Gazette“ veröffentlicht. Die Namensänderung wurde 1997 vom indischen Parlament in Neu-Delhi bestätigt. Die Länder der Europäischen Union verwenden Mumbai als offiziellen Namen der Stadt.
Inder verschiedener Muttersprachen in Mumbai, die oft ohnehin auf Englisch kommunizieren, verwenden Mumbai und Bombay nebeneinander. Einige öffentliche Einrichtungen wie etwa die Börse, der Gerichtshof und die technische Universität IIT tragen weiterhin Bombay in ihrem Namen, andere, wie die größte Universität der Stadt, haben den alten Namen hingegen abgelegt.

## Geographie

### Geographische Lage

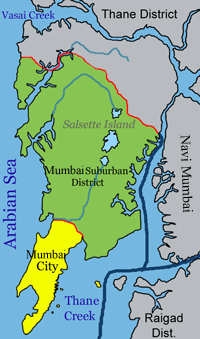
Das administrative Stadtgebiet Mumbais

Mumbai

Mumbai liegt an der Küste des Arabischen Meeres im Westen von Indien auf 18,56 Grad nördlicher Breite und 72,49 Grad östlicher Länge sowie im Durchschnitt elf Meter über dem Meeresspiegel.
Das administrative Stadtgebiet hat eine Fläche von 603,40 Quadratkilometern und erstreckt sich an der Westküste der Maharashtra vorgelagerten Insel Salsette. Das Stadtzentrum von Mumbai befindet sich auf einer langgestreckten Halbinsel im Süden der 619 Quadratkilometer großen Insel. Die Außenbezirke von Mumbai und die Stadt Thane liegen im nördlichen Teil der Insel Salsette.
Von einzelnen steilen Erhebungen von bis zu 496 Metern abgesehen, ist Salsette sehr flach, Teile im Süden der Insel liegen unter dem Meeresspiegel. Im Stadtgebiet befinden sich drei große Seen: Tulsi Lake, Vihar Lake und Powai Lake. Die ersten beiden Seen liegen im Sanjay Gandhi National Park (früher Borivili National Park). Die beiden kleinen Flüsse Oshiwara River im nördlichen Teil und Mithi River im südlichen Teil des Stadtgebietes münden in das Arabische Meer.
Östlich erstreckt sich der Konkan, ein bis zu 80 Kilometer langer ebener Küstenabschnitt, dahinter befindet sich das 1.600 Meter über der Tiefebene gelegene Hochplateau Westghats (auch Sahyadri). Die Verbindung nach Osten wird durch die sehr steilen Anstiege des Plateaus erschwert.
Die Mumbai Metropolitan Region (MMR) hat eine Fläche von 4.355 Quadratkilometern und erstreckt sich im Norden bis an den Tansa River, im Süden bis an den Patalganga River, im Westen bis an das Arabische Meer und im Osten bis an die Westghats. Zur Metropolregion gehören neben Mumbai weitere große Städte: Thane, Kalyan-Dombivli, Navi Mumbai, Mira-Bhayandar, Bhiwandi-Nizampur und Ulhasnagar.

### Stadtgliederung
Mumbai ist in sechs Zonen aufgeteilt. Diese gliedern sich in 24 Stadtbezirke (Wards). Den Zonen wurden Zahlen und den Stadtbezirken Buchstaben zugeordnet. Die Stadtbezirke sind noch in 227 Wahlbezirke (Electoral Wards) unterteilt. Die folgende Tabelle zeigt die einzelnen Zonen mit den dazugehörigen Stadtbezirken.
| Zone 1 | Zone 2       | Zone 3      | Zone 4         | Zone 5      | Zone 6 |
| ------ | ------------ | ----------- | -------------- | ----------- | ------ |
| Ward A | Ward F/North | Ward H/East | Ward P/North   | Ward L      | Ward N |
| Ward B | Ward F/South | Ward H/West | Ward P/South   | Ward M/East | Ward S |
| Ward C | Ward G/North | Ward K/East | Ward R/North   | Ward M/West | Ward T |
| Ward D | Ward G/South | Ward K/West | Ward R/South   |             |        |
| Ward E |              |             | Ward R/Central |             |        |

Die Stadt besteht aus den beiden Stadtdistrikten Mumbai City und Mumbai Suburban.

### Klima
Die Stadt Mumbai befindet sich in der tropischen Klimazone. Die durchschnittliche Jahrestemperatur beträgt 26,7 Grad Celsius. Die Temperaturen sind wegen der Nähe zum Meer ausgeglichen und unterliegen keinen großen Schwankungen. Der kühlste Monat ist der Januar mit durchschnittlich 23,9 Grad Celsius, der heißeste der Monat Mai mit 29,7 Grad Celsius im Monatsmittel.
Der starke Regen des Sommermonsun beeinflusst das Klima stärker als die Temperatur. Er dauert normalerweise von Anfang Juni bis Ende September. Durchschnittlich 1.700 Millimeter, das sind 95 Prozent der jährlichen Niederschlagsmenge, regnen in dieser Zeit ab. Im Juli 2005 kam es in Mumbai bei heftigen Monsunregenfällen zu den schwersten Überschwemmungen seit rund 100 Jahren. Mit 944 Millimetern wurde am 26. Juli 2005 ein Tagesniederschlagsrekord für den Bundesstaat Maharashtra gemessen. 447 Menschen ertranken oder kamen durch andere damit zusammenhängende Unfälle (Stromschläge, Erdrutsche) ums Leben. Die Infrastruktur, darunter das Straßen- und Trinkwassersystem, wurde beschädigt. Der Flughafen sowie Schulen und Universitäten mussten für mehrere Tage geschlossen werden. Viele Unternehmen stellten ihre Arbeit ein und schickten ihre Angestellten nach Hause. Die Stadt war zeitweise von der Außenwelt abgeschnitten.
Die Monate Oktober und November sind ähnlich heiß wie die zur Zeit des Sommermonsuns, doch überwiegend niederschlagsfrei. Mit Tagesmaxima von etwa 28 Grad Celsius sind die Monate Dezember bis Februar trocken und etwas weniger heiß als die Monate März bis Mai, in denen Tagesmaxima 33 Grad Celsius und mehr bei zunehmender Luftfeuchtigkeit erreicht werden.
|                       | Jan  | Feb  | Mär  | Apr  | Mai  | Jun   | Jul   | Aug   | Sep   | Okt  | Nov  | Dez  |   |         |
| Mittl. Tagesmax. (°C) | 30,6 | 31,3 | 32,7 | 33,1 | 33,3 | 31,9  | 29,8  | 29,3  | 30,1  | 32,9 | 33,4 | 32,0 | ⌀ | 31,7    |
| Mittl. Tagesmin. (°C) | 16,4 | 17,3 | 20,6 | 23,7 | 26,1 | 25,8  | 24,8  | 24,5  | 24,0  | 23,1 | 20,5 | 18,2 | ⌀ | 22,1    |
|                       |      |      |      |      |      |       |       |       |       |      |      |      |   |         |
| Niederschlag (mm)     | 0,6  | 1,5  | 0,1  | 0,6  | 13,2 | 574,1 | 868,3 | 553,0 | 306,4 | 62,9 | 14,9 | 5,6  | Σ | 2.401,2 |
|                       |      |      |      |      |      |       |       |       |       |      |      |      |   |         |
| Sonnenstunden (h/d)   | 8,7  | 9,1  | 8,8  | 9,5  | 9,6  | 5,0   | 2,4   | 2,4   | 5,5   | 7,7  | 8,2  | 8,2  | ⌀ | 7,1     |
|                       |      |      |      |      |      |       |       |       |       |      |      |      |   |         |
| Regentage (d)         | 0,1  | 0,1  | 0,0  | 0,1  | 1,0  | 14,9  | 24,0  | 22,0  | 13,7  | 3,2  | 1,1  | 0,4  | Σ | 80,6    |
|                       |      |      |      |      |      |       |       |       |       |      |      |      |   |         |
| Wassertemperatur (°C) | 25   | 26   | 26   | 27   | 28   | 29    | 28    | 27    | 27    | 27   | 27   | 26   | ⌀ | 26,9    |
|                       |      |      |      |      |      |       |       |       |       |      |      |      |   |         |
| Luftfeuchtigkeit (%)  | 69   | 67   | 69   | 71   | 70   | 80    | 86    | 86    | 83    | 78   | 71   | 69   | ⌀ | 75      |

| 16,4 |

| 17,3 |

| 20,6 |

| 23,7 |

| 26,1 |

| 25,8 |

| 24,8 |

| 24,5 |

| 24,0 |

| 23,1 |

| 20,5 |

| 18,2 |

| 16,4 |

| 17,3 |

| 20,6 |

| 23,7 |

| 26,1 |

| 25,8 |

| 24,8 |

| 24,5 |

| 24,0 |

| 23,1 |

| 20,5 |

| 18,2 |

### Umweltprobleme

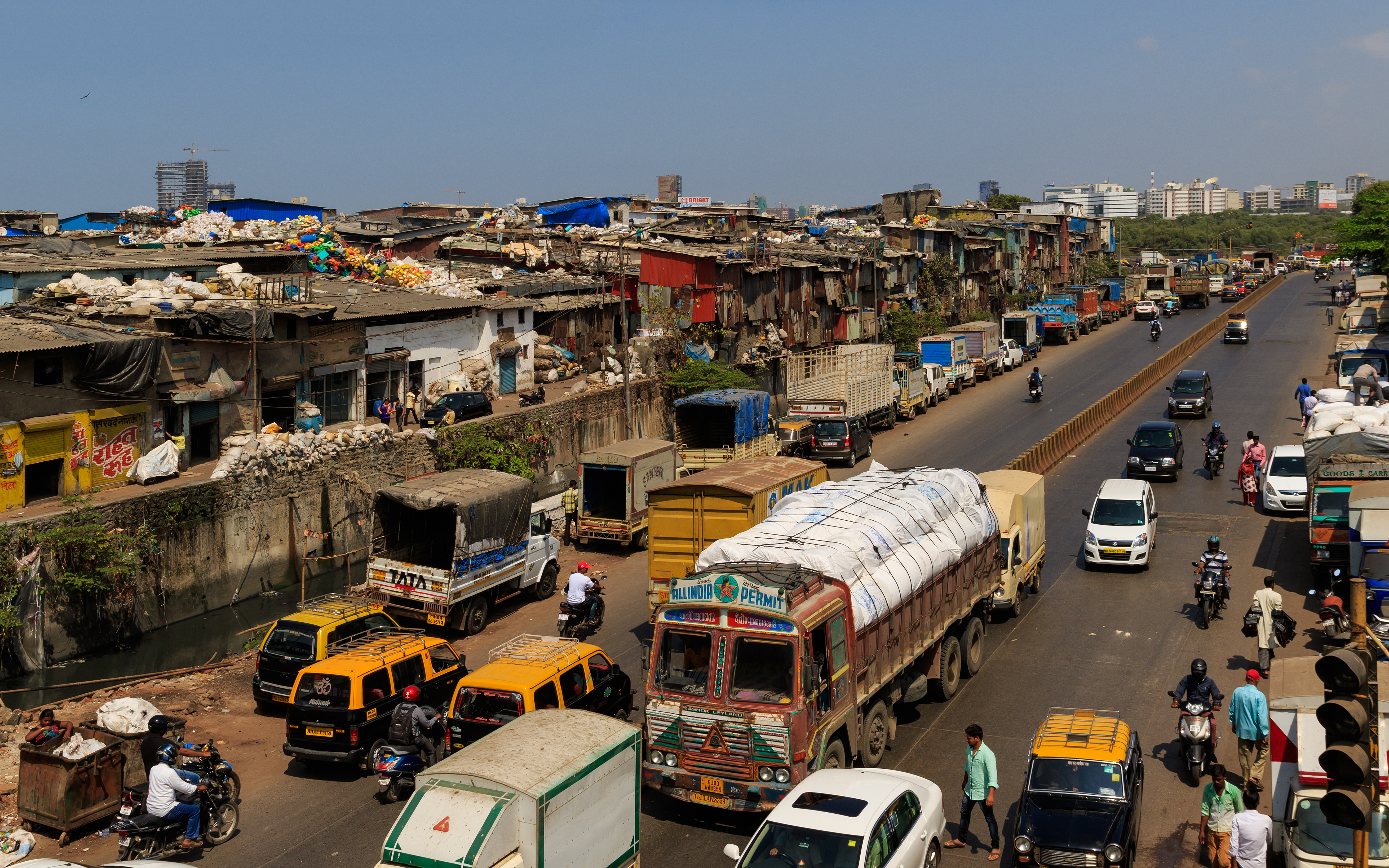
Der zunehmende Verkehr führt zu steigender Luftverschmutzung.

Zu den größten Umweltproblemen der Stadt gehören die unzureichenden Entsorgungs- und Reinigungskapazitäten für Abwasser, Abgase und Abfälle. Obwohl sich die Wasserversorgungslage der Haushalte seit Anfang der 1980er Jahre verbessert hat, verfügen nur wenige Haushalte über eine Abwasserentsorgung. Mehr als die Hälfte der Bewohner Mumbais lebt in Slums, ohne Wasseranschluss und Kanalisation. Verschmutztes und verseuchtes Wasser tragen wesentlich zur Entstehung und Verbreitung von Infektionskrankheiten bei.
Probleme bereitet der jährlich auftretende Monsun. Nach acht Monaten Trockenheit kommt es während des viermonatigen Monsuns regelmäßig zu Überschwemmungen. Der Regen spült dabei immer wieder Müll in die Abflüsse und führt zu deren Verstopfung.
Die Luftverschmutzung in der indischen Metropole ist bedenklich. Der hohe Gehalt an Feinstaub stellt das größte Problem dar. Die Ursachen liegen sowohl in den zahlreichen Fabrikanlagen und Kraftwerken als auch im Verkehr und in den privaten Haushalten. Mumbai verfügt zwar über ein im Vergleich zu anderen indischen Städten gut ausgebautes Eisenbahnnetz. Öffentliche Busse, Autorikschas und private Personenkraftwagen tragen jedoch nach wie vor zur Luftverschmutzung bei. Der Ausstoß von Kohlenstoffdioxid nimmt infolge der fortschreitenden Industrialisierung und eines stetig wachsenden Verkehrsaufkommens und Energieverbrauchs schnell zu. Die Folgen der Luftverschmutzung sind Atemwegs- und Hauterkrankungen unter der Bevölkerung Mumbais. Die unzureichenden technischen Anlagen in den Fabriken führen immer wieder zu Beeinträchtigungen.
Die größte Leopardenpopulation Indiens lebt heute in Mumbai. Die Raubkatzen ernähren sich hauptsächlich von den Nutztieren der Slumbewohner und den Straßenhunden. Es gab auch schon Angriffe auf Menschen.

## Geschichte

### Ursprung
Die heutige Halbinsel im südlichen Teil der Insel Salsette mit dem Stadtzentrum Mumbais ist das Ergebnis intensiver Landgewinnungsmaßnahmen, die bis in die Gegenwart anhalten. Vor der Ankunft der Europäer und bis in das 17. Jahrhundert hinein bestand das Gebiet aus sieben voneinander getrennten Inseln, von denen sich fünf (Bombay, Mahim, Mazagaon, Parel und Worli) kreisförmig um eine Lagune gruppierten, während die zwei kleinsten (Colaba und Old Woman’s Island) den südlichen Fortsatz bildeten. Bis 1862 waren die größeren Projekte der Landgewinnung beendet und aus ehemals sieben kleineren entstand eine große Insel. Diese wurde dann im 20. Jahrhundert, ebenfalls durch Landgewinnungsmaßnahmen, mit den nördlich gelegenen Inseln Salsette und Trombay zu einer Insel verbunden.
Auf eine frühe Besiedlung der Inselgruppe lassen archäologische Funde von Faustkeilen und anderen Steinwerkzeugen schließen. Drawidische Fischer (Kolis) bewohnten schon vor der arischen Einwanderung um das Jahr 1500 v. Chr. die Region. Erste Spuren hinterließen arische Siedler im 8. Jahrhundert v. Chr.
Während der nachfolgenden zwei Jahrtausende bis zur Ankunft der Europäer gehörte die heutige Region Mumbai verschiedenen Reichen an, unter anderem dem Maurya-Reich (bis 185 v. Chr.), dem Shatavahana-Reich (bis 220 n. Chr.) und dem Kshatrapa-Reich (bis etwa 300 n. Chr.). Anfang des 7. Jahrhunderts wurde das Land von den Chalukyas erobert, die nach einer jahrhundertelangen buddhistischen Periode den Hinduismus wieder in den Vordergrund stellten.

Die ehemaligen 7 Inseln Mumbais

Ab dem 8. Jahrhundert siedelten an der Westküste Indiens Juden aus Jemen und Anhänger der Religion des Zarathustra aus Persien, die vor dem Ansturm der islamischen Eroberer dorthin geflüchtet waren. Bis Ende des 13. Jahrhunderts beherrschten verschiedene Dynastien diesen eher unbedeutenden und abgelegenen Landstrich. Die Ortschaft Puri auf der Insel Elephanta war bis dahin die größte Siedlung in der Region.
Im 13. Jahrhundert bestand in der Gegend das legendäre selbständige Königreich unter König Raja Bhimdev. Er gilt als Gründer von Bombay, da er seinen Regierungssitz in die Stadt Mahikavati auf der Insel Mahim verlegte und dort Befestigungsanlagen baute. Im Jahr 1348 wurde die Stadt von dem muslimischen Schah Mubarak I. besetzt und später als militärischer Außenposten in das im Jahr 1407 gegründete Sultanat Gujarat eingegliedert.

### Portugiesische Kolonialzeit
1508 segelte der portugiesische Forscher und Händler Francisco de Almeida mit seinem Schiff in den tiefen natürlichen Hafen der Insel Bombay. Angenehm beeindruckt durch die Geographie und die Bedingungen, nannte er sie Bom Bahia (gute Bucht). 1533 eroberten die Portugiesen die unmittelbar nördlich von Bombay gelegene Festung Bassein. Zur gleichen Zeit wurde der in dem Gebiet herrschende Sultan Bahadur Schah von Gujarat im Norden von den Mogulen angegriffen. Der Sultan erkannte die militärische Stärke der Portugiesen und verbündete sich mit ihnen. Am 23. Dezember 1534 wurde der Vertrag von Bassein unterzeichnet, wonach der Sultan Bahadur Schah von Gujarat dem König von Portugal die Inseln Bassein, Bombay, Karanja und Salsette übergab und vermachte.
Mit der Errichtung eines Forts und einer Faktorei durch die Kolonisten auf der Insel Bombay begann die Ära europäischer Herrschaft, die über 400 Jahre bis zum 14. August 1947, dem Tag der Unabhängigkeit Indiens, andauerte. Weitere Kastelle, Befestigungsanlagen, wie das Madh Fort (auch Versova Fort) und Faktoreien bauten die Portugiesen in den folgenden Jahren auf den anderen Inseln des Archipels. Die Ländereien wurden nach einem feudalen Pachtsystem an Händler und katholische Ordensgemeinschaften, darunter vor allem Franziskaner und Jesuiten, vergeben. Viele einheimische Bewohner traten während der portugiesischen Herrschaft, nicht immer freiwillig, zum christlichen Glauben über.
1585 gehörten den Franziskanern und Jesuiten die Inseln Salsette, Bombay, Mahim, Parel und Worli. Die Einnahmen der Ordensgemeinschaften aus dem Handel mit Gewürzen waren beträchtlich. Sie herrschten dabei über die Einheimischen mit Gewalt und Ignoranz, die sich in der Zerstörung zahlreicher hinduistischer Tempel und islamischer Moscheen äußerte. 1629 schrieb der Erzbischof von Goa Sebastião de São Pedro an den König von Portugal Philipp IV.: „Die größten Feinde der Interessen Portugals sind die Jesuiten. Sie scheren sich weder um die Anordnungen des Erzbischofs noch um die des Vizekönigs“. Die katholischen Orden schadeten somit der portugiesischen Herrschaft und waren nicht zuletzt auch verantwortlich für den Machtwechsel zugunsten Großbritanniens.

### Britische Kolonialzeit

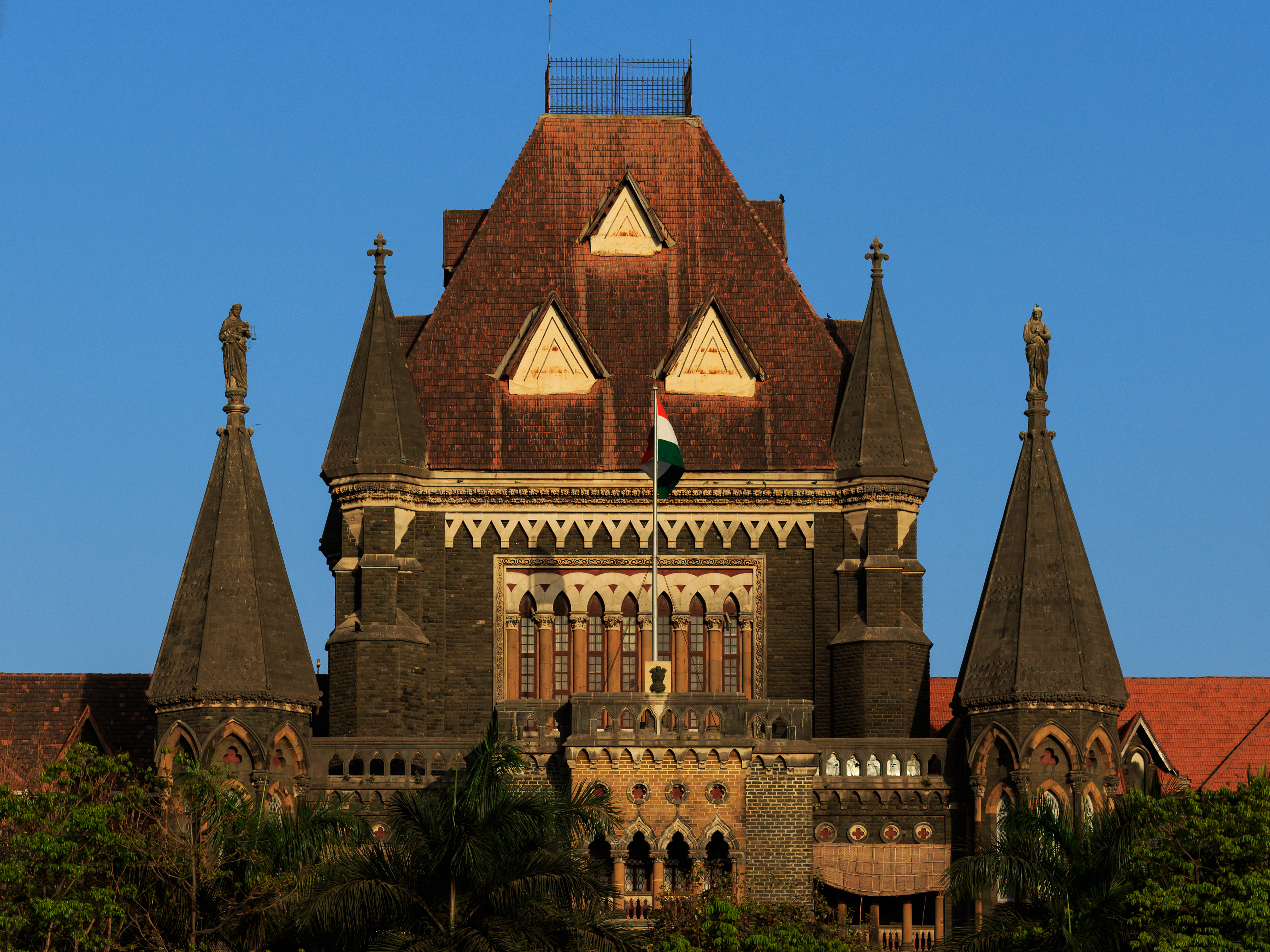
High Court errichtet von den Briten

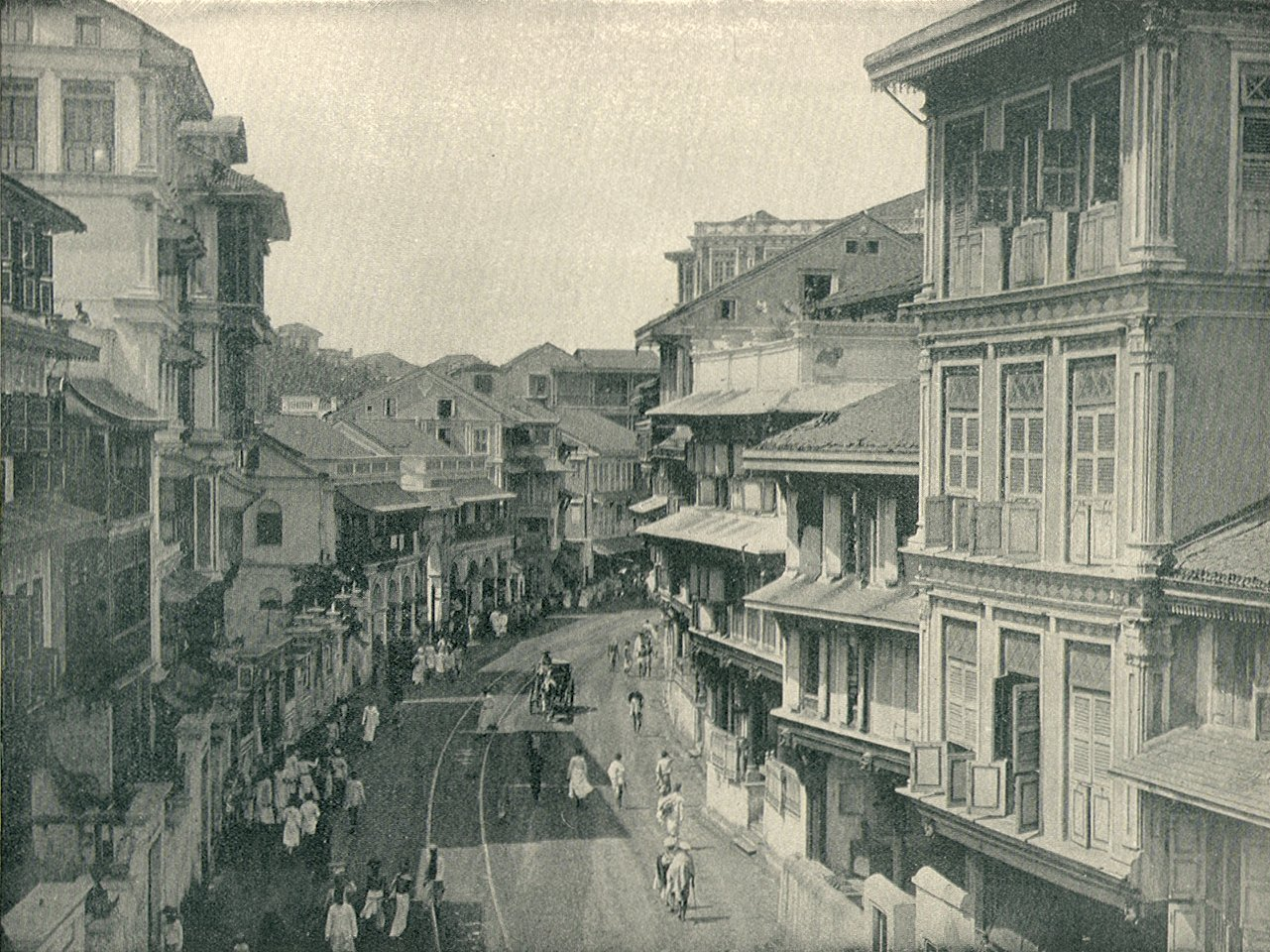
Kalbadevie Road um 1890

1583 kamen die ersten englischen Kaufleute an die indische Westküste. 1612 besiegten vier Galeonen der English East India Company vier Naos der Portugiesischen Indien-Armada im Seegefecht vor Suvali (ältere englische Schreibweise: Swally) bei Surat. Daraufhin errichtete die Britische Ostindien-Kompanie die erste feste Handelsniederlassung in der Hafenstadt Surat. 1626 griffen die Briten Bombay an und verbrannten das portugiesische Herrenhaus. Am 23. Juni 1661 wurde der Hafen und die Insel Bombay durch einen Heiratsvertrag zwischen dem englischen König Karl II. und der portugiesischen Infantin Katharina von Braganza an den König von England übergeben.
Die Stadt behielt den vom portugiesischen „Bom Bahia“ abgeleiteten, anglisierten Namen Bombay bei. Dies war das erste Stück Land in Indien, das wirklich als Kolonie bezeichnet werden kann. Überall sonst auf dem Subkontinent wurde den Briten nur das Recht eingeräumt, Faktoreien, das heißt Handelsposten, zu errichten. Aufgrund seines geschützten Naturhafens und der strategisch günstigen Handelsposition bemühte sich die in Surat stationierte Britische Ostindien-Kompanie um den Erwerb dieses Landes. 1668 war der Handel perfekt, und Karl II. überließ ihr Bombay für den Betrag von jährlich zehn Pfund Sterling. In den folgenden Jahren nahmen die Briten auch die Inseln Mahim, Mazagaon, Parel und Worli in ihren Besitz. Die Engländer bemühten sich, ihren Außenposten zu festigen. Sie ließen sich in einem Gebiet nieder, das heute als Fort bekannt ist und wo sie das befestigte Bombay Castle als Hauptquartier einrichteten. Doch sie hatten auch zahlreiche Probleme: Die Stadt war einer ständigen Bedrohung von außen durch Portugiesen, Franzosen, Marathen, Mogulen und Piraten ausgesetzt. Die Gouverneure wechselten häufig, und Malaria und Cholera töteten viele der ersten Siedler. Gegen Ende des 17. Jahrhunderts schrieb ein Kaplan der Britischen Ostindien-Kompanie, Reverend John Ovington:

„Eine der schönsten Stellen Indiens schien nichts weiter als ein Kirchenfriedhof, ein Leichenschauhaus … Das gewöhnliche Schicksal hat unter den dortigen Engländern ein Sprichwort geprägt, welches besagt, dass die Lebenszeit eines Mannes zwei Monsune umfasst.“

Gerald Aungier, der sechste Gouverneur (1669–1677), machte es sich zur Aufgabe, „die Stadt, die mit Gottes Hilfe gebaut werden soll“, zu planen. Anfang des 18. Jahrhunderts war die Niederlassung tatsächlich Verwaltungssitz der Britischen Ostindien-Kompanie geworden. Auf Aungiers Initiative geht jene ethnische Vielfalt zurück, die immer noch zum Erfolg der Stadt beiträgt, denn er ermutigte den Zuzug von Hindu-Händlern aus Gujarat, Goanern (auf der Flucht vor der Verfolgung durch die Jesuiten), islamischen Webern und geschäftstüchtigen Parsen.

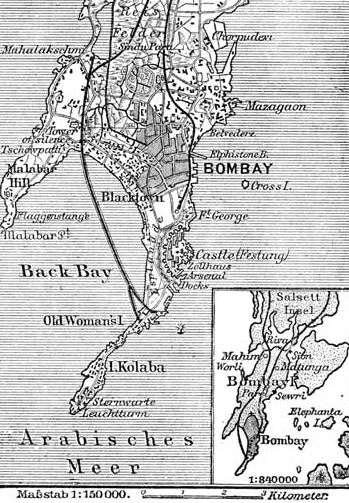
Bombay um 1888

1803 vernichtete eine Feuersbrunst einen Großteil der britischen Siedlung im alten Fort, und bis weit in das 19. Jahrhundert hinein blieb der Anteil der europäischen Bevölkerung vergleichsweise gering. Jedoch ließ sich eine wachsende Anzahl Juden aus muslimischen Ländern nieder. Ihre Zahl wuchs von 1270 im Jahr 1828 auf 5021 im Jahr 1891. Die Ankunft der Great Indian Peninsular Railway in den 1850er Jahren brachte eine Verbesserung der Kommunikationswege und noch mehr Einwanderer aus allen Teilen Indiens. Mitte des Jahrhunderts war das erste von zahlreichen Landgewinnungsprojekten fertiggestellt und verband die sieben Inseln miteinander. Am 18. November 1852 wurde die erste Eisenbahnlinie Asiens nach Thane eröffnet und 1864 die Strecke nach Ahmedabad, der zweitwichtigsten Textilstadt Indiens.
Die Vollendung der Eisenbahnstrecke zu den Baumwollfeldern des Dekkan fiel genau mit der US-amerikanischen Baumwollkrise nach dem Ende des Sezessionskrieges im Jahre 1865 zusammen, so dass ein mächtiger Baumwollboom ausbrach, der die Stadt zu einer bedeutenden Industrie- und Handelsstadt machte. Nach der Eröffnung des Sueskanals am 16. November 1869 und dem Bau riesiger Hafendocks verstärkte sich Bombays Einfluss auf die europäischen Märkte noch.
In den folgenden Jahrzehnten hinterließen Briten, reiche Jains und Parsen mit gewaltigen Bauten ihre Spuren in der Innenstadt. Als wohlhabendste Stadt der Nation stand Bombay in der vordersten Front des Unabhängigkeitskampfes. Der aus der Südafrikanischen Union migrierte und dort bereits für indischstämmige Bewohner politisch aktiv gewesene Mahatma Gandhi (1869–1948) benutzte dort drei Jahrzehnte lang ein Haus zur Organisation des Widerstands; heute ist dieses ein Museum. Passenderweise endete das Zeitalter der britischen Herrschaft in Bombay: Im Februar 1948 marschierte das letzte Kontingent britischer Truppen durch das Gateway of India.

### Nach der Unabhängigkeit
Bombay entwickelte sich nach der Unabhängigkeit Indiens von Großbritannien im Jahre 1947 zur Handels- und Kulturhauptstadt Indiens. Mit der Gründung des Bundesstaates Maharashtra am 1. Mai 1960 wurde sie dessen Hauptstadt. Seit Anfang des 20. Jahrhunderts verzehnfachte sich die Einwohnerzahl von 813.000 (1901) auf 8,2 Millionen (1981), und die Infrastruktur Bombays fing an, unter dem Druck der Überbevölkerung zu versagen.
Ein anderthalbjähriger Streik der Textilarbeiter 1982 und 1983 trieb Zehntausende von Fabrikarbeitern in die Armut. Grund war die von den Besitzern vorgesehene Schließung zahlreicher veralteter Fabriken. Der Streik scheiterte, die Betriebe wurden stillgelegt und die Arbeiter entlassen. Der Zustrom von Landflüchtlingen hielt an, die Zahl der Arbeitslosen und die Kriminalitätsrate stiegen. Die regionale hinduistische Maharashtra-Partei „Shiv Sena“ gehörte zu den wenigen, die von der Verschärfung der Situation profitierten.
Die kompromisslose Haltung der „Shiv Sena“ bezüglich Zuwanderung und Arbeit fand besonders große Zustimmung unter den hauptsächlich Marathi sprechenden, enttäuschten Hindus der unteren Mittelschicht, die in den ärmeren Vororten lebten. Die Partei, die anfänglich ihre verbalen Angriffe gegen die zahlenstarke südindische Gemeinde der Stadt richtete, griff bald vor allem die muslimische Minderheit Bombays an. 1984 kamen bei städtischen Unruhen 90 Menschen ums Leben, und 1985, als die „Shiv Sena“ bei den Stadtwahlen die Kongresspartei besiegte, flackerten die Kämpfe erneut auf.

### Terroranschläge in Mumbai
Mumbai wurde als Wirtschaftszentrum Westindiens seit den 1990er Jahren wiederholt Ziel von Terroranschlägen.

Zwischen Dezember 1992 und Ende Januar 1993 erschütterten zwei Aufruhrwellen Bombay. Sie beschränkten sich nicht auf die muslimischen Ghettos und die armen Industrie-Vororte, sondern wurden zum ersten Mal auch in großen Teilen der Innenstadt ausgetragen. Laut offiziellen Statistiken kamen 900 Menschen ums Leben und etwa 5000 erlitten Verletzungen, 70 Prozent von ihnen Muslime. Gerade als Bombay im Begriff war, zur Normalität zurückzukehren, erschütterten am 12. März 1993 zehn Bombenexplosionen das Zentrum der Stadt (Bilanz: 257 Tote und 713 Verletzte). Niemand bekannte sich zu den Anschlägen, doch wurden von offizieller Seite islamistische Gruppierungen mit Verbindungen nach Pakistan der Urheberschaft bezichtigt.
Die Stadt erholte sich sehr schnell von den Bombenattentaten. In der Absicht, den Stolz und die Betriebsamkeit, mit der Indiens Metropole früher ihren Geschäften nachgegangen war, wiederzugewinnen, wurden am Rande der Autobahnen Stellwände („Bombay Bounces Back!“, „It’s My Bombay“, „Bombay, I Love You“) errichtet, und bis zu einem gewissen Grad besaßen die Bürger Mumbais für einige Jahre ein Gefühl von Frieden und Sicherheit. Aber schon am 27. Februar 1998 starben bei einem Bombenanschlag im Stadtteil Virar neun Menschen, und zwischen Dezember 2002 und August 2003 erschütterte eine ganze Serie von Bombenexplosionen Mumbai:
- 2. Dezember 2002 – Ghatkopar (drei Tote, 31 Verletzte)
- 27. Januar 2003 – Vile Parle (ein Toter, 25 Verletzte)
- 13. März 2003 – Mulund Railway Station (elf Tote, 80 Verletzte)
- 14. April 2003 – Bandra (ein Toter, keine Verletzten)
- 29. Juli 2003 – Ghatkopar (drei Tote, 34 Verletzte)
- 25. August 2003 – Gateway of India und Zaveri Bazaar (50 Tote, 150 Verletzte)

Bombenanschläge am 11. Juli 2006 auf Vorortzüge forderten 181 Tote und 890 Verletzte. Sicherheitsbehörden gehen davon aus, dass die islamistische Terrorgruppe Lashkar-e-Toiba, welche von Pakistan aus operiert, für den Anschlag verantwortlich ist.
Bei Terroranschlägen am 26. November 2008 in der Stadt griffen Terroristen Passanten an mehreren Zielen mit Handgranaten und Schnellfeuerwaffen an. Betroffen waren von Ausländern besuchte Orte wie der Hauptbahnhof und mehrere Luxushotels sowie eine jüdische Einrichtung. Bei den Anschlägen kamen mehr als 195 Menschen ums Leben, mindestens 295 Menschen wurden verletzt. Unter anderem wegen Verschwörung zur Beihilfe der pakistanischen Gruppe Lashkar-e-Toiba wurde am 24. Januar 2013 ein an den Vorbereitungen beteiligter Mann in den Vereinigten Staaten zu 35 Jahren Freiheitsstrafe verurteilt.
Am 13. Juli 2011 wurde Mumbai erneut Schauplatz eines Terroraktes. Bei drei Bombenanschlägen kamen mindestens 23 Menschen ums Leben, mehr als 130 wurden verletzt. Die Explosionen ereigneten sich nahezu zeitgleich in verschiedenen Wohn- und Geschäftsvierteln der Stadt.

## Bevölkerung

### Einwohnerentwicklung

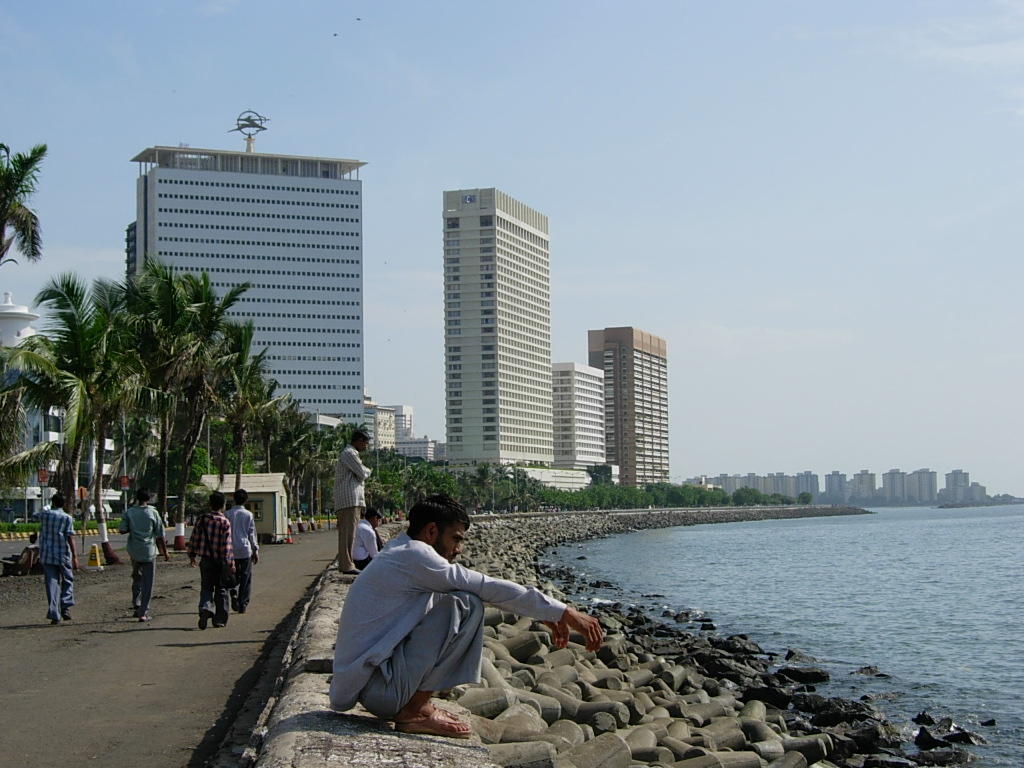
Hochhäuser am Nariman Point

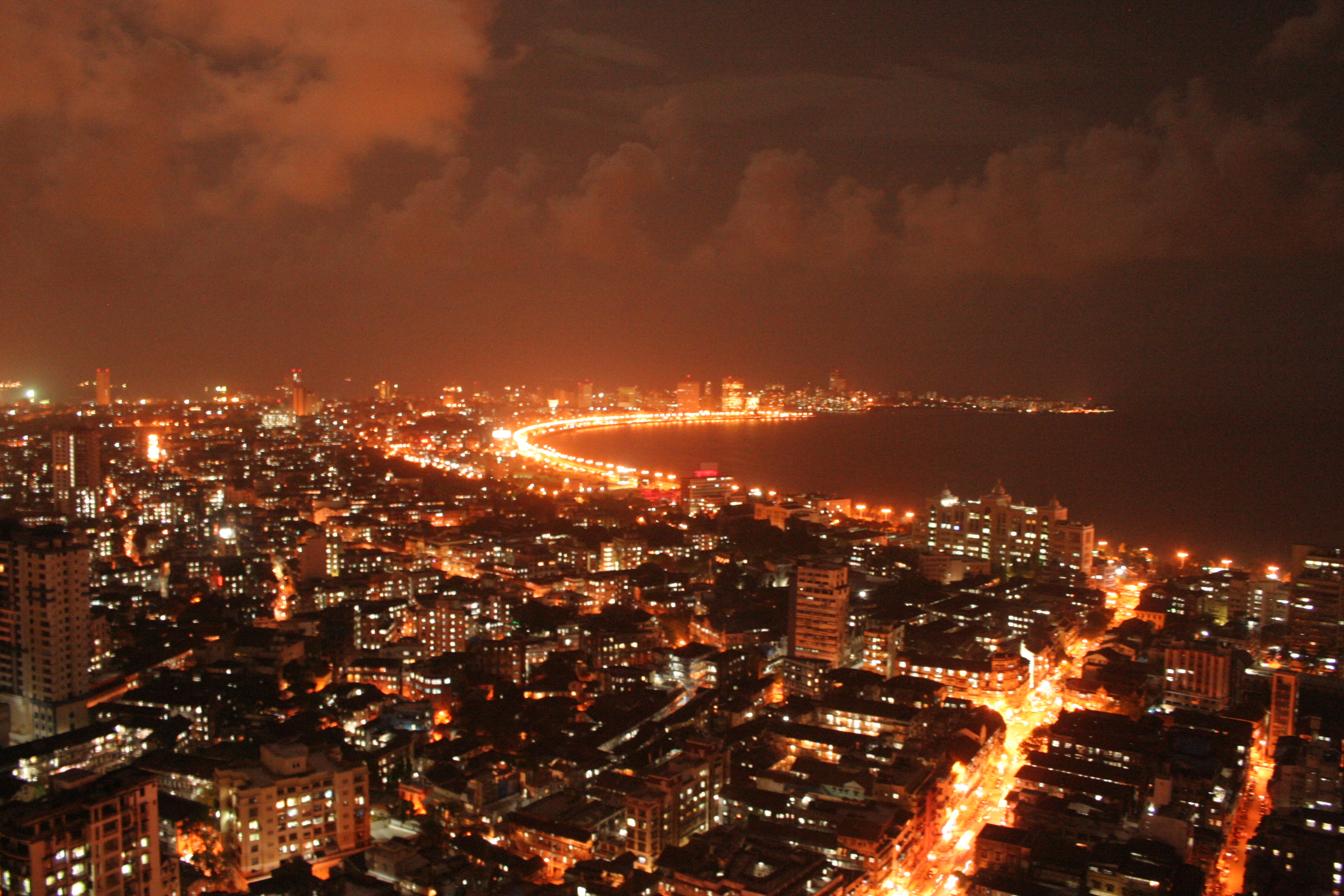
Stadtzentrum bei Nacht

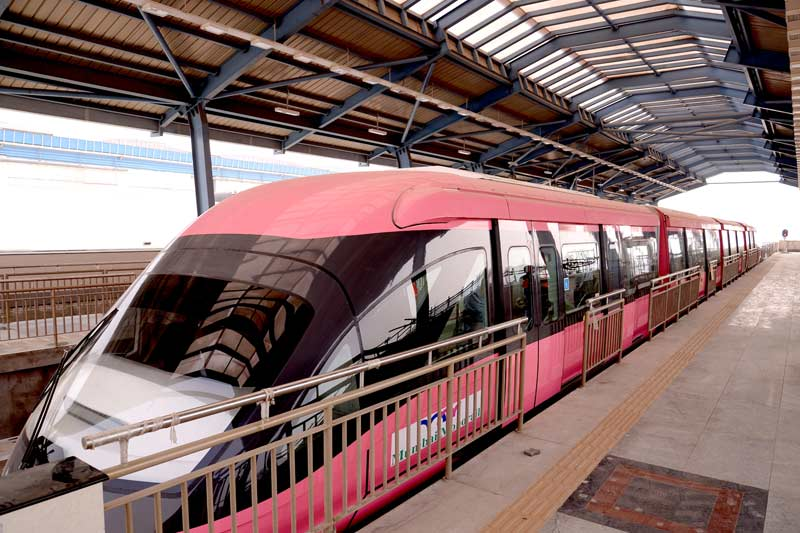
Mumbai Monorail

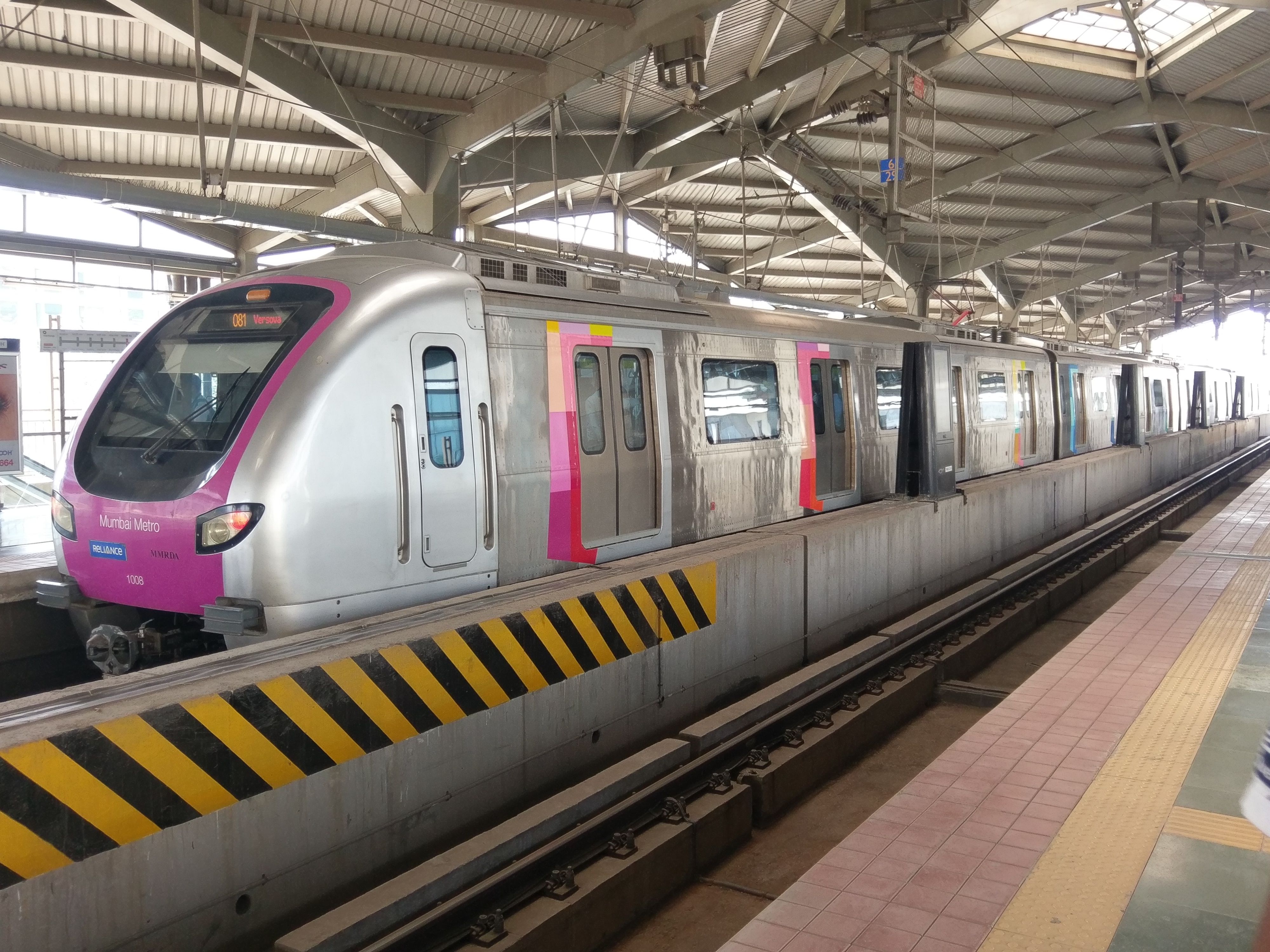
Mumbai Metro

Seit Beginn der britischen Kolonialisierung verzeichnete das ehemalige Bombay ein schnelles Bevölkerungswachstum. Von 10.000 im Jahre 1661 verzehnfachte sich die Einwohnerzahl bis 1764 auf 100.000. 1845 hatte die Stadt schon eine halbe Million Einwohner. Bei der ersten Volkszählung im Jahre 1864 waren es 817.000. In den 1860er und 1890er Jahren ging die Bevölkerungszahl bedingt durch Seuchen etwas zurück. 1911 überschritt Bombays Einwohnerzahl die Millionengrenze.
1950 wurden die nahen und 1957 die weiter entfernt liegenden Vororte eingemeindet. Dadurch erhöhte sich die Einwohnerzahl weiter. Von 1911 bis 1991 verzehnfachte sich diese nochmals; in der eigentlichen Stadt ohne Vorortgürtel lebten 9,9 Millionen Menschen, im Jahr 2011 waren es 12,5 Millionen. Die Metropolregion Mumbai hat mit 18,4 Millionen (2011) eine höhere Einwohnerzahl als das dichtbesiedelte Nordrhein-Westfalen (17,8 Millionen). Verschiedene Schätzungen gehen teilweise sogar von über 20 Millionen Menschen aus.
Die Bevölkerungsdichte in Mumbai erreicht Werte, die in kaum einer Agglomeration in Europa erzielt werden. In der Stadt leben 28.508 Menschen auf einem Quadratkilometer (2011), in Berlin sind es zum Vergleich 3.893. In Europa kommt Paris mit 20.980 Einwohnern pro Quadratkilometer Mumbai noch am nächsten. Der Stadtteil Marine Lines erreicht mit 114.001 Einwohnern pro Quadratkilometer (Volkszählung 2001) den Spitzenwert und damit eine der höchsten Wohndichten der Welt. Nach Schätzungen der Vereinten Nationen werden im Jahre 2020 im Ballungsraum Mumbai 28,5 Millionen Menschen leben. Für 2050 wird sogar mit einer Bevölkerung von 42 bis 54 Millionen Menschen gerechnet. Ein ungelöstes Problem ist die Bildung von Slums, die nach wie vor in zahlreichen Stadtvierteln existieren.
Ein erheblicher Teil des Bevölkerungswachstums im ehemaligen Bombay wird seit Beginn der kolonialen Entwicklung durch Zuwanderung verursacht. Die Zuwanderer kommen, entsprechend der internationalen und überregionalen Bedeutung der Stadt, nicht nur aus dem angrenzenden Hinterland, sondern aus ganz Indien und den benachbarten Staaten. Das Ergebnis ist ein Konglomerat von Menschen mit unterschiedlichem ethnischen und sprachlichen Hintergrund. Die einheimischen Marathen und die nördlich benachbarten Gujaratis – Gujarat gehörte bis 1960 zum ehemaligen Staat Bombay – bilden die größten Bevölkerungsgruppen. Die Bengalen, Marwaris, Panjabis und Tamilen stellen bedeutende Minderheiten. Ausländischer Abstammung sind vor allem die Sindhi aus Pakistan sowie Afghanen, Chinesen und Nepalesen.
Bei der Volkszählung 2001 lebten in Mumbai 11.978.450 Menschen. Davon waren 6.619.966 Personen (55,3 Prozent) männlich und 5.358.484 Personen (44,7 Prozent) weiblich. Die Analphabetenquote ist besonders bei Frauen immer noch sehr hoch, liegt aber unter dem Durchschnitt des Bundesstaates Maharashtra. Sie betrug in der gesamten Stadt 13,1 Prozent (Männer: 8,4 Prozent, Frauen: 18,9 Prozent). In Maharashtra lag sie zum Vergleich bei 23 Prozent (Männer: 14 Prozent, Frauen: 33 Prozent).
Die folgende Übersicht zeigt die Einwohnerzahlen nach dem jeweiligen Gebietsstand. Bis 1845 handelt es sich meist um Schätzungen, von 1864 bis 2011 um Volkszählungsergebnisse.
| Mumbai: Einwohnerzahlen von 1661 bis 2011 | Mumbai: Einwohnerzahlen von 1661 bis 2011 | Mumbai: Einwohnerzahlen von 1661 bis 2011 | Mumbai: Einwohnerzahlen von 1661 bis 2011 | Mumbai: Einwohnerzahlen von 1661 bis 2011 |
| ----------------------------------------- | ----------------------------------------- | ----------------------------------------- | ----------------------------------------- | ----------------------------------------- |
| Jahr                                      |                                           |                                           |                                           | Einwohner                                 |
| 1661                                      | 1661                                      |                                           | 10.000                                    | 10.000                                    |
| 1675                                      | 1675                                      |                                           | 60.000                                    | 60.000                                    |
| 1764                                      | 1764                                      |                                           | 100.000                                   | 100.000                                   |
| 1780                                      | 1780                                      |                                           | 114.000                                   | 114.000                                   |
| 1806                                      | 1806                                      |                                           | 200.000                                   | 200.000                                   |
| 1814                                      | 1814                                      |                                           | 240.000                                   | 240.000                                   |
| 1830                                      | 1830                                      |                                           | 229.000                                   | 229.000                                   |
| 1845                                      | 1845                                      |                                           | 500.000                                   | 500.000                                   |
| 1864                                      | 1864                                      |                                           | 816.562                                   | 816.562                                   |
| 1872                                      | 1872                                      |                                           | 644.605                                   | 644.605                                   |
| 1881                                      | 1881                                      |                                           | 773.196                                   | 773.196                                   |
| 1891                                      | 1891                                      |                                           | 821.764                                   | 821.764                                   |
| 1901                                      | 1901                                      |                                           | 812.912                                   | 812.912                                   |
| 1911                                      | 1911                                      |                                           | 1.018.388                                 | 1.018.388                                 |
| 1921                                      | 1921                                      |                                           | 1.244.934                                 | 1.244.934                                 |
| 1931                                      | 1931                                      |                                           | 1.268.936                                 | 1.268.936                                 |
| 1941                                      | 1941                                      |                                           | 1.686.127                                 | 1.686.127                                 |
| 1951                                      | 1951                                      |                                           | 2.966.902                                 | 2.966.902                                 |
| 1961                                      | 1961                                      |                                           | 4.152.056                                 | 4.152.056                                 |
| 1971                                      | 1971                                      |                                           | 5.970.575                                 | 5.970.575                                 |
| 1981                                      | 1981                                      |                                           | 8.227.382                                 | 8.227.382                                 |
| 1991                                      | 1991                                      |                                           | 9.925.891                                 | 9.925.891                                 |
| 2001                                      | 2001                                      |                                           | 11.978.450                                | 11.978.450                                |
| 2011                                      | 2011                                      |                                           | 12.478.447                                | 12.478.447                                |
|                                           |                                           |                                           |                                           |                                           |

### Sprachen

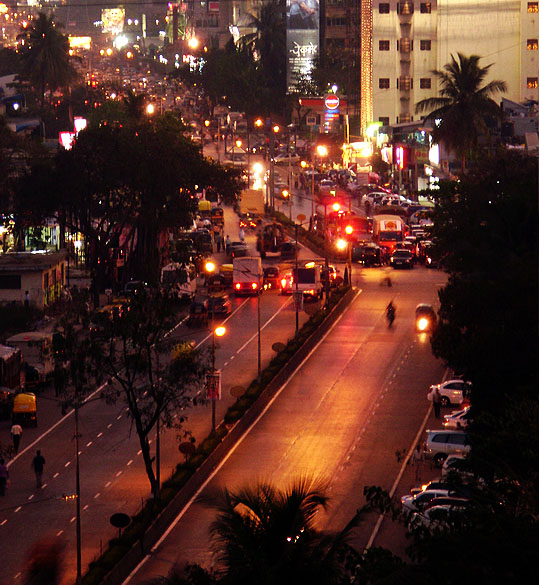
Menschen im Verkehr von Mumbai

Im kosmopolitischen Mumbai herrscht eine große sprachliche Vielfalt. Die in der Stadt am meisten gesprochene Sprache ist das Marathi, die Hauptsprache des Bundesstaates Maharashtra und Amtssprache Mumbais. Die Marathi-Sprecher machen unter den Einwohnern Mumbais nach der Volkszählung 2001 mit 37,8 Prozent aber nur eine relative Mehrheit aus. Die zweitgrößte Sprache ist Hindi, das von 21,6 Prozent der Einwohner der Stadt als Muttersprache gesprochen wird. Nicht zuletzt dank der in Mumbai produzierten Hindi-Filme („Bollywood“) wird Hindi aber weithin verstanden und dient als Verkehrssprache zwischen den Sprechern unterschiedlicher Sprachen. Die Mehrheit der Muslime Mumbais spricht das nah mit dem Hindi verwandte Urdu. Mit einem Anteil von 13,3 Prozent ist Urdu die drittgrößte Sprache in Mumbai. Es folgt mit einem Anteil von 12,0 Prozent Gujarati, die Sprache des nördlichen Nachbarbundesstaates Gujarat, die traditionell eine starke Präsenz in Mumbai hat. Eine Vielzahl weiterer Sprachen ist unter den Einwanderern aus anderen Teilen Indiens verbreitet. Hierzu gehören Tamil (2,7 Prozent), Telugu, Konkani (jeweils 2,0 Prozent), Sindhi, Kannada (jeweils 1,8 Prozent), Malayalam (1,3 Prozent) und Panjabi (1,0 Prozent). 2,7 Prozent entfallen auf sonstige Sprachen.
Das Englische wird nur von 0,5 Prozent der Bevölkerung als Muttersprache gesprochen, spielt aber eine wichtige Rolle als Bildungs- und Verkehrssprache und dient vor allem in der Oberschicht als eine Art Zweitsprache. Alle amtlichen Dokumente und Publikationen in der Stadt werden neben Marathi auch auf Englisch herausgegeben. Die beiden bedeutendsten Tageszeitungen in Mumbai erscheinen in englischer Sprache. Das Missverhältnis zwischen der hohen Bedeutung als Verwaltungs- und Schriftsprache und der geringen Bedeutung im alltäglichen Sprachgebrauch der Bevölkerung ist dadurch zu erklären, dass Englisch als neutrale Verständigungsbasis von allen Sprachparteien anerkannt wird, während Hindi von den Menschen im Süden Indiens generell abgelehnt wird.

### Religionen

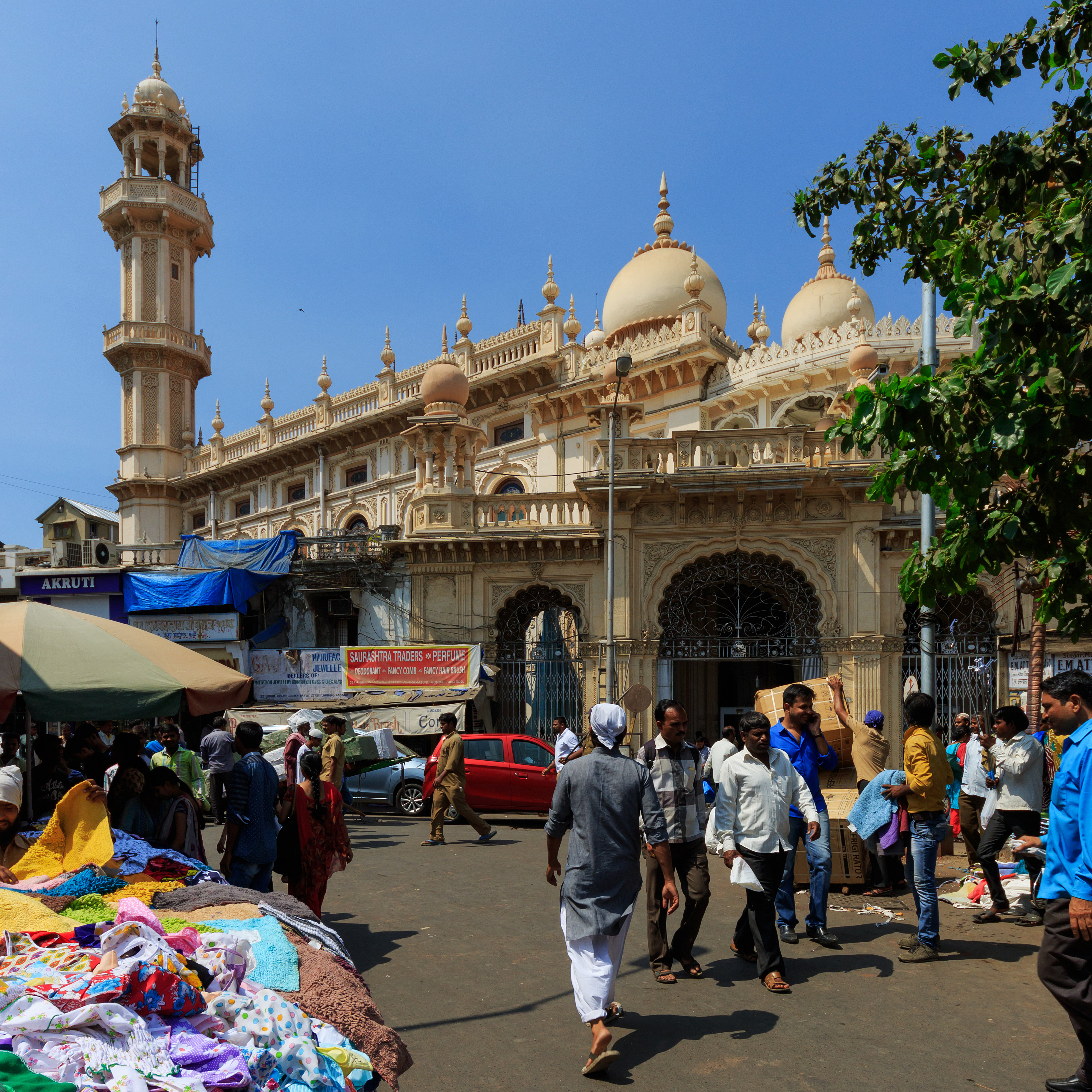
Jama Masjid (Freitagsmoschee)

Wie bei den Sprachen findet man auch bei der religiösen Zusammensetzung der Bevölkerung in Mumbai ein ähnlich komplexes Muster. Nach der Volkszählung 2011 sind 66,0 Prozent der Einwohner Mumbais Hindus, 20,6 Prozent Muslime, 4,9 Prozent Buddhisten, 4,1 Prozent Jainas, 2,3 Prozent Christen und 0,5 Prozent Sikhs. 0,4 Prozent entfallen auf übrige Religionen (darunter Parsen und Juden). 0,3 Prozent gaben keine Religion an.
Der überproportionale Anteil religiöser Minderheiten im Vergleich zu anderen Metropolen in Indien ist das auffälligste Merkmal. Die zahlenmäßige Stärke der religiösen Minderheiten geht zu Lasten des Hinduismus. Die Hindus sind aber die mit Abstand dominierende Religionsgemeinschaft. In Mumbai spielen die Jainas und die Parsen eine wichtige ökonomische Rolle, obwohl es sich um kleine Religionsgemeinschaften handelt. Die Muslime sind zahlenmäßig stark vertreten. Sie fallen durch ihre Dominanz in einzelnen Branchen und ihr teilweise geschlossenes Auftreten in einzelnen Stadtvierteln von Mumbai wie zum Beispiel in Mahim und Dongri stärker ins Gewicht.
Die römisch-katholische Kirche der Region ist im Erzbistum Bombay organisiert. Das Apostolische Vikariat Bombay wurde 1820 errichtet und am 1. September 1886 von Papst Leo XIII. zum Erzbistum erhoben. Es ist einer der typischen Kardinalssitze der Katholischen Kirche, dessen Erzbischof zur Erledigung seiner Hirtenpflichten vier Weihbischöfe zur Verfügung stehen. Die Kirchenprovinz umfasst die Suffraganbistümer Kalyan, Nashik, Poona und Vasai. Seit 2006 ist Oswald Gracias Erzbischof von Bombay.

### Wohnsituation

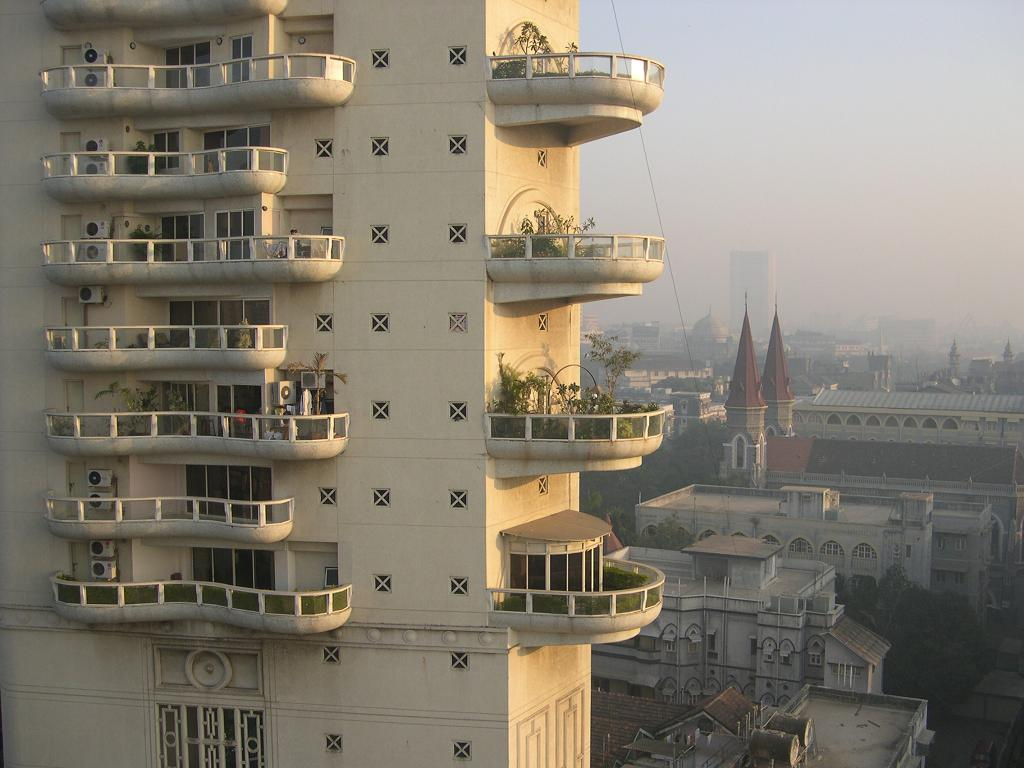
Appartements in Colaba

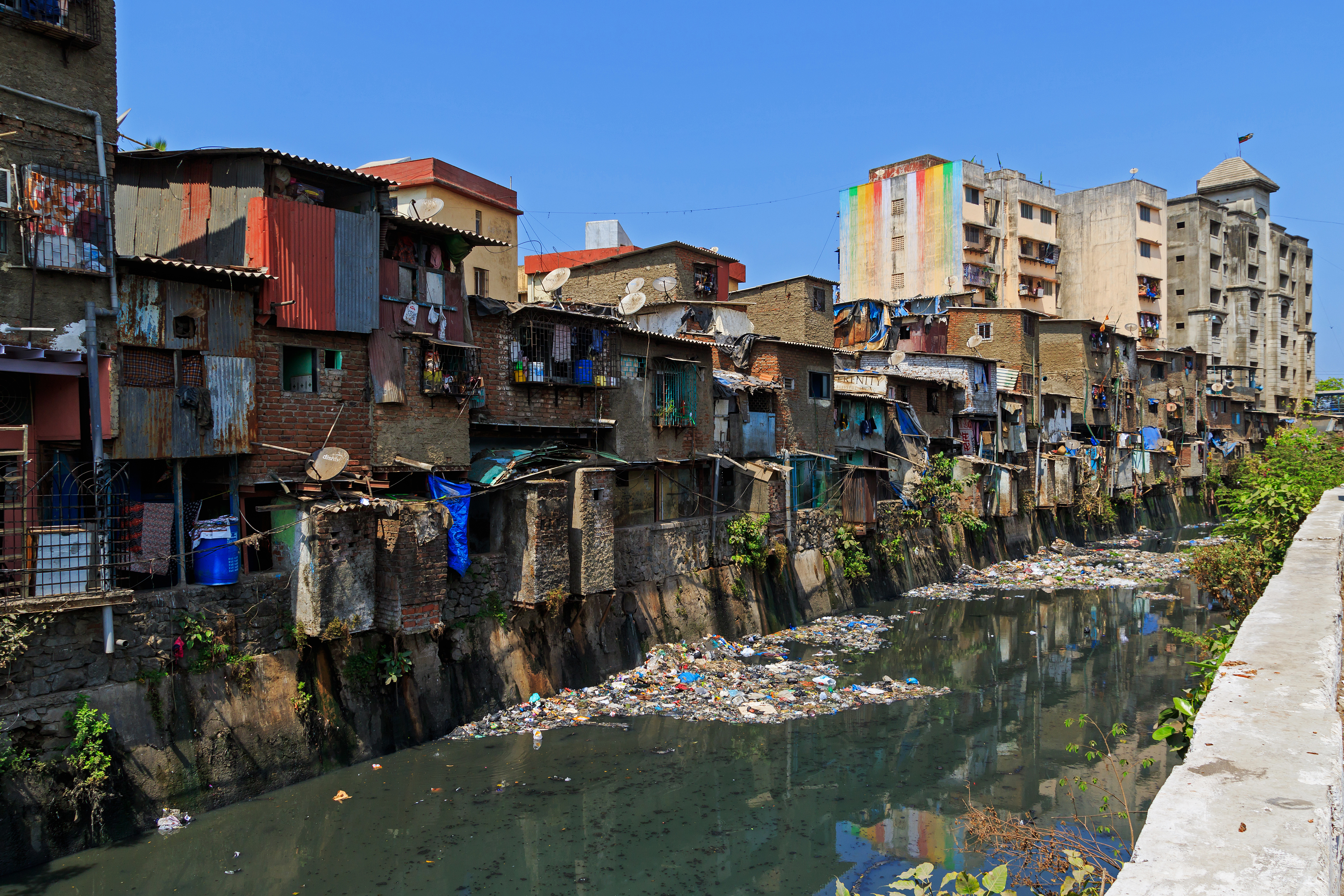
Der Dharavi Slum in Mumbai

Ansprüche und Lebensstile der Eliten Mumbais äußern sich vor allem in den Wohnvierteln der reichen Oberschicht, Malabar und Cumballa Hills, auf der Westseite der Innenstadt (Mumbai City District) und Hiranandani Gardens am Powai Lake auf der Nordseite. Die alten Villen in den großzügig angelegten Parks dieser Gegenden wurden abgerissen und an ihrer Stelle Appartementhochhäuser errichtet. Eigene Stromaggregate, Wassertanks und Wachpersonal ermöglichen der Elite schon seit den 1960er Jahren eine weitgehende Abkoppelung von der Lebenswelt der großen Mehrheit der Bevölkerung und die Verfolgung eigener Lebensstilkonzepte. Die wachsende städtische Mittelschicht zog aufgrund der Kommerzialisierung vieler Bereiche der Innenstadt überwiegend in die Außenbezirke (Mumbai Suburban District).
Im Gegensatz dazu steht die Verelendung großer Teile der städtischen Bevölkerung. Laut Daten der Volkszählung von 2001 lebten in Mumbai 6,5 Millionen Menschen (54,1 Prozent) in Slums. Viele Arbeitsuchende können sich das tägliche Pendeln mit öffentlichen Verkehrsmitteln nicht leisten, das heißt, der Wohnort muss sich in Gehdistanz zum Arbeitsplatz befinden. Die gewinnbringende Vorhaltung von Brachflächen durch einflussreiche Gruppen verhindert oft sozialen Wohnungsbau selbst dann, wenn finanzielle Mittel dafür zur Verfügung stehen. Die Probleme der Metropole Mumbai treten in den Slums besonders deutlich zutage: Unterernährung, Hunger, mangelnde Entsorgung und unzureichende Wasserversorgung führen zu erhöhter Säuglingssterblichkeit und zum Ausbruch von Tuberkulose, Lepra und Malaria, soziale Auswirkungen – Kriminalität, Prostitution, Alkoholismus – wachsen ebenfalls unter solchen Rahmenbedingungen.
Viele Slumbewohner leben unter der ständigen Drohung verjagt zu werden. Ein Beispiel dafür ist das 2,23 Quadratkilometer große Dharavi, einer der größten Slums Asiens. Angaben zur Bevölkerungszahl des Gebietes variieren stark. Die indische Aktivistin Sheela Patel schätzte die Zahl der Bewohner 2007 auf 350.000 bis 600.000. Der Economist bezifferte die Bevölkerung 2007 auf „ungefähr 600.000“, Time 2006 auf 600.000 bis eine Million. Laut einer Studie des Kamla Raheja Vidyanidhi Institute of Architecture (KRVIA) lag die Bevölkerungsdichte im zentralen Bereich von Dharavi, Chambda Baazar, 2006 bei 336.643 Einwohnern pro Quadratkilometer. Das ursprünglich am Rand von Mumbai gelegene Viertel wurde von der Stadt umwachsen, sodass es heute – unüblich für einen Slum – mitten in der Stadt liegt. Es bestehen Pläne der Stadtverwaltung, die Slumhütten von Dharavi abzureißen und (teilweise) durch soziale Wohnungsbauten, aber auch kommerzielle Bauprojekte, zu ersetzen. Kritiker befürchten, dass die Pläne zur Vertreibung der Bewohner in erster Linie dazu dienen, die attraktiv in der Innenstadt gelegene Bodenfläche des Slums für wirtschaftliche Zwecke nutzbar zu machen.
In einer Rangliste der Städte nach ihrer Lebensqualität belegte Mumbai im Jahre 2018 den 154. Platz unter 231 untersuchten Städten weltweit.

## Politik

### Stadtregierung

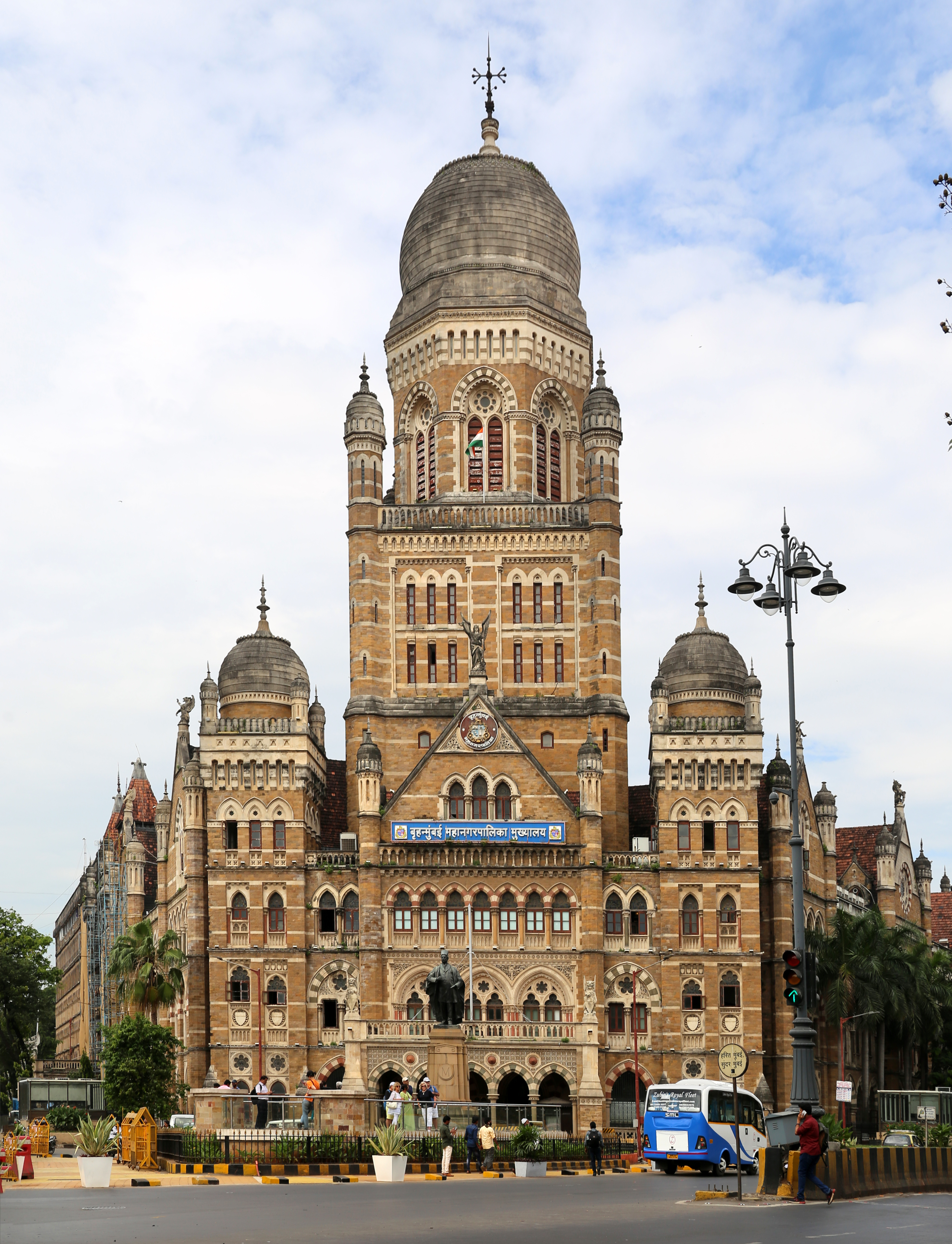
Rathaus (Municipal Corporation Building)

Seit November 2019 ist Kishori Pednekar von der Partei Shiv Sena die für zweieinhalb Jahre vom Stadtrat gewählte Bürgermeisterin. Sie übt damit als Vorsitzende des Stadtrats mit diesem die Legislative (gesetzgebende Gewalt) aus. Verwaltungsleiter (Municipal Commissioner) und damit von der Bundesregierung ernannter Vertreter der Exekutivmacht (ausführende Gewalt) ist I.S. Chahal.
Die Gründung der Stadtverwaltung (Municipal Corporation) erfolgte 1872 mit 64 Mitgliedern (Bombay Act No. III). Die erste Sitzung fand am 4. September 1873 statt. 1931 wurde die Amtsbezeichnung „Präsident“ in „Bürgermeister“ geändert (Bombay Act No. XXI). 1963 hatte der Stadtrat 140 Mitglieder. 1982 wurde die Anzahl der Ratsmitglieder auf 170 und 1991 auf 221 erhöht (30 Prozent der Sitze waren für Frauen reserviert). Seit 2002 zählt der Stadtrat 227 Mitglieder und repräsentiert die 24 Stadtbezirke (Wards). Fünf Sitze sind für Frauen bestimmter Kasten reserviert und 50 weitere Sitze für kastenunspezifische Frauen. Der Stadtrat wird von der Bevölkerung Mumbais gewählt. Zu seinen Hauptaufgaben gehört es, Vorschläge über das Budget von neun ständigen Behörden an den Verwaltungsleiter zu geben. Letzterer entscheidet dann allein über die Annahme der vorgeschlagenen Maßnahmen.
Die Shiv Sena ist die mit Abstand größte Partei in der Metropole Mumbai. Während in den anderen großen Städten Indiens die Kommunistische Partei (Kolkata) oder die Kongresspartei (Delhi) regiert, wird Mumbai von der hindunationalistischen „Shiv Sena“ (Shivas Armee) beherrscht. Die Partei des Hitler-Verehrers Bal Thackeray tritt in Mumbai überwiegend mit promarathischer und antiislamischer Propaganda auf. Sie stellte zwischen 1985 und 1992 und wieder seit 1995 den Bürgermeister Mumbais. Eines ihrer wichtigsten Ziele ist es, die Zuwanderung südindischer und muslimischer Migranten zu stoppen beziehungsweise generell die illegalen Einwanderer (zumeist Muslime aus Bangladesch) aus der Stadt zu vertreiben. Die Shiv Sena wird auch für die immer wieder aufflammenden gewalttätigen Ausschreitungen gegen die muslimischen Bewohner Mumbais verantwortlich gemacht. Seit 2008 macht zunehmend die Maharashtra Navirman Sena (MNS) des Thackeray-Neffen Raj Thackeray mit Polemik und Ausschreitungen gegen Nordinder auf sich aufmerksam. Raj gründete die MNS, nachdem er bei der Besetzung des Parteivorsitzendenposten bei der Shiv Sena zugunsten von Uddhav Thackeray verzichten musste.

### Städtepartnerschaften
Mumbai unterhält mit den folgenden Städten Partnerschaften:
| Vereinigtes Konigreich | London, Vereinigtes Königreich             |
| Vereinigte Staaten     | Los Angeles, Vereinigte Staaten, seit 1972 |
| Russland               | Sankt Petersburg, Russland                 |
| Deutschland            | Stuttgart, Deutschland, seit 1968          |
| Japan                  | Yokohama, Japan                            |

## Kultur und Sehenswürdigkeiten

### Musik und Theater

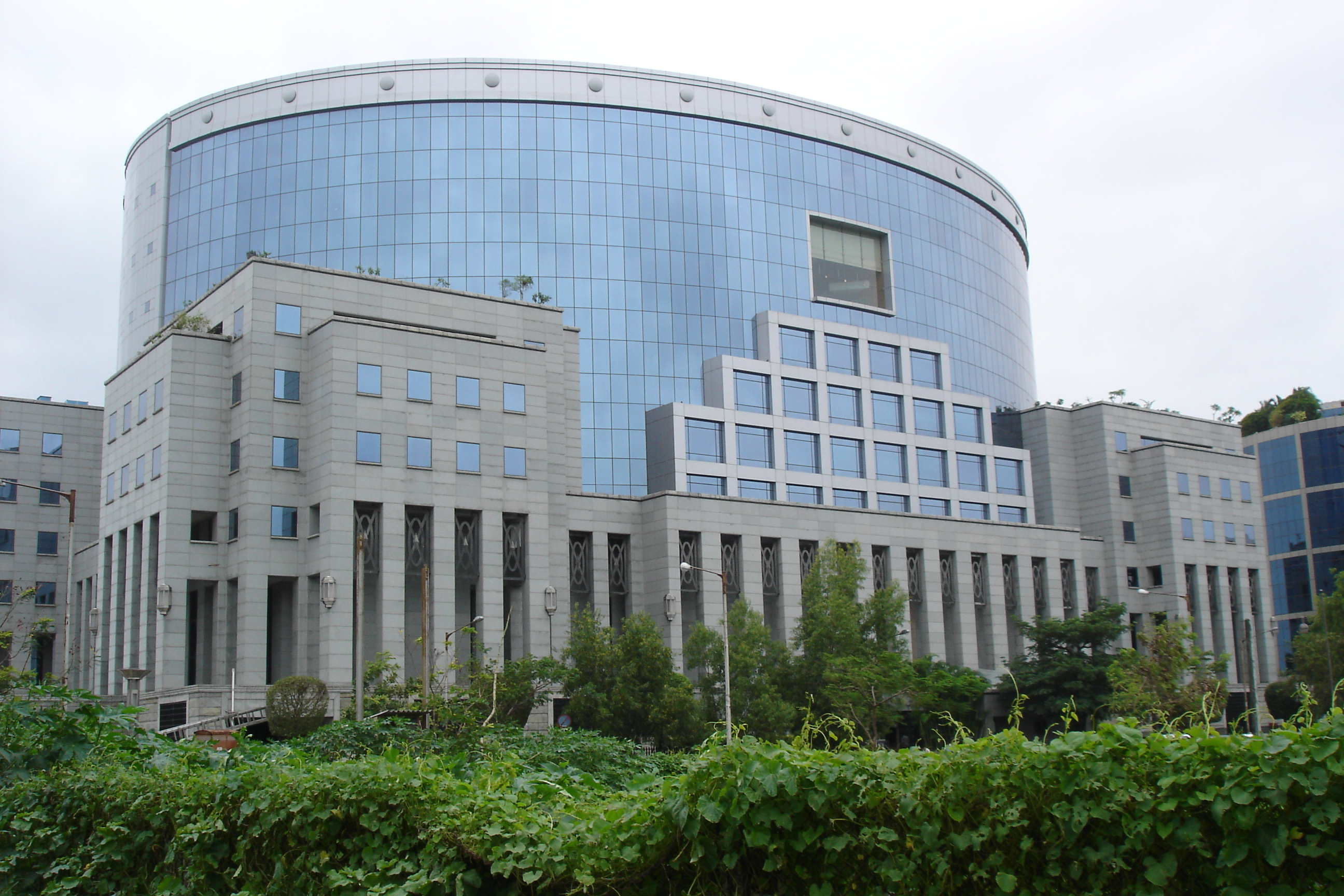
Bandra-Kurla Complex

Mumbai ist ein kulturelles Zentrum und zieht die begnadetsten Künstler klassischer und moderner indischer Musik sowie Tanz- und Theaterkunst des ganzen Landes an. Die Stadt besitzt zahlreiche Bars und Clubs, Jazzkneipen konkurrieren mit Salsa-, Tabla-, Tanzmusik- und Funklokalen. Namhafte einheimische und westliche Rockstars treten in den Stadien und Konzerthallen Mumbais auf.
Zahlreiche Konzerte und Vorstellungen finden im Bharatiya Vidya Bhavan statt, dem Hauptsitz der internationalen hinduistischen Kulturorganisation, aber auch in der Cowasjee Jehangir Hall gegenüber dem „Chhatrapati Shivaji Maharaj Museum“, im Birla Matushi in Marine Lines, im Tejpal Auditorium in Nayak Marg, in der Shanmukhananda Hall in Yagnik Marg oder im MMRDA Ground, einer großen Konzerthalle im Bandra-Kurla Complex. Das National Centre for Performing Arts (NCPA) bietet auch moderne Gujarati-, Hindi-, Marathi- und englischsprachige Theateraufführungen sowie westliche Kammermusik. Im NCPA hat das 2006 gegründete Symphony Orchestra of India seinen Sitz.
Eines der bekanntesten Theater Mumbais ist das Prithvi Theatre. Es wurde 1944 vom Film- und Theaterschauspieler Prithviraj Kapoor gegründet. Es ist seit 1975 Teil des Shri Prithviraj Kapoor Memorial Trust and Research Foundation. Diese künstlerische Einrichtung verfolgt ausschließlich nichtkommerzielle Ziele. Neben dem normalen Theaterbetrieb führt sie Freiluftveranstaltungen, Theaterfestivals und gesonderte Veranstaltungen für Kinder durch. Gezeigt werden Stücke in verschiedenen Sprachen, darunter Englisch, Hindi und Gujarati.

### Museen
Mumbai bietet seinen Bewohnern und Gästen eine Vielzahl von Museen zu verschiedensten Themen. Darunter genießen einige wie etwa das Chhatrapali Shivaji Maharaj Vastu Sangrahalaya Weltruf.

#### Chhatrapali Shivaji Maharaj Vastu Sangtahalaya

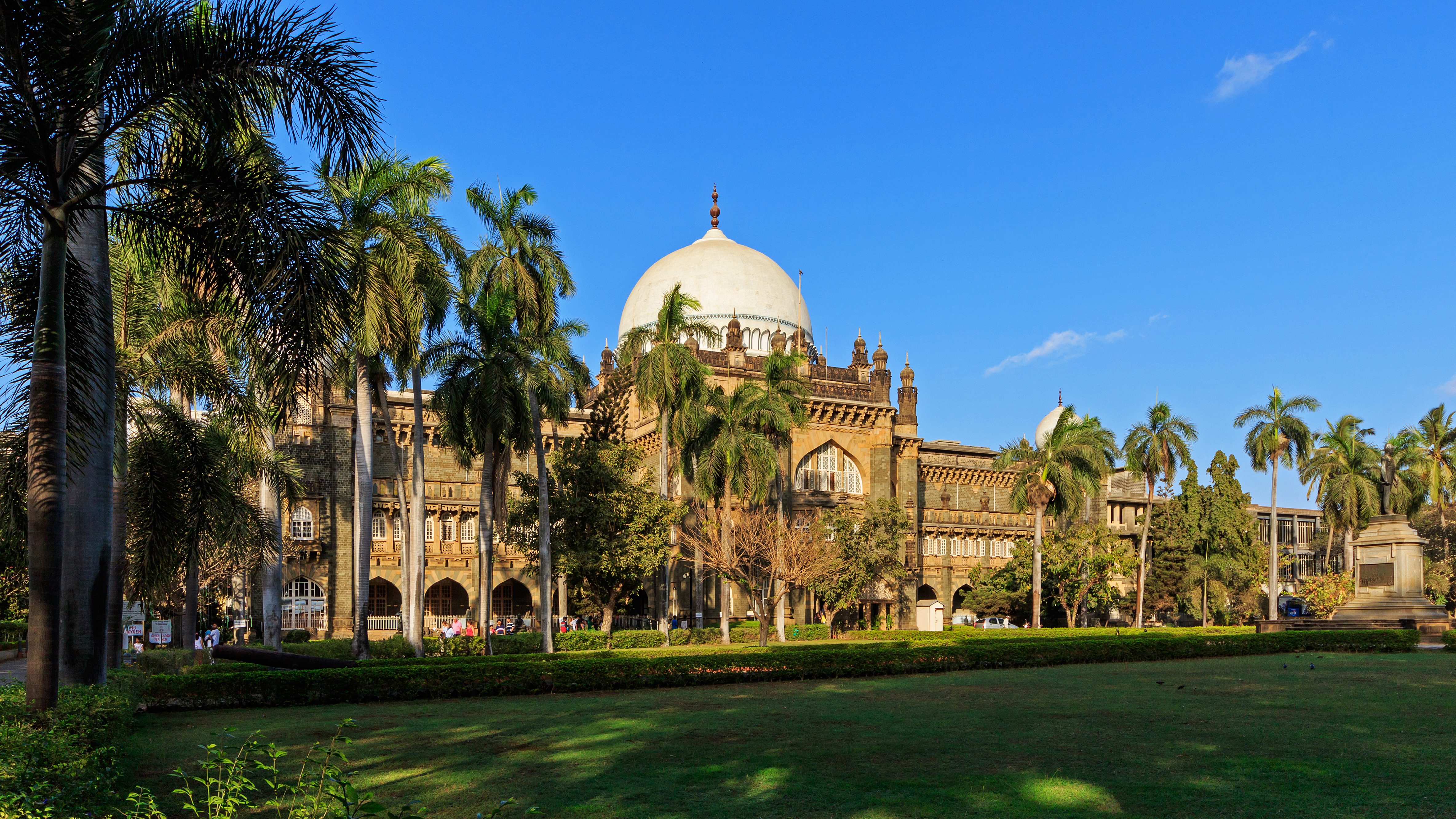
Das frühere Prince of Wales Museum

In einer Grünanlage Richtung Norden liegt das Chhatrapati Shivaji Maharaj Vastu Sangrahalaya (früher Prince of Wales Museum). Das Bauwerk aus der britischen Kolonialzeit, gekrönt von einer weißen Kuppel im Mogul-Stil, beherbergt eine Sammlung von Gemälden und Skulpturen. Den Grundstein legte König Georg V., damals noch Prince of Wales, im Jahre 1905.

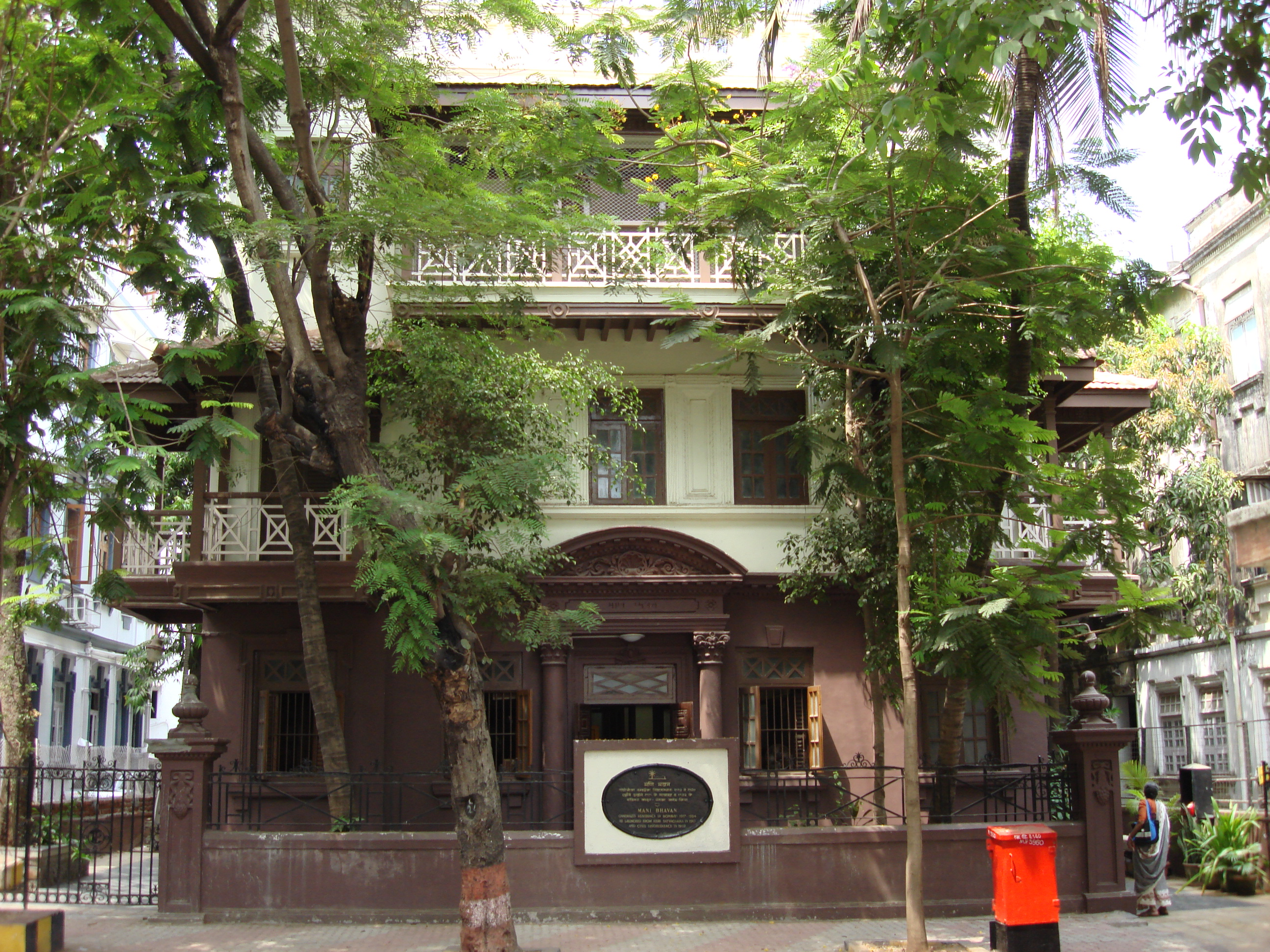
Mani Bhavan

Das Gebäude gilt als „aufgeklärte“ (europäische) Interpretation der Gujarati-Architektur des 15. und 16. Jahrhunderts und verbindet islamische Feinheiten mit der typisch englischen Ziegelbauweise. Man spricht dabei von Anglo-Sarazenischem Stil. In der Zentralhalle ist eine kleine Auswahl der umfangreichen Sammlung, wie einige Mogul-Gemälde, Waffen, Jadearbeiten und Miniaturfiguren aus Ton und Terrakotta der Maurya-Periode aus dem 3. Jahrhundert v. Chr. und der Kuschana-Periode aus dem 1. bis 2. Jahrhundert n. Chr., zu sehen.

#### Jehangir Art Gallery
Nahe dem Chhatrapati Shivaji Maharaj Museum befindet sich die „Jehangir Art Gallery“, Mumbais bekannteste Galerie für zeitgenössische Kunst, bestehend aus fünf kleinen Ausstellungsräumen, die Kunst und Kunsthandwerk aus aller Welt gewidmet sind. Die Ausstellungen dauern meistens nur eine Woche, und die Stücke sind oft käuflich zu erwerben. Die Galerie wurde 1952 vom parsischen Prominenten Sir Cowasji Jehangir, 2. Baronet, auf Anregung des Malers Kattingeri Krishna Hebbar und des Physikers Homi Jehangir Bhabha gegründet.

#### National Gallery of Modern Art
Gegenüber dem Chhatrapati Shivaji Maharaj Museum liegt das Gebäude der National Gallery of Modern Art. Sie eröffnete 1996 und besitzt eine umfangreiche Sammlung moderner Kunst aus Indien und der ganzen Welt. Zahlreiche hochkarätige Wechselausstellungen zeigen zeitgenössische Kunst auf hohem Niveau.

#### Dr Bhau Daji Lad Museum
Das „Dr Bhau Daji Lad Museum“ (früher „Victoria and Albert Museum“) im Stadtteil Byculla wurde 1855 gegründet und ist das älteste Museum Mumbais. Anfangs ausschließlich dem Kunstgewerbe Indiens gewidmet übernimmt es heute auch Funktionen eines stadthistorischen Museum.

#### Mani Bhavan Gandhi Sagrahalaya
„Mani Bhavan“ war zwischen 1917 und 1934 Stützpunkt Mohandas Gandhis in Bombay. Das in einer gutbürgerlichen Straße gelegene Haus ist heute eine Gedenkstätte für den als Mahatma bekannten Politiker und beherbergt neben dem Mahatma Gandhi Museum eine umfangreiche wissenschaftliche Bibliothek. Die Wände im Inneren, mit Holzmöbeln ausgestattet, zieren Fotos historischer Begebenheiten und Gegenstände aus dem Leben dieses ungewöhnlichen Mannes. Hinter Glas befindet sich Gandhis schlichter Wohn- und Schlafraum.

### Bauwerke

#### Colaba

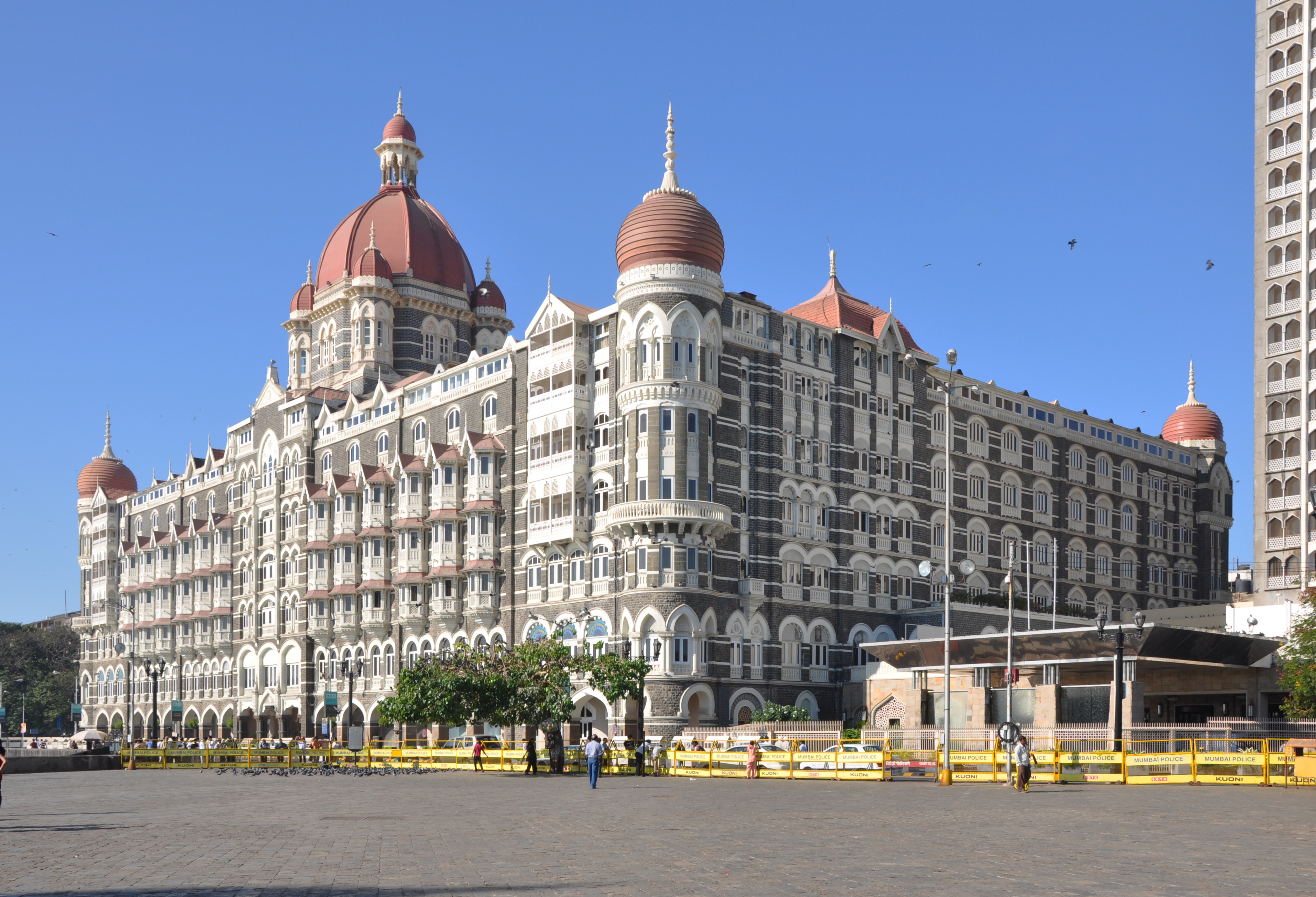
Das Taj Mahal Palace Hotel

Ende des 17. Jahrhunderts war Colaba eine von mehreren Inseln, die sich zu dem am südlichsten Punkt von Mumbai stehenden Leuchtturm hin erstreckte. Heute sind die ursprünglichen Konturen des Landvorsprungs (dessen Name von den frühesten Siedlern, den Koli, abgeleitet wurde) unter den zahlreichen Kolonialwohnhäusern, Hotels, Bars, Restaurants und Kunsthandwerksläden kaum noch zu erkennen.
In Colaba befindet sich eines der Wahrzeichen von Mumbai, das Gateway of India, 1924 nach Plänen von George Wittet (1878–1926) erbaut. Das Bauwerk, errichtet zur Erinnerung an den Besuch von König Georg V. und seiner Frau Maria von Teck im Jahre 1911, war ursprünglich als feierlicher Landungspunkt für mit P&O-Dampfschiffen ankommende Passagiere gedacht. Am 28. Februar 1948 verließen von hier aus die letzten noch auf indischem Boden verbliebenen Truppen – das First Battalion of the Somerset Light Infantry – an Bord der Empress of Australia das unabhängig gewordene Land.
Ein Ende des Platzes rund um das Gateway säumt die lebensgroße Statue von Shivaji, dem bedeutendsten Anführer der Marathen im 17. Jahrhundert. Gleich hinter dem Gateway erhebt sich der Taj Mahal Palace & Tower. Er wurde am 16. Dezember 1903 im Auftrag des parsischen Industriellen Jamshedji Tata eröffnet. Im Hotel übernachteten berühmte Persönlichkeiten wie Mick Jagger, Marianne Faithfull, Prinz Charles, The Beatles, Bill Clinton und Jacqueline Kennedy Onassis.

#### Gebäude am Oval Maidan

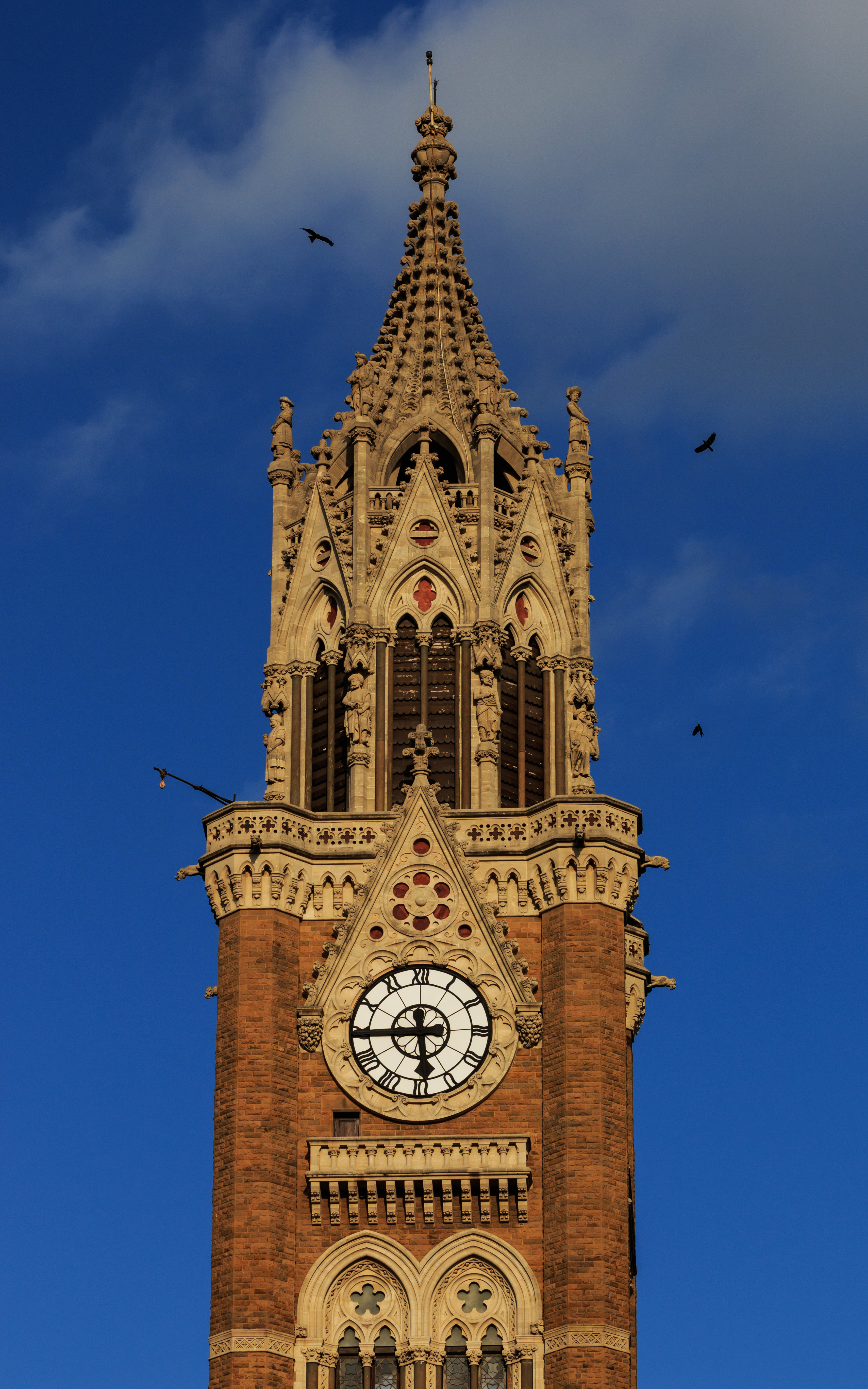
Rajabai Tower

An den südlichen Enden des Bhaurao Patil Marg steht eine Statue von Bhimrao Ramji Ambedkar (1891–1956), von Geburt ein „Unberührbarer“, der zum Buddhismus übertrat. Eine beträchtliche Anzahl von Mitgliedern seiner Kaste folgten seinem Beispiel; viele von ihnen sind inzwischen in einer militärischen Bewegung organisiert, die sich Dalits (Parias, Kastenlose) nennt.
Einige der bedeutendsten viktorianischen Gebäude Mumbais säumen den Ostrand des weitläufigen, grünen Oval Maidan, hinter der Statue, wo fast täglich Cricket-Spiele ausgetragen werden. Das 1874 fertiggestellte Old Secretariat (Old Customs House) dient heute als städtisches Gerichtsgebäude.
Auf der anderen Seite der AS D’Mello Road, gegenüber dem Old Secretariat, stehen zwei große Gebäude, die zur Mumbai University (eingeweiht 1857) gehören und von George Gilbert Scott im neugotischen, an Oxford angelehnten Stil, entworfen wurden. Die von dem parsischen Philanthropen Sir Cowasji Jehangir, 1. Baronet, gestiftete Convocation Hall ähnelt einer Kirche. Über ihrer Eingangstür ist ein rundes Buntglasfenster eingelassen, die Darstellung eines Rades, dessen Speichen griechische Pilaster bilden, die wiederum die Trennlinien zwischen den Tierkreiszeichen formen.
Die Bibliothek auf dem Campus befindet sich unterhalb des 85 Meter hohen Rajabai Clock Tower. Der Glockenturm wurde zwischen 1869 und 1878 erbaut. Während der Kolonialzeit spielte er Klänge wie Rule, Britannia!, God Save the King, Auld Lang Syne und Home! Sweet Home!, nach der Unabhängigkeit nur noch alle Viertelstunde den Schlag der Glocke. Der Lesesaal ist mit einem Holzdeckengewölbe sowie hohen gotischen Fenstern und Glasmosaiken ausgestattet.
Zwischen 1871 und 1878 entstand nach Plänen des Architekten John Augustus Fuller das Gebäude des Bombay High Court (Oberster Gerichtshof). Es ist mit einer Länge von 170 Metern und einer Höhe von 60 Metern eines der größten viktorianisch-gotischen Gebäude der Stadt. In Kontrast zu den im gotischen Stil errichteten Bauwerken der Umgebung steht das 1869 fertiggestellte Watson’s Hotel. Es ist das einzige noch erhalten gebliebene Gebäude in Gusseisen-Skelettbauweise in Mumbai. John Watson, ein wohlhabender Tuchhändler, ließ das komplette Bauwerk aus London importieren. Am 7. Juli 1896 fand im Watson’s Hotel die erste Kinematograph-Aufführung der Brüder Lumière in Indien statt. Eine Gedenktafel am Gebäude erinnert an das historische Ereignis.

#### Fort-Viertel

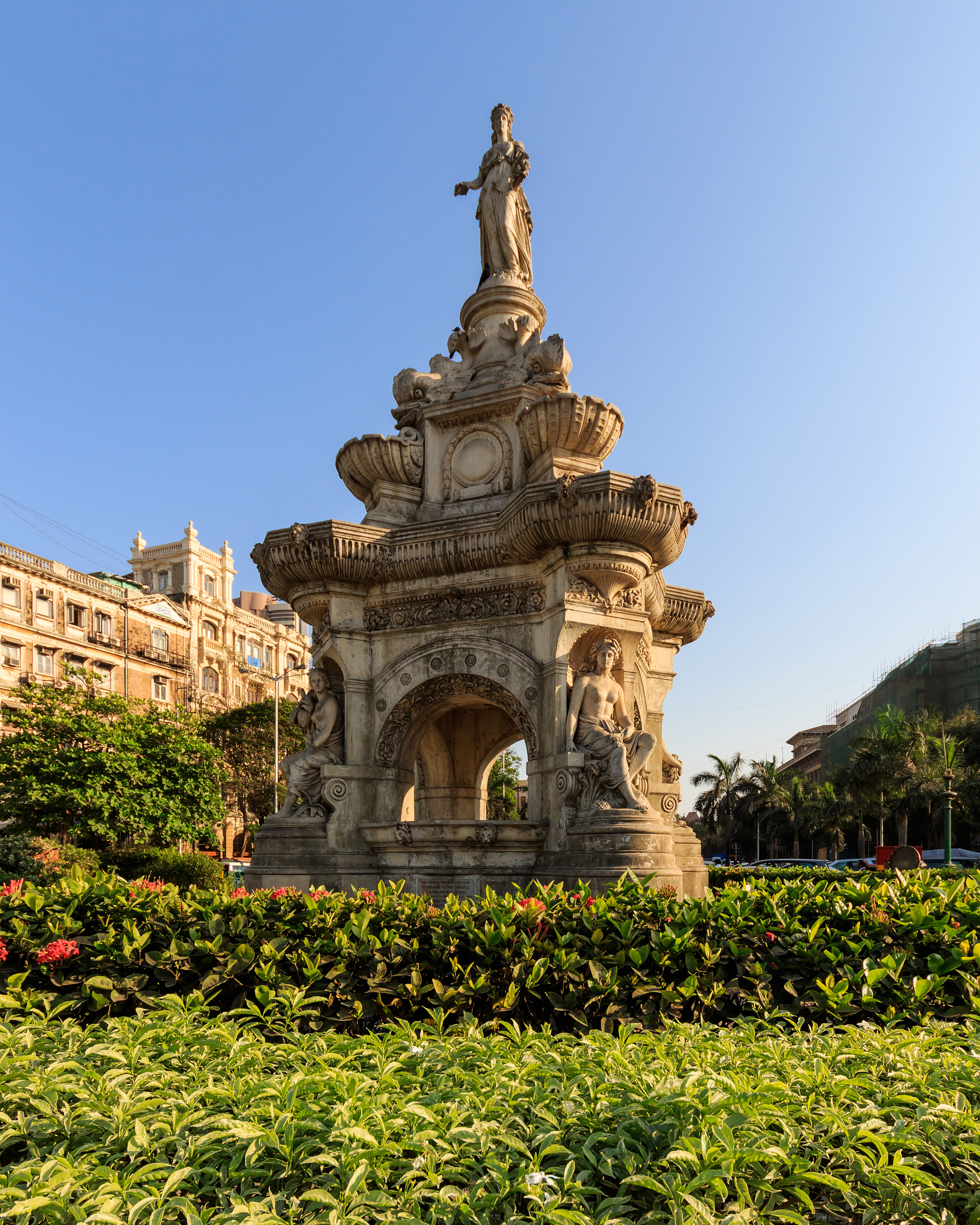
Flora Fountain

In South Mumbai befindet sich das Fort-Viertel, wo sich sämtliche Banken und große Geschäfte niedergelassen haben und zahlreiche Gebäude der Raj-Ära stehen. Den Nordrand nimmt der verzierte Sandsteinbau Chhatrapati Shivaji Terminus (CST), der frühere Victoria Terminus ein, einer der meistbenutzten Bahnhöfe der Welt.
Über dem Haupteingang des Bahnhofes befindet sich eine rund 100 Meter hohe, begehbare, achteckige Kuppel, die von einer Rippenkonstruktion getragen wird. Der Innenbereich ist mit offenen Säulengängen ausgestattet. Das Gebäude ist reich mit Steinskulpturen und Reliefs verziert. Auf der Kuppel thront die Skulptur Lady of Progress. Das von 1878 bis 1888 errichtete Bahnhofsgebäude ist ein Beispiel für die Zusammenführung viktorianischer Neogotik mit traditioneller indischer Architektur. Es steht seit 2004 unter dem Schutz der UNESCO und gehört zum Weltkulturerbe der Menschheit. Der Knotenpunkt des innerstädtischen Eisenbahnnetzes, die „Churchgate Station“ liegt vier Kilometer weiter westlich.
Der Hutatma Chowk mit der Flora Fountain inmitten des Fort-Geländes ist eine verkehrsreiche Fünf-Straßen-Kreuzung, ein Kreisverkehr. Er wurde zum Gedenken an die Freiheitskämpfer, die im Kampf um die Aufnahme des Bundesstaates Maharashtra in die indische Union ihr Leben ließen, in Hutatma Chowk („Platz der Märtyrer“) umbenannt. Im Mittelpunkt der Kreuzung steht eine Statue der Göttin Flora, 1869 zu Ehren von Gouverneur Sir Henry Bartle Frere (1815–1884) aufgestellt.
Das älteste englische Bauwerk von Mumbai ist die kleine St. Thomas’ Cathedral. Die im Jahre 1718 eingeweihte Kirche verbindet klassizistischen und gotischen Stil. Nach einem Zeitungsverleger, der sich für die Unabhängigkeit Indiens einsetzte, wurde der nahe gelegene Horniman Circle, ehemals Elphinstone Circle, benannt. Der Platz ist 1860 auf Veranlassung des früheren Municipal Commissioners Charles Forjett an der Stelle des „Bombay Green“ errichtet worden.

#### Altstadt
Nördlich von Fort schließt sich die Altstadt mit ihren zahlreichen Basaren an, und noch weiter nördlich liegen die zentralen Stadtteile Byculla, Parel und Dadar, sowie die Villenviertel Bandra und Juhu. In den „Victoria Gardens“ in Byculla liegt neben dem Zoo das „Dr Bhau Daji Lad Museum“ (früher „Victoria and Albert Museum“), das Ausstellungsstücke zur Stadtgeschichte beherbergt. Ein Denkmal zur Erinnerung an die „Bombay-Explosion“ von 1944 steht am Hauptquartier der Feuerwehr von Mumbai. Es soll an die 66 Feuerwehrleute erinnern, die während der Bekämpfung des Feuers starben. Am 14. April 1944 löste der Frachtdampfer Fort Stikine eine verheerende Explosion im Hafen aus. Das Feuer dauerte drei Tage und kostete nach offiziellen Angaben 740 Menschen das Leben, rund 1800 wurden verletzt (inoffizielle Schätzungen gingen von weit höheren Zahlen aus). Im Victoria Dock und im benachbarten Prince’s Dock wurden 27 Schiffe versenkt oder stark beschädigt. Bis in die 1970er Jahre wurden immer wieder Goldbarren im Hafenbeckenbereich gefunden, in dem die Fort Stikine explodierte.

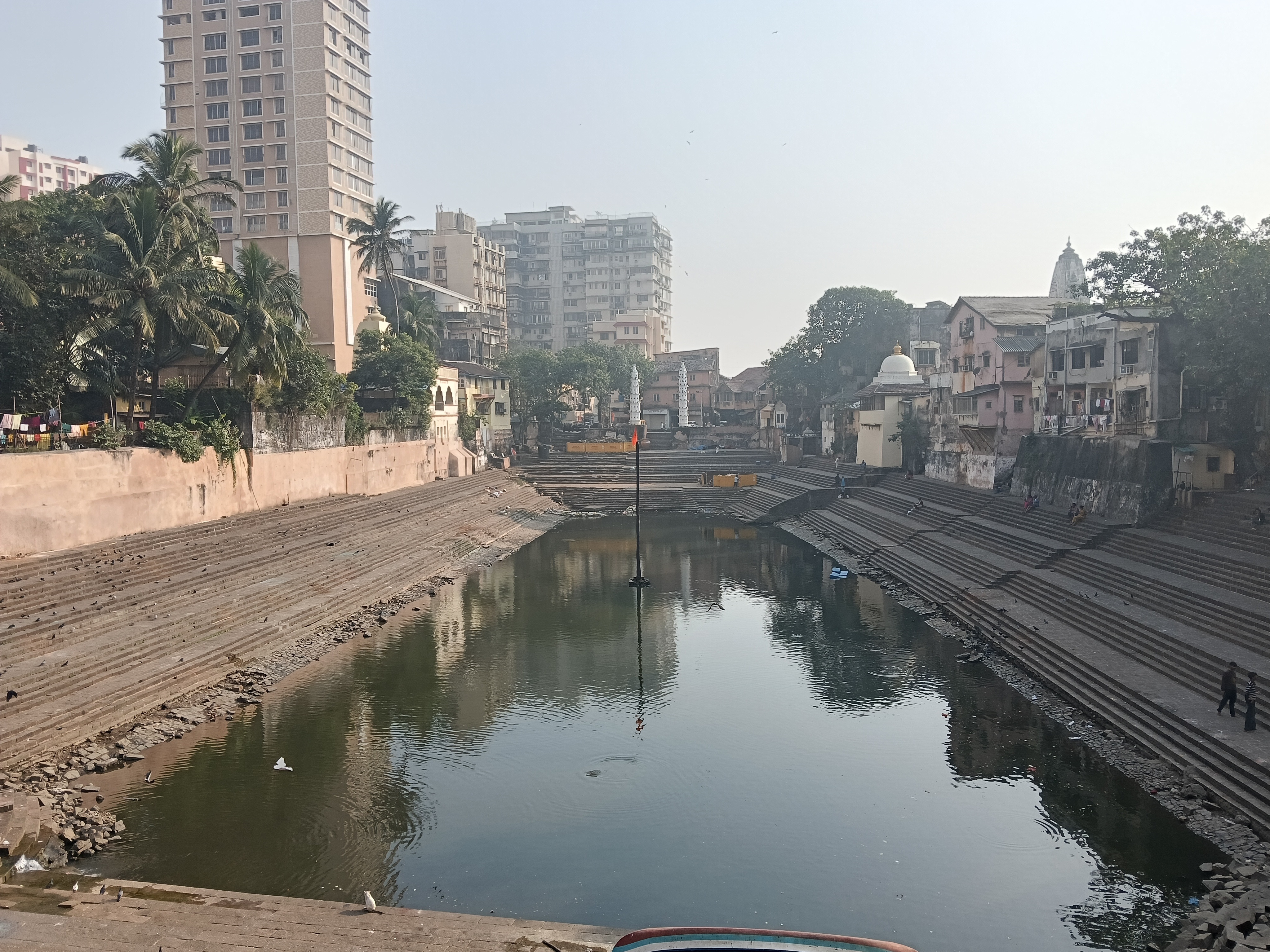
Banganga-Teich mit Walkeshvar-Tempel in Malabar Hills, Mumbai

#### Banganga
Banganga ist ein kleines Viertel im Süden von Malabar Hills in der Nähe des Gouverneurs-Palastes. Banganga bezeichnet eigentlich ein großes Wasserbassin zu dem Stufen hinabführen. Das Bassin gehört zum Walkeshwar-Tempel. Um das Bassin herum haben sich zahlreiche weitere Hindu-Tempel angesiedelt. Heute liegt das Viertel inmitten eines boomenden Hochhäuserareals. Dennoch hat sich Banganga eine fast kleinstädtisch-dörfliche Atmosphäre bewahrt.

#### Haji Ali Dargah

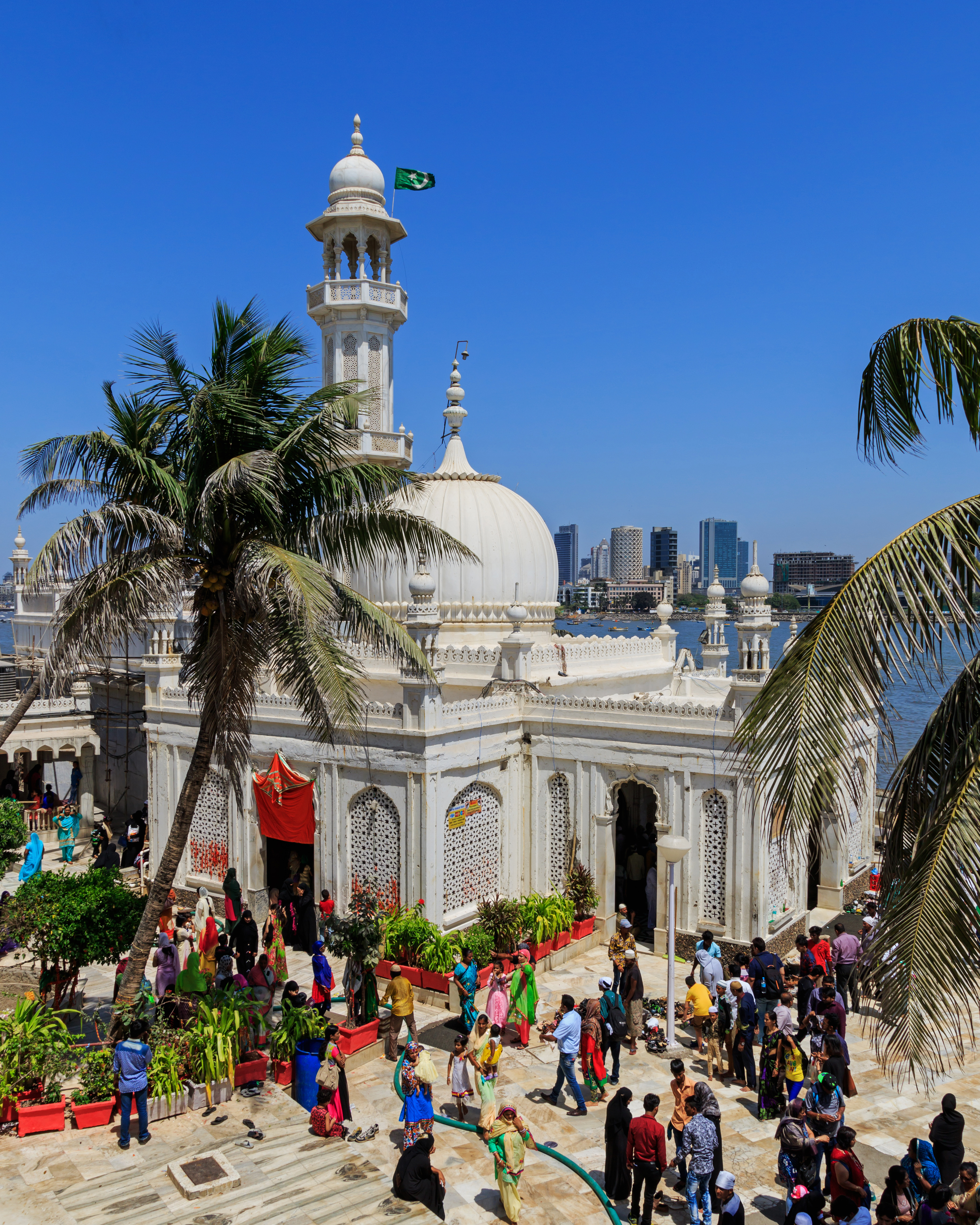
Haji Ali Dargah

Haji Ali Dargah ist eine Moschee und ein Dargah (Schrein des Sufismus) und befindet sich auf einer kleinen Insel vor der Küste des Stadtteils Worli. Das Gebäude wurde 1431 auf Wunsch des muslimischen Heiligen und afghanischen Mystikers Haji Ali errichtet, der auf seinen weltlichen Besitz verzichtete und sich der Meditation widmete. Das Grabmal mit seinen weißen Minaretten und Mogul-Kuppeln ist durch einen schmalen, zementierten Dammweg, der zur Ebbe begehbar ist, mit dem Festland verbunden.
Die islamische Überlieferung weiß von zwei unterschiedlichen Gründungsgeschichten, die jedoch darin übereinstimmen, dass der Heilige auf dem Weg von Mekka, wo er zur Pilgerfahrt (Haddsch) war, nach Indien auf einem Segelschiff verstarb. Die eine Version besagt, dass sein Sarg an der Stelle des Mausoleums strandete, nachdem er, wie von Haji Ali gewünscht, ins Meer vor dem heutigen Pakistan geworfen worden war. Die andere besagt, Haji Ali habe, als er erkannte, dass er Indien nicht lebend erreichen würde, seine Schüler, die Brüder Fazla, gebeten, an der Stelle, an der er sterben würde, ein Grabmal für ihn zu errichten. Die Brüder brauchten ein Jahr, bis der Bau fertiggestellt war.

#### Elephanta-Höhlen
Die Höhlen befinden sich auf der Insel Elephanta, eine Bootsstunde von Colaba entfernt. Die kleine bewaldete Insel wird nur von wenigen Menschen bewohnt. Sie hieß ursprünglich Gharapuri, die „Stadt der Ghara-Priester“, wurde jedoch im 16. Jahrhundert von den Portugiesen nach dem steinernen Elefanten umbenannt, den sie im Hafen fanden. Die Statue des Elefanten ist im „Dr Bhau Daji Lad Museum“ (früher „Victoria and Albert Museum“) in den „Victoria Gardens“ in Byculla zu sehen. Die Tempelhöhlen wurden im 8. Jahrhundert errichtet. Die große Elephanta-Höhle ist über Stufen erreichbar, die mit zahlreichen Elefantenfiguren flankiert sind. Die Tempelhalle im hinteren Teil ist von Seitenhöfen und einigen Kapellen umgeben. Die sich im Höhlentempel befindende Trimurti (dreigesichtige) Shiva-Skulptur ist ein Beispiel hinduistischer Bildhauerkunst. Die Höhlen von Elephanta stehen seit 1987 auf der UNESCO-Liste des Weltkulturerbes.

#### Türme des Schweigens
Auf dem Malabar Hill stehen, durch eine große Mauer und einen dichten Vorhang aus Grünpflanzen umgeben, die sieben parsischen Türme des Schweigens, die Dokhmas. Die Parsen bestatteten ihre Toten, indem sie die Leichen auf hohe, zylinderförmige Behälter legen, damit Geier die Knochen säuberlich vom Fleisch befreien können. Dieses uralte Bestattungsritual, von dem angenommen wird, dass es noch vor dem 2.500 Jahre alten Glauben entstand, wurde vom Propheten Zarathustra befürwortet, um eine Verschmutzung der vier heiligen Elemente (Luft, Wasser, Erde und – das heiligste von allen – Feuer) zu verhindern. In jüngster Zeit wird unter den Parsen die Frage diskutiert, ob nicht zur hygienischeren und praktischeren Alternative der elektrischen Verbrennung übergegangen werden sollte. Auf Balkonen, Hausdächern und in Gärten in der Nähe der Türme werden immer wieder von Geiern fallen gelassene Teile menschlichen Fleisches gefunden.

### Parks

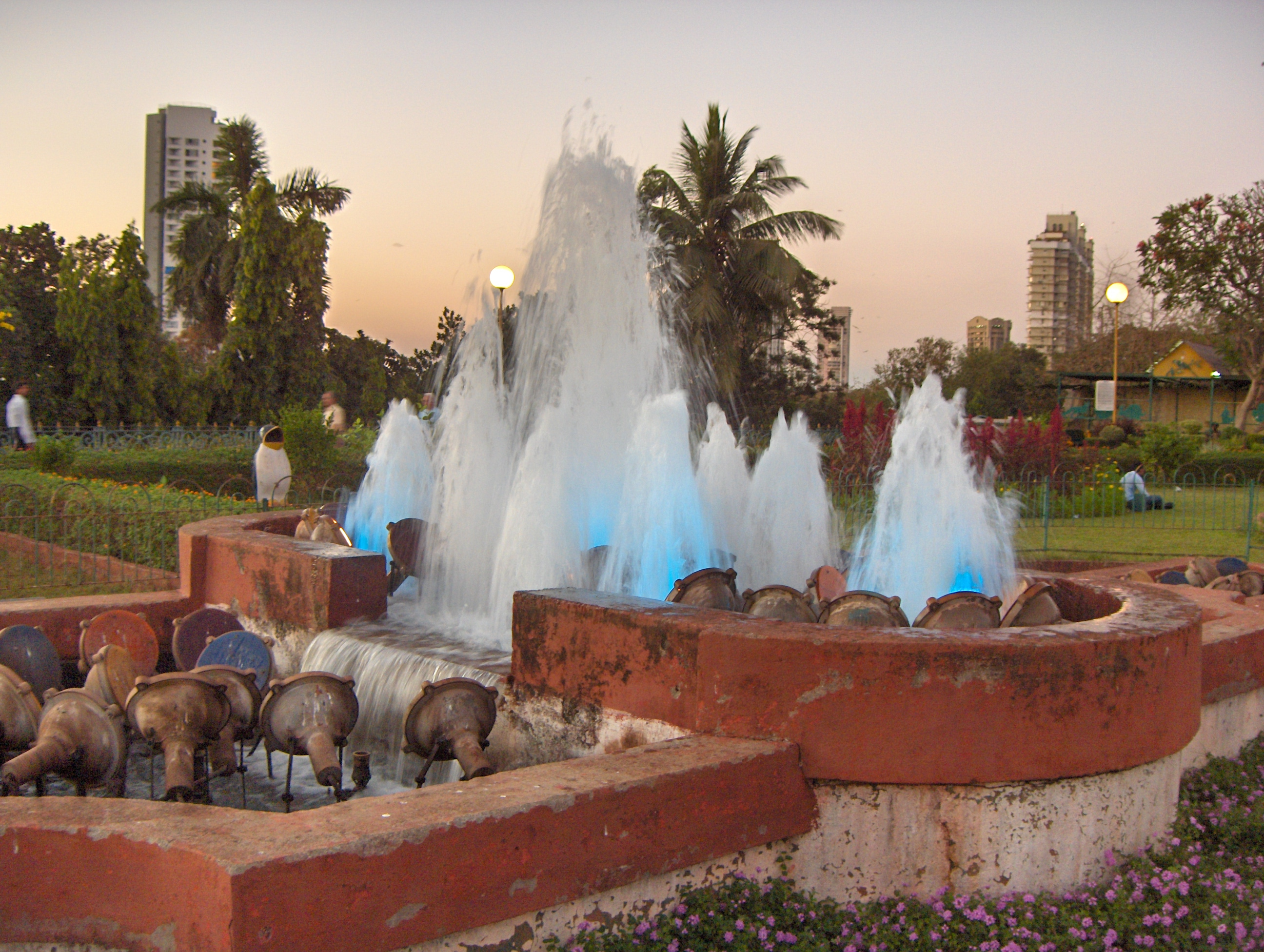
Hängende Gärten

Der 104 Quadratkilometer große Sanjay-Gandhi-Nationalpark (bis 1981 Borivili National Park) liegt im Norden Mumbais. Bekannt sind die 109 Kanheri-Höhlen, die eine Felsenschlucht im Park säumen. Buddhistische Mönche nutzten die Höhlen vom 2. bis 9. Jahrhundert als Wohn-, Studier- und Meditationsort. In der Großen Chaitya-Höhle befindet sich ein langer Säulengang und im hinteren Teil eine fünf Meter hohe Stupa. Ein Steinzaun und zahlreiche Torwächter- und Buddhafiguren sowie die Stupa verdeutlichen den buddhistischen Baustil.
Der 1969 eröffnete Park besitzt eine reiche Flora und Fauna, darunter mehr als 1.000 Arten an Pflanzen, 274 Arten von Vögeln, 5000 Arten von Insekten, 40 Arten von Säugetieren, 38 Arten von Reptilien und 150 Arten von Schmetterlingen. Der Atlasspinner, einer der größten Schmetterlinge der Welt, lebt hier. Zu sehen sind zahlreiche Karvi-Pflanzen (Strobilanthes callosus), die nur alle sieben Jahre blühen.
Im Park lebt auch eine kleine Population von Leoparden. Ihre Zahl wurde im Jahr 2014 mit 21 bis 35 angegeben. Außerdem befindet sich ein Mini-Zoo und ein Lion-Safari-Park in dem Gebiet. Nur ein kleiner Teil des Parks ist der Öffentlichkeit zugänglich. Die Leoparden erbeuten zu einem erheblichen Teil (anteilig etwa 43 %) auch Haustiere – vor allem streunende Hunde – an den Grenzen des Parks. Gelegentlich kommt es auch zu Angriffen auf Menschen, wobei häufig Kinder betroffen sind. Zwischen 1991 und 2013 wurden 176 Angriffe auf Menschen gezählt. 84 ereigneten sich in den Jahren 2002 bis 2004, mit 22 Todesfällen. Die Häufung der Angriffe zwischen 2002 und 2004 wurde durch die damals geübte Praxis, unerwünschte Leoparden einzufangen und anderswo auszusetzen, erklärt, was zur Desorientierung und Aggressivitätssteigerung der Tiere führte. Diese Praxis wurde mittlerweile beendet, was zu einem drastischen Abfall der tödlichen Angriffe führte. Parkangestellte bezifferten außerdem die Zahl der illegalen Siedler im Park auf etwa 200.000, was den Lebensraum der Leoparden beeinträchtige.
Auf dem Malabar Hill befinden sich die Hängenden Gärten von Mumbai (Ferozeshah Mehta Gardens), ein Kunstwerk des Gartenbaus. Zu sehen sind Büsche und Sträucher mit der Form von Affen, Elefanten, Giraffen und anderen Tierarten. Zahlreiche Menschen sorgen ständig für die Pflege der Ziergärten. Es gibt weitere kleine und große Parks und Gärten in Mumbai, darunter der Kamala Nehru Park, der Joggers Park, der grüne und üppige Mahim Nature Park und der bekannte Oval Maidan. Erwähnenswert sind auch der Priyadarshini Park und der Veermata Jeejabai Udyan.
Die zweitgrößte Grünanlage Mumbais ist die 1200 Hektar umfassende Aarey Milk Colony.

### Freizeit und Erholung

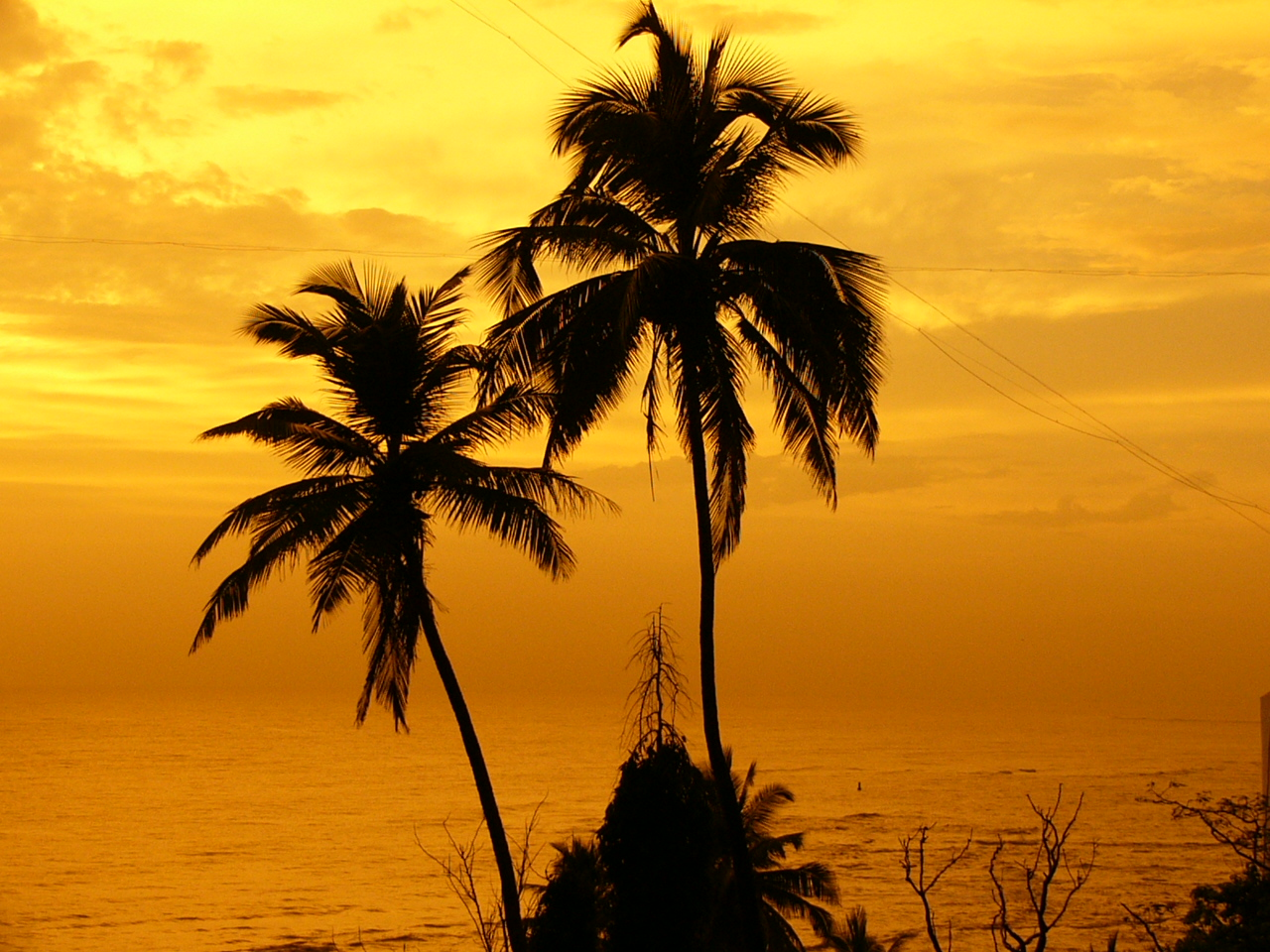
Strand in Mumbai

Nicht weit von der Churchgate Station liegt die „Netaji Subash Chandra Marg“, auch bekannt unter der Bezeichnung „Marine Drive“. Als „Queen’s Necklace – Halsband der Königin“ wird er von den Einheimischen bezeichnet. Es handelt sich dabei um Mumbais Meerespromenade, die in den 1920er Jahren auf aufgeschüttetem Land erbaut wurde, bestehend aus einer achtspurigen Stadtautobahn und einem breit angelegten Gehweg. Der Marine Drive beschreibt einen Bogen von den Hochhäusern des „Nariman Point“ bis zum Fuß des „Malabar Hill“ und dem „Chowpatty Beach“. Hier befinden sich verschiedene Sportanlagen und das „Taraporevala Aquarium“ mit Beständen tropischer Fische. Chowpatty Beach ist auch Mittelpunkt politischer Kundgebungen: Mahatma Gandhi hat hier oft gesprochen.
30 Kilometer nördlich vom Stadtzentrum liegt Juhu Beach. Abgelegene Strände Mumbais befinden sich in Versova, Madh Island, Marwe, Manori und Gorai.

### Sport

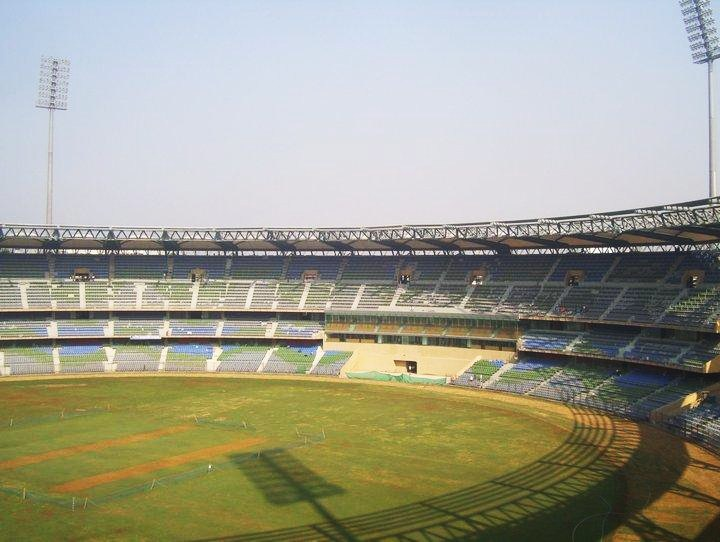
Das Wankhede Stadium im Februar 2011

In der Nähe des Marine Drive befinden sich zwei große Cricketstadien, das 1937 eröffnete Brabourne Stadium (Kapazität: 30.000 Zuschauer) und das 1975 fertiggestellte Wankhede Stadium (Kapazität: 45.000 Zuschauer) sowie eine Anzahl von Cricketplätzen, sogenannte Gymkhanas, wo an fast jedem Wochenende Spiele ausgetragen werden, darunter der Bombay Gymkhana Ground. Alle drei genannten sind Test-Cricket-Stadion. Einige sind für bestimmte Religionsgruppen reserviert, oder dienen als Kulisse für Parsenhochzeiten; andere sind für Katholiken, Muslime oder Hindus, ein Gymkhana besitzt einen Pavillon im klassischen Kolonialstil. Im Wankhede Stadium fanden unter anderem Partien bei den Cricket World Cups 1987, 1996, 2011 und 2023, der ICC Champions Trophy 2006, ICC World Twenty20 2016 und der ICC Women’s World Twenty20 2016 statt. Cricket ist Nationalsport in Indien und erregt dort ein ebenso lebhaftes Interesse wie Fußball in Deutschland und Europa. Der Cricketverein Mumbai Indians spielt in der Indian Premier League.
Der bekannteste und erfolgreichste Fußballverein Mumbais ist Mahindra United. Der Klub spielt in der höchsten Klasse des Landes, der National Football League. Mahindra United wurde 2006 Landesmeister und gewann im gleichen Jahr den Federation Cup, ein Fußball-Pokalwettbewerb, der dem DFB-Pokal ähnelt. Spielstätte der Mannschaft ist der 12.000 Zuschauer fassende Cooperage Ground Mumbai.
Sehr populär ist auch Indiens anderer Nationalsport Hockey. Zahlreiche Sportler aus Mumbais Vereinen spielen in der indischen Hockey-Nationalmannschaft. Weitere Sportarten werden in den Klubs und Gymkhanas ausgeübt, darunter Tennis, Squash, Billard, Badminton, Tischtennis und Golf. Mumbai ist eine der wenigen Städte im Land, wo auch Rugby gespielt wird. Beliebt bei der Bevölkerung sind auch Pferdesport, Volleyball und Basketball.

### Regelmäßige Veranstaltungen

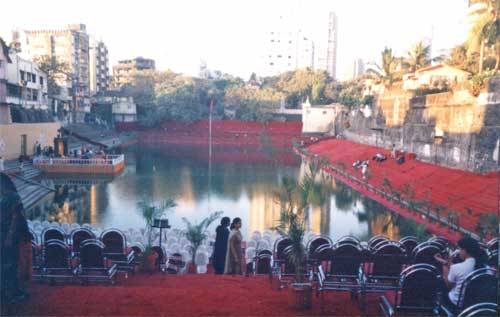
Das Banganga-Becken während des Banganga Music Festivals

Seit 1992 wird jährlich an zwei Tagen im Januar das „Banganga Music Festival“ veranstaltet. Am „Banganga Tank“ treten an beiden Tagen bekannte indische Musiker und Tänzer an acht kreisförmig um das Becken gebauten historischen Tempeln auf. Der Banganga Tank ist Teil des „Walkeshwar Temple Complex“ und wurde im 12. Jahrhundert während der Silhara-Dynastie errichtet. Der Legende nach stammt das Wasser im Becken aus dem für Hindus heiligen Fluss Ganges. Seinen Höhepunkt findet das Festival am Abend des zweiten Tages, wenn alle Tempelglocken gleichzeitig erklingen.
Seit 2004 findet jedes Jahr im Monat Januar der Mumbai-Marathon statt. Die Veranstaltung ist Teil der Serie The Greatest Race on Earth. Die anderen drei Läufe sind der Singapur-Marathon, der Nairobi-Marathon und der Hongkong-Marathon. Die Wettbewerbe werden von der Standard Chartered Bank gesponsert.
Weitere bedeutende Veranstaltungen sind die Verleihung des indischen Filmpreises Star Screen Award (im Januar im Andheri Sports Complex) und das Mumbai International Film Festival (im Februar im Auditorium der Films Division). Ebenfalls im Januar/Februar finden das Mumbai Festival, das Kala Godha Arts Festival, die „Mumbai Motor Show“ im Grand Hyatt Exhibition Ground, die „Mumbai International Boat Show“ im Bandra-Kurla Complex und das „Elephanta Festival“ statt. Veranstaltungsort des Festivals im klassischen indischen Tanz sind die Höhlen auf der Insel Elephanta. Am 1. Mai feiert Mumbai aus Anlass der Gründung des Bundesstaates Maharashtra im Jahre 1960 den „Maharashtra Day“.
Jedes Jahr im Juni wird zu Ehren des Gottes Ganesh mit dem Elefantenhaupt das Fest Ganesh Chaturthi veranstaltet, das zahlreiche Menschen anzieht. Hindus in ganz Indien feiern diesen Tag, der aber in Mumbai eine ganz besondere Bedeutung hat. Für viele Hindus in anderen Gegenden Indiens bedeutet Ganesha nur eine untergeordnete Manifestation, hier dagegen ist er für die meisten die wichtigste Darstellung Gottes, hier ist er die Hauptgottheit. Ganesh Chaturthi ist darum für sie der bedeutendste Festtag des ganzen Jahres.
Am 9. August jeden Jahres begeht die Stadt den „Tag der Revolution“ (Kranti Divas). Es ist der Jahrestag von Mahatma Gandhis Ansprache im Jahre 1942, als er im „Gowalia Tank Maidan“ (heute August Kranti Maidan), ein Park im Zentrum Mumbais, die Unabhängigkeit Indiens von britischer Kolonialherrschaft forderte. Im August oder September wird die „Art Access Week“ in der Birla Academy of Art and Culture veranstaltet und die Homosexuellen der Metropole feiern „Gay Mumbai’s Tribute to Ganesh“.
Von November bis April geht die Saison im Pferderennsport. Austragungsort ist der „Mahalaxmi Racecourse“, eine der bedeutendsten Pferderennbahnen der Welt. Traditionell am ersten Sonntag im Februar wird das „Indian Derby“ ausgetragen, der Höhepunkt der Pferderennsaison in Mumbai. Es wird als das „Crown Jewel of the Triple Crown“ bezeichnet. Der Triple Crown besteht aus drei Rennen für dreijährige Rennpferde. Der Gewinn aller drei Rennen ist die größte Herausforderung für Reiter und Rennpferd. Ein weiteres bedeutendes Rennen auf dem Mahalaxmi Racecourse ist das „Gool S Poonawalla Million Race“ im April.

### Gastronomie

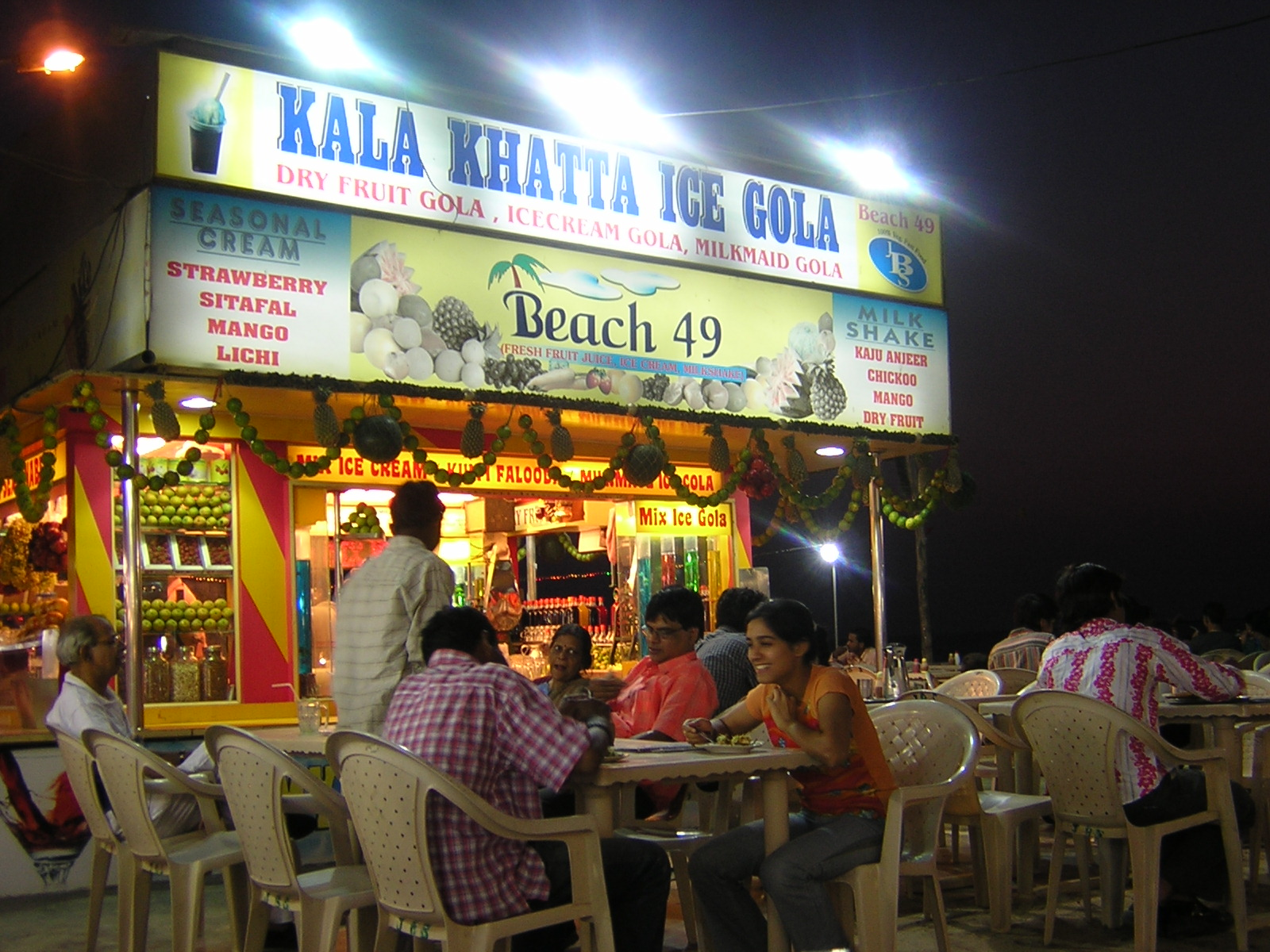
Mumbai Beach Bar

Die Küche Mumbais spiegelt sowohl die ethnische Vielfalt als auch die unterschiedlichen historischen und religiösen Prägungen der Stadt wider. Eine einheitliche Kochkultur existiert daher nicht, vielmehr unterscheiden sich Zutaten und Essgewohnheiten stark voneinander.
So gibt es rein vegetarische Restaurants, in denen der Gast Gujarati- und südindische Gerichte serviert bekommt, und gleich daneben muslimische Cafés mit Fleischgerichten. Die Stadt beherbergt China-Restaurants, aber auch iranische Gaststätten, deren Spezialität Lamm- und Hammelfleisch in Pfefferminzsoße ist. Nicht-Vegetarier können sich in den Parsen-Restaurants in einem Linseneintopf namens „Dhansak“ geschmorte Fleischportionen bestellen, in den goanischen und mangalorischen „Lunch-Homes“ Schweinefleisch Vindaloo oder scharfes Fischcurry ausprobieren. Als Grundnahrungsmittel dienen neben Reis verschiedene Weißbrotsorten (Roti), deren verbreitetste Variante Chapati, ein ungesäuertes Fladenbrot aus Weizenvollkornmehl, ist.
Für das Mittagessen der Büroangestellten sind in Mumbai die Dabbawala zuständig. Sie transportieren das Essen vom Zuhause des Arbeitnehmers oder einer Dabba-Küche in speziellen mehrteiligen Boxen, sogenannten „Tiffins“, an den Arbeitsplatz.

### Handel

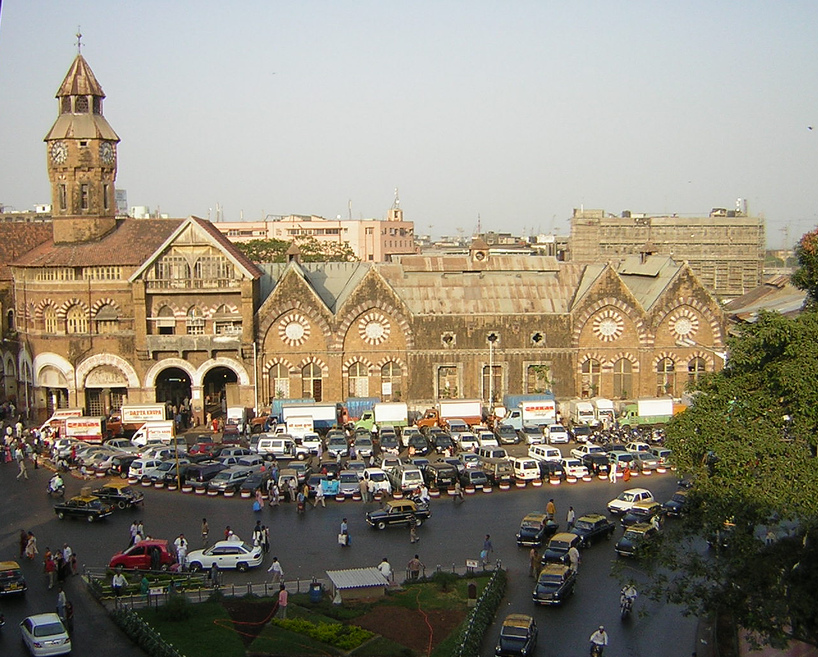
Crawford Market

Der „Mahatma Jyotiba Phule Market“, besser bekannt als Crawford Market, ist eine 1869 fertiggestellte Markthalle in britischem Stil. Die Halle mit ihrem normannisch-gotischen Turm liegt an der Lokmanya Tilak (früher Carnac Road), Ecke Dr D N Marg. Die Friese rings um die Außenfassade sind eine viktorianische Darstellung indischer Bauern bei der Feldarbeit, entworfen 1865 von Rudyard Kiplings Vater Lockwood, damals Rektor der Bombay School of Art. Die Haupthalle ist in verschiedene Sektoren gegliedert, in denen unter anderem Obst und Gemüse, Kräuter, Gewürze, Haustiere und Geflügel sowie Tabak verkauft werden.
Die Straßen unmittelbar nördlich des Crawford Market und westlich der Mohammed Ali Road bilden einen großen Basar. Zu beiden Seiten der Mangaldas Lane liegt der Kleiderbasar. Von hier führen niedrige Türschwellen zu einem überdachten Marktgelände mit zahlreichen Ständen. Die Memon Street, die nördlich von der Jami Masjid (erbaut um 1800) abgeht, wird vom „Zaveri Bazaar“, dem Schmuckmarkt, eingenommen.
Bedeutende Einkaufszentren sind die Phoenix Mills in Parel sowie zahlreiche Zentren in den Vorstädten (Inorbit Mall, Center One, Orchid).

## Wirtschaft und Infrastruktur

### Wirtschaft

#### Überblick

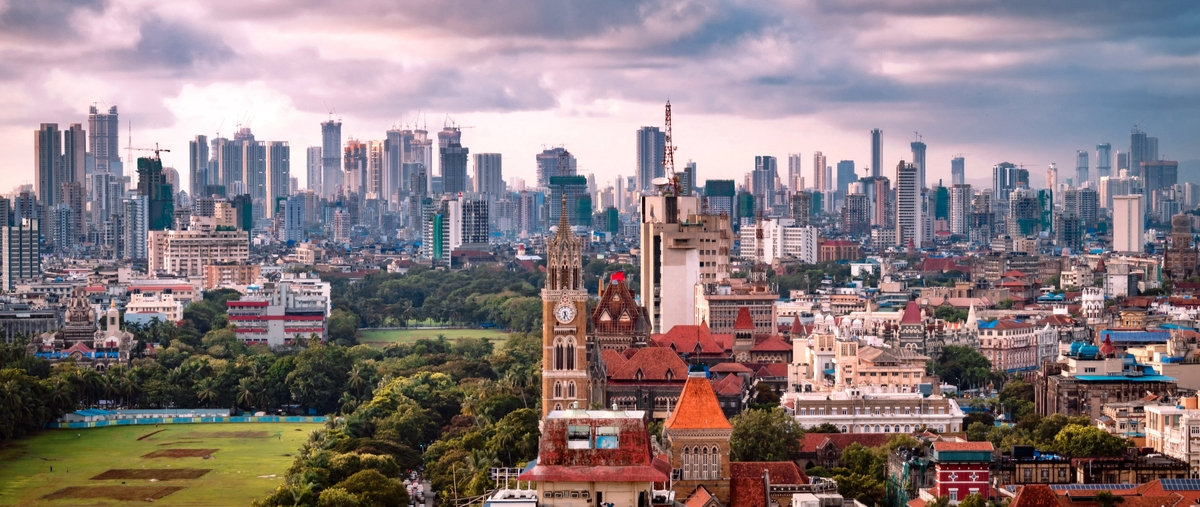
Blick auf das Geschäftszentrum (2020)

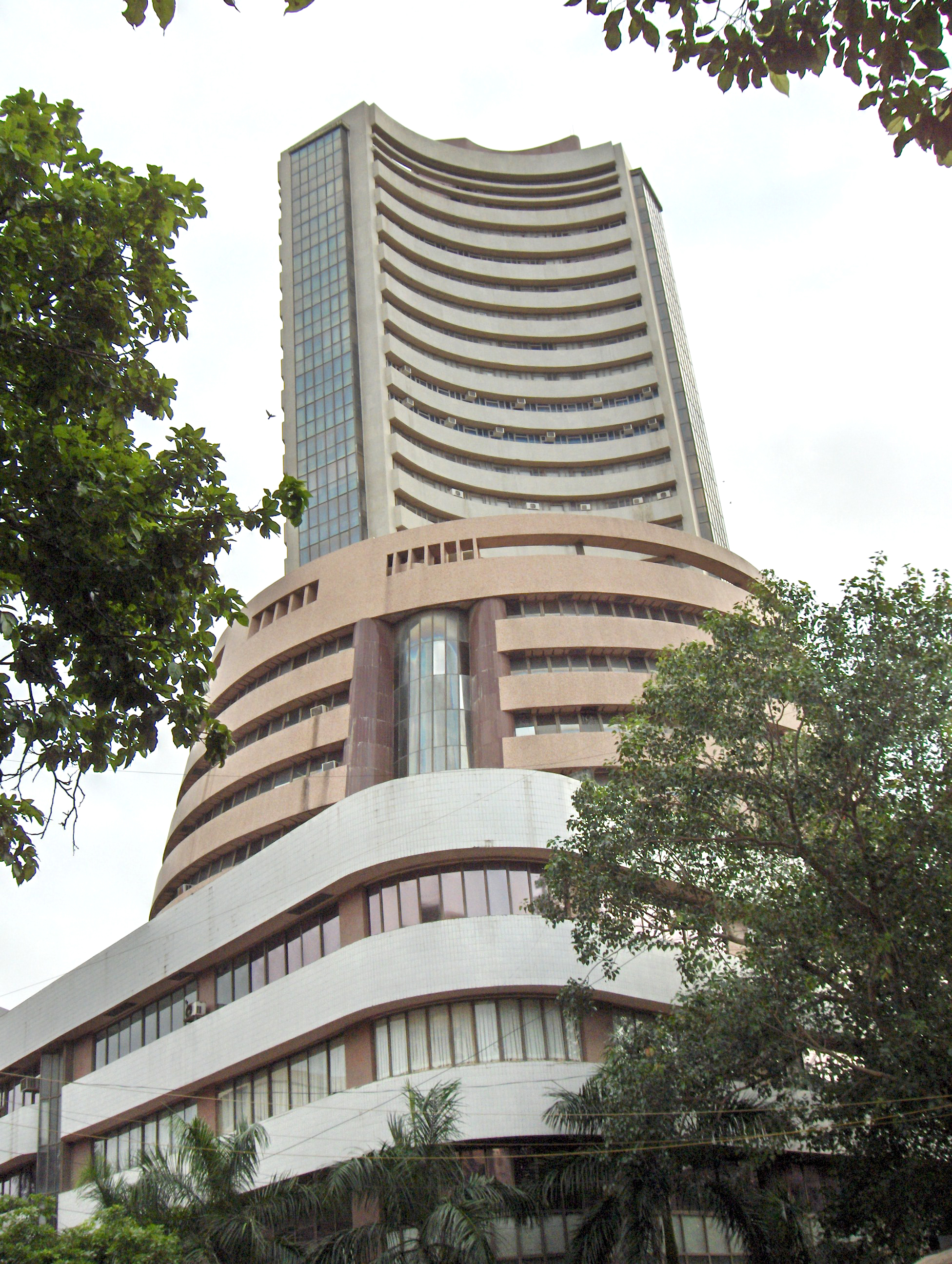
Phiroze Jeejeebhoy Towers, seit 1980 Sitz der Bombay Stock Exchange

Die Stadt beherbergt eine vielseitige Industrie, sie ist das Zentrum von Finanzindustrie, Wirtschaft, Handel und Mode in Indien. In Mumbai befindet sich, bezüglich der Anzahl der jährlich produzierten Filme, eine der größten Filmindustrien der Welt. Es werden Maschinen, Metall, Metallprodukte, Chemikalien, Düngemittel und Textilien aus Baumwolle hergestellt sowie Erdölprodukte verarbeitet. Manugraph, der bedeutendste Bogen-Offsetdruckmaschinenhersteller des Landes, ist in der Stadt beheimatet, große Bedeutung haben auch die Informationstechnik, das Kunsthandwerk, das Verlagswesen, der Schiffbau und die Schiffsreparatur sowie die Fischerei. Im Stadtteil Trombay steht ein 1957 fertiggestelltes Kernkraftwerk.
Die Stadt allein erwirtschaftete 2004 etwa 26 Prozent des Bruttoinlandsproduktes des Bundesstaates Maharashtra, die Metropolregion rund 40 Prozent. Zehn Prozent der industriellen Arbeitsplätze Indiens befinden sich in der Stadt und 40 Prozent des indischen Außenhandels werden in Mumbai abgewickelt. Sein acht Quadratkilometer großer Hafen, einer der größten Naturhäfen der Welt, hat sich zu einem der bedeutendsten Umschlagplätze am Arabischen Meer entwickelt. Mumbai ist auch Finanzhauptstadt Indiens, denn es steuert den höchsten Betrag zur Einkommensteuer des Landes bei. 33 Prozent der gesamten Einkommensteuer-Einnahmen Indiens kommen aus Mumbai, außerdem 60 Prozent der gesamten Zoll-Einnahmen und 20 Prozent der gesamten Verbrauchssteuer-Einnahmen. Die Banken in Mumbai tragen zu mehr als 27 Prozent der Bankkredite Indiens bei.
Die 1875 gegründete Bombay Stock Exchange, die älteste Börse in Asien und die zweitgrößte in Indien nach der National Stock Exchange of India haben ihren Sitz in der Stadt. Letztere wurde 1992 auf Initiative indischer Politiker gegründet und unterscheidet sich von anderen Börsen im Land durch die Trennung von Handel und Management.

#### Soziale Situation

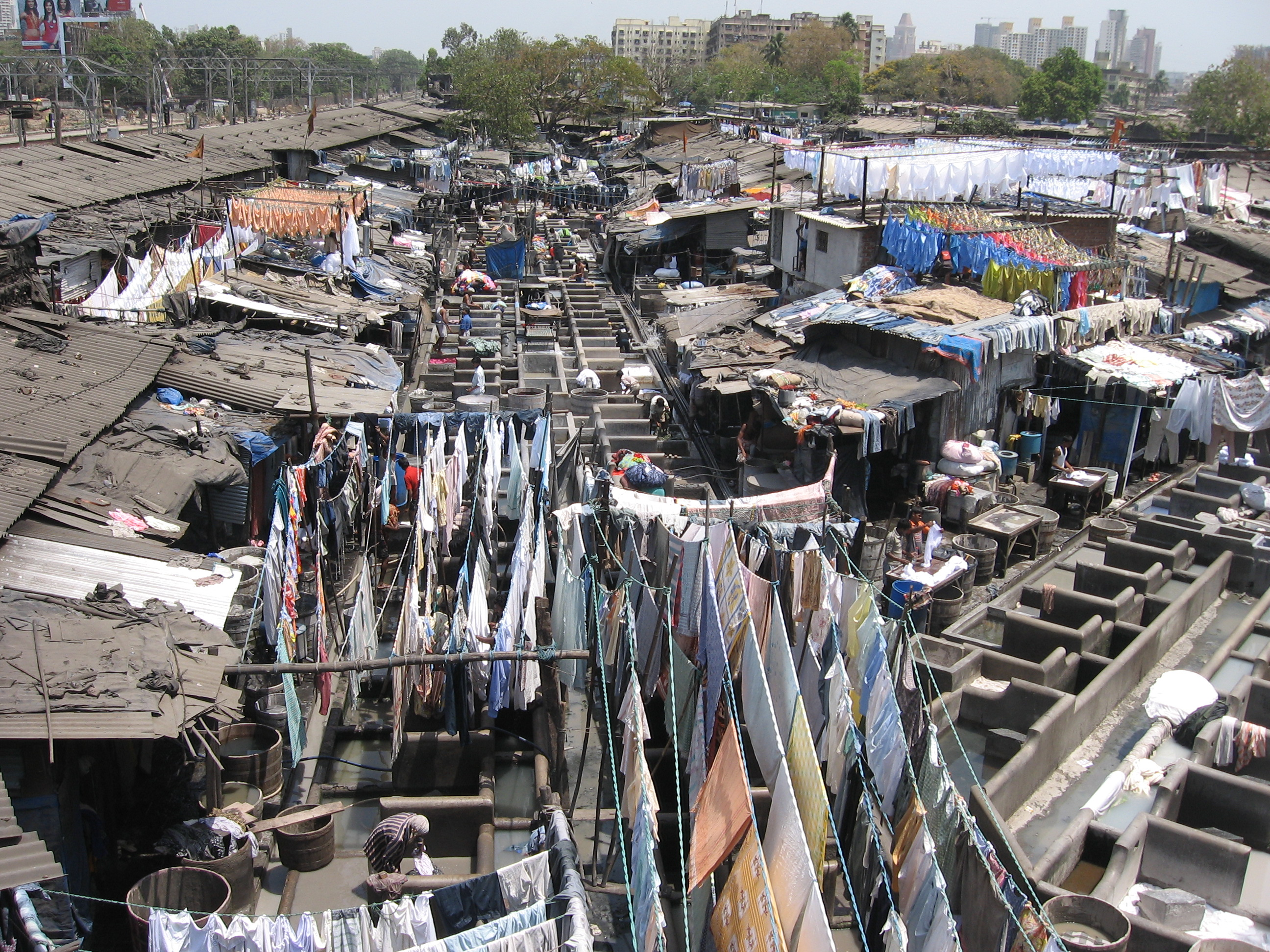
Wäscherei

Seit dem Jahr 2024 beherbergt Mumbai die meisten Milliardäre in Asien (zuvor war dies Peking).
Wohlstandssymbole in dieser ständig Reichtum produzierenden Metropole finden sich an vielen Orten Mumbais, von der Phalanx von Bürohochhäusern am Nariman Point bis zu den teuren Luxusautos auf den Straßen der Stadt, die sich nur die reiche Oberschicht leisten kann. Die Immobilienpreise in diesen Gegenden Mumbais gehören zu den höchsten der Welt. Die Kehrseite der Erfolgsgeschichte ist die hier herrschende Armut. Jeden Tag strömen Hunderte Menschen aus dem Hinterland des Bundesstaates Maharashtra in die Stadt, um dem Elend ihrer Dörfer zu entkommen. Einige finden Arbeit und eine Unterkunft, die meisten jedoch, mehr als die Hälfte der Stadtbevölkerung, endet auf den überfüllten Straßen oder lebt in unbeschreiblichem Elend in den größten Slums von ganz Asien. Viele sammeln Lumpen oder betteln auf den Straßen. Manchen gelingt es auch, in ein Lohnarbeitsverhältnis zu gelangen, in dem sie unter erbärmlichen Bedingungen zumindest ihr nacktes Überleben sichern können.
Ein Beispiel dafür ist das in einen riesigen Stein gehauene Waschviertel „Open Laundry“ („Dhobi Ghat“) in Mahalakshmi. Dort waschen etwa 10.000 Menschen die Wäsche aus den Restaurants, Hotels, Krankenhäusern und Privathaushalten der Stadt. In hunderten von Betonbecken nebeneinander steht je ein Mann in Seifenlauge und schlägt Wäschestücke auf einen Stein. Die Frauen bügeln die Wäsche mit Bügeleisen, die mit glühender Kohle betrieben werden. In der nahegelegenen Siedlung wohnen die Arbeiter. In einer Hütte leben etwa 15 bis 20 Personen. Gearbeitet wird täglich 14 Stunden und sieben Tage in der Woche für 150 Rupien (2,40 Euro) pro Tag. Wegen fehlender Gummihandschuhe sind Krankheiten und Verletzungen an Händen und Füßen, hervorgerufen durch die verwendeten Chemikalien, an der Tagesordnung. Eine staatliche Krankenversicherung gibt es in Indien nicht und auch die Rente obliegt der Selbstvorsorge, die sich keiner der dort Arbeitenden leisten kann.
Obwohl die Slumbewohner den Großteil der arbeitenden Bevölkerung Mumbais stellen – Industriearbeiter, Bauarbeiter, Hausangestellte – wird ihnen die städtische Infrastruktur verweigert: Elektrischer Strom, Trinkwasser, Abwasserentsorgung. Die jährlichen Überschwemmungen aufgrund des Monsunregens treffen die Slumbewohner besonders hart. Viele von ihnen leben auch unter der ständigen Drohung verjagt zu werden, weil die Stadtverwaltung Kampagnen durchführt, um Bombay zu „verschönern“. Im Dokumentarfilm Bombay: Our City, Regie: Anand Patwardhan, Indien 1985, wurde die Geschichte des täglichen Überlebenskampfes von über vier Millionen Slumbewohnern im damaligen Bombay anschaulich dargestellt.

#### Perspektiven

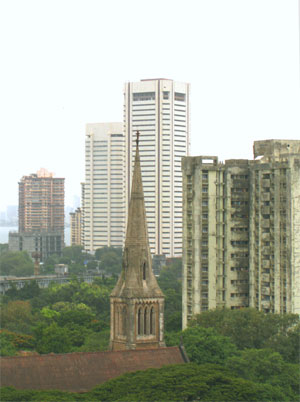
World Trade Towers

Die Entwicklungsmöglichkeiten in Mumbai werden vor allem im Dienstleistungsbereich erwartet. Günstige Möglichkeiten hat auch die Computerindustrie. Tata Consultancy Services (TCS), das größte IT-Unternehmen Indiens, hat seinen Hauptsitz in Mumbai. Solche Unternehmen in der Stadt haben für europäische Kunden arbeitsintensive Bereiche der Datenerfassung und -verarbeitung übernommen. Aufgrund der zunehmenden Nachfrage der indischen Mittelschicht sowie als potenzieller Zulieferer der globalen Automobilindustrie bietet im industriellen Bereich der Fahrzeugbau noch nicht genutzte Möglichkeiten. Hierfür ist der 190 km entfernte Autocluster der Stadt Pune von besonderer Bedeutung.
Mumbai hat darüber hinaus Chancen, als Forschungs- und Entwicklungsstandort ausgebaut zu werden und sich zum Handels- und Distributionszentrum zu entwickeln. Aufgrund der geringeren Immobilienpreise wird der Norden von Mumbai (Brihan Mumbai, ehem. Greater Bombay) für Unternehmen zusehends interessanter. Wegen der geographischen Gegebenheiten (Halbinsellage) findet die Expansion der Stadt verstärkt in den nördlichen Gegenden und entlang der Autobahn nach Pune und Nashik statt.
Gegenüber anderen Städten in den asiatischen Schwellenländern ist der Nachholbedarf in Mumbai jedoch erheblich. Konzentrierte staatliche Hilfeleistungen sind zu dessen Behebung notwendig. Bleiben diese aus, werden die günstigen Bedingungen, wie sie beispielsweise die moderne Hafen- und Flughafeninfrastruktur bieten, von den schlechten Straßenverkehrsverhältnissen zunichtegemacht. Voraussetzung ist jedoch eine moderne Verwaltung, die die Eigendynamik der Wirtschaft fördert und die Korruption bekämpft. Dann hat die Metropole Mumbai die Chance, sich zu einem globalen Zentrum zu entwickeln.

#### Tourismus
Der Fremdenverkehr spielt eine wichtige Rolle für die Wirtschaft von Mumbai. Mit 4,9 Millionen ausländischen Besuchern stand Mumbai 2016 auf Platz 27 der meistbesuchten Städte weltweit. Touristen brachten im selben Jahr Einnahmen von 3,6 Milliarden US-Dollar.

### Verkehr

#### Fernverkehr

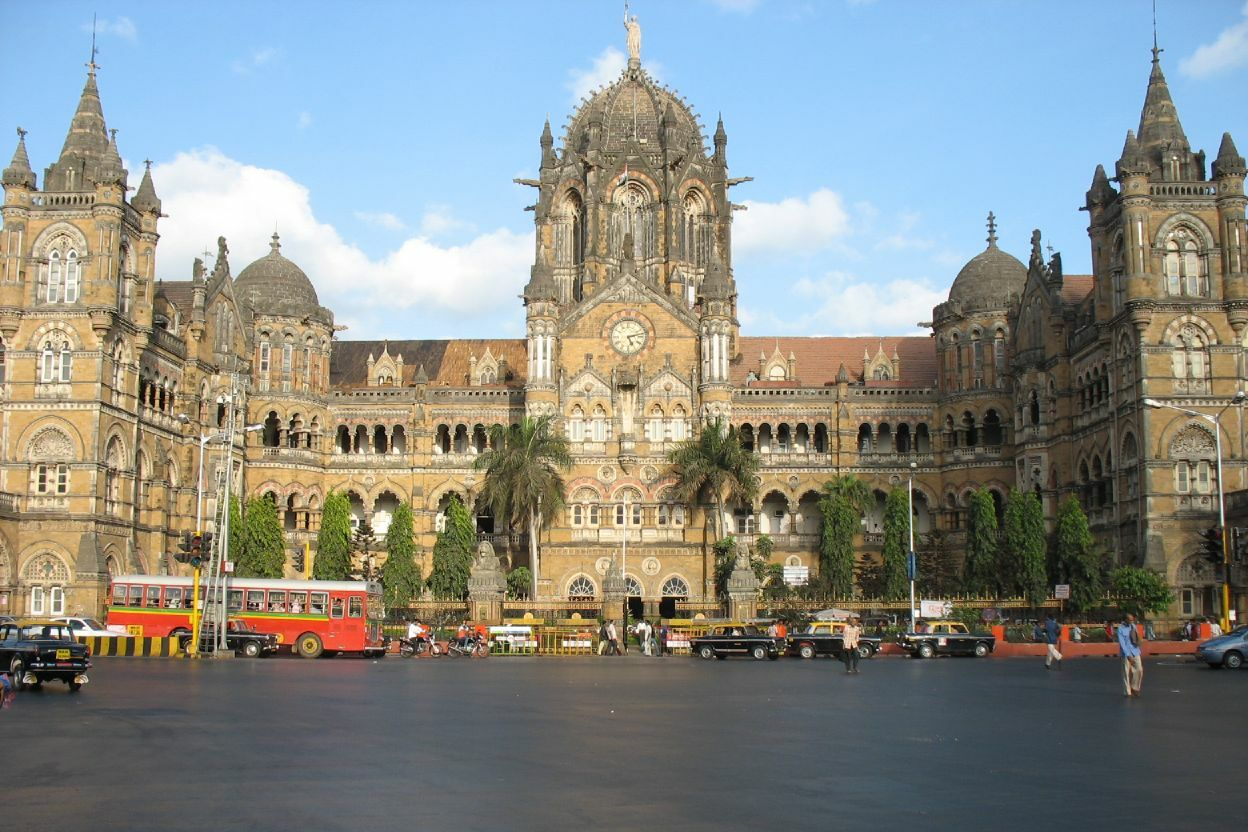
Chhatrapati Shivaji Terminus

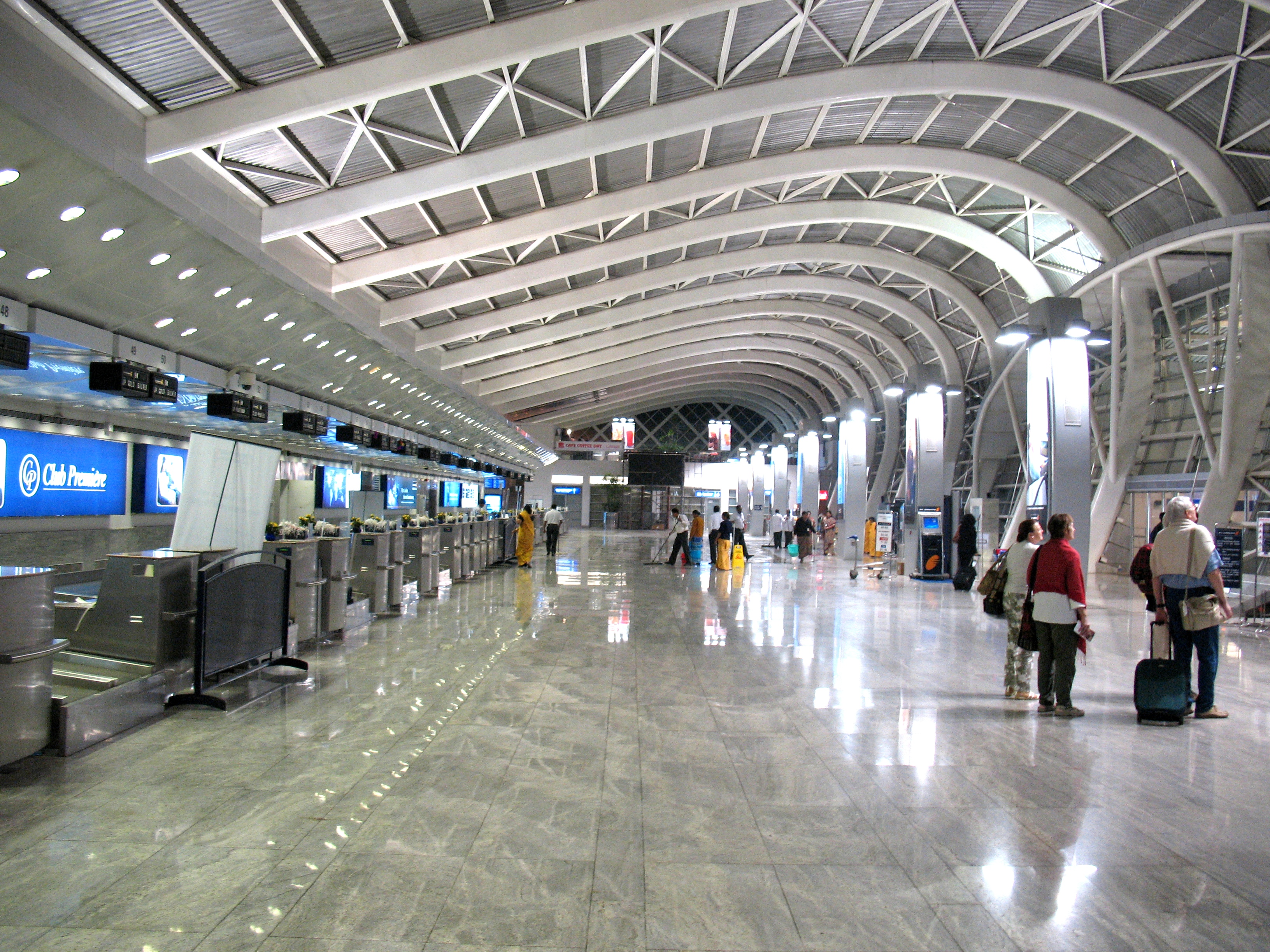
Mumbai Airport Domestic Terminal

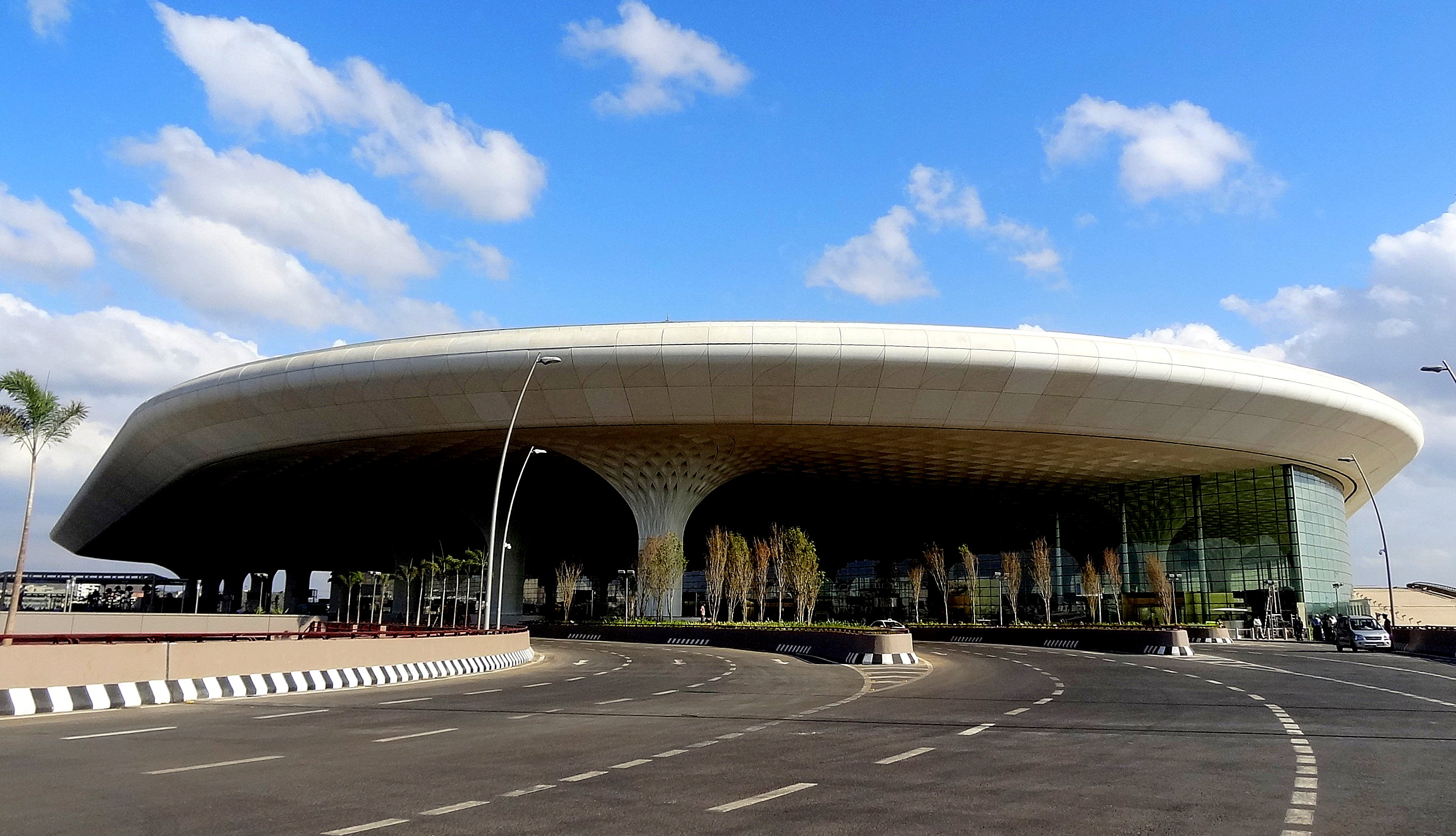
Mumbai Airport Terminal T2

Mumbai ist ein wichtiger Verkehrsknoten mit Autobahnen, Überland-Busterminals, Hafen, Flug- und Eisenbahnverbindungen sowie zwei Seehäfen, den Jawaharlal Nehru Port (JNPT) und den circa 20 Schiffsminuten entfernten Containerterminal Nhava Sheva Port (NSICT). Die Stadt ist Hauptknotenpunkt für den Verkehr in Richtung Südindien. Die meistbenutzten Strecken sind die an der Gujarat-Küste in Richtung Norden, nach Rajasthan und Delhi; nach Nordwesten in den Dekkan, via Aurangabad und die Höhlen von Ellora und Ajanta, sowie nach Süden, durch Pune und das hügelige Gelände der Westghats Richtung Goa und zur Malabarküste.
Die meisten Überlandbusse der Maharashtra State Road Transport Corporation (MSRTC) fahren vom State Transport Terminal an der JB Behram Marg ab, gegenüber dem Bahnhof Mumbai Central. Die Gesellschaft bedient von hier unter anderem die Strecken nach Ahmedabad, Bengaluru, Goa, Indore, Pune und Surat. Die 1996 auf Beschluss der Regierung des Bundesstaates Maharashtra gegründete MSRTC mit Sitz in Mumbai ist eine der größten Busgesellschaften Indiens. Sie befördert mit einer Busflotte von rund 16.000 Fahrzeugen auf 17.000 Linien 5,8 Millionen Passagiere pro Tag.
In Mumbai laufen zwei Hauptlinien der Eisenbahn zusammen: Nach Nord- und Westindien fährt die Western Railway und in die Regionen im Osten, Süden und der Landesmitte die Central Railway. Am 1888 fertiggestellten Chhatrapati Shivaji Terminus (CST) halten die meisten Züge aus den zentralen, südlichen und östlichen Regionen Indiens, am Bahnhof Mumbai Central die Züge aus dem Norden und an der Dadar Station die Eisenbahn aus dem Süden des Landes. Der Lokmanya Tilak Terminus (LTT) in der Nähe von Kurla besitzt Verbindungen nach Kolkata und Bengaluru.
1920 nahm im ehemaligen Bombay der erste Flughafen in Indien den Betrieb auf. Der 1971 eröffnete Flughafen Mumbai (Chhatrapati Shivaji International Airport) ist der betriebsamste Flughafen des Landes. Er befindet sich ungefähr 15 Kilometer nördlich des unmittelbaren Stadtzentrums. Der Flughafen trug ehemals den Namen Sahar International Airport, wurde jedoch nach dem hinduistischen Marathenkönig (Chhatrapati) Shivaji aus dem 17. Jahrhundert umbenannt. Bei Inlandsflügen landen die Fluggäste auf dem Santacruz Domestic Airport. Indian Airlines und andere einheimische Gesellschaften fliegen von Santacruz aus zu Zielflughäfen in ganz Indien.
Da sich der Flughafen Mumbai aufgrund der umliegenden Bebauung nur schwer erweitern lässt, wird momentan ein neuer Flughafen mit dem Namen Navi Mumbai International Airport gebaut. Die Eröffnung ist für 2025 geplant.

#### Nahverkehr

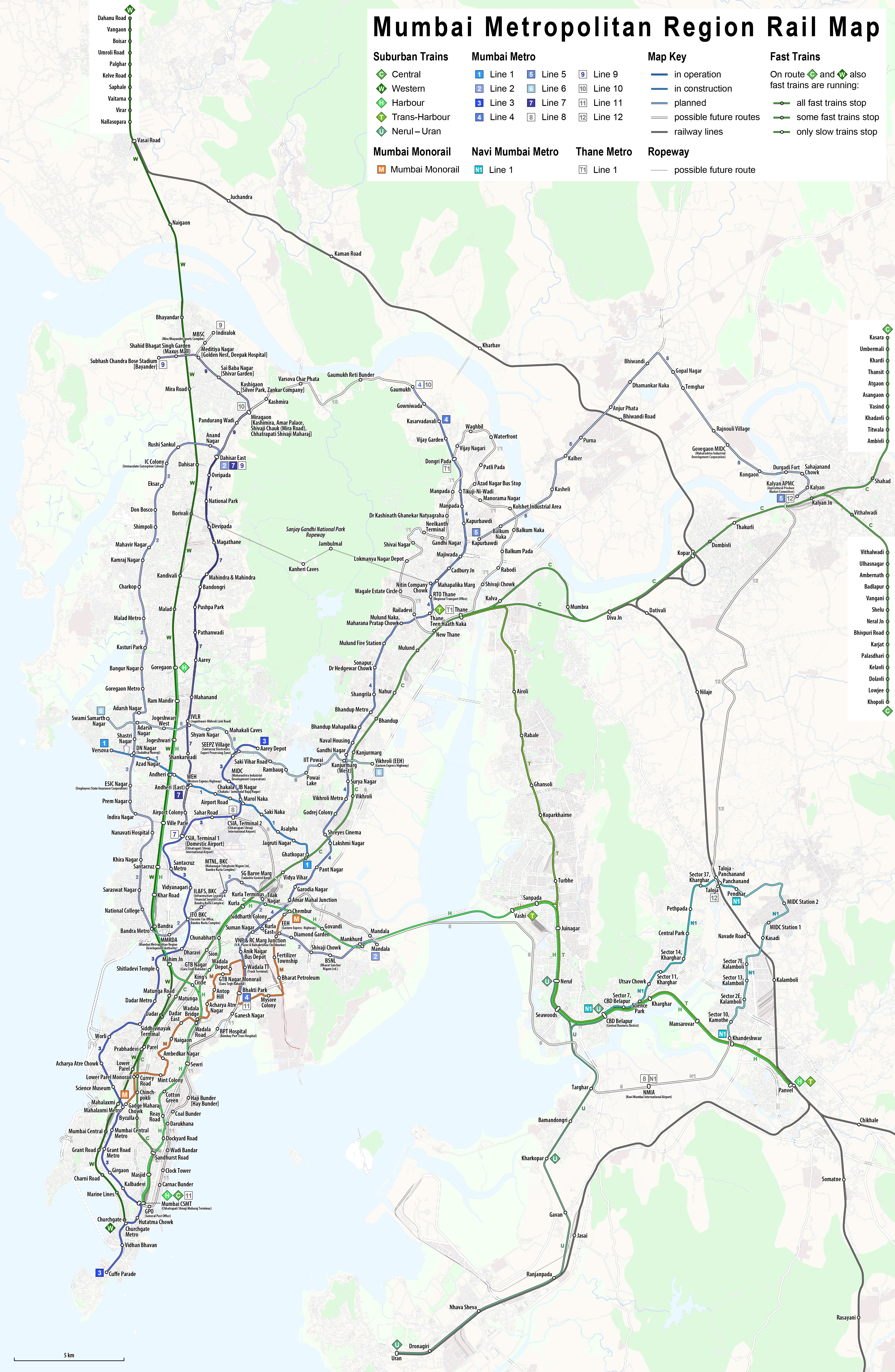
ÖPNV-Karte

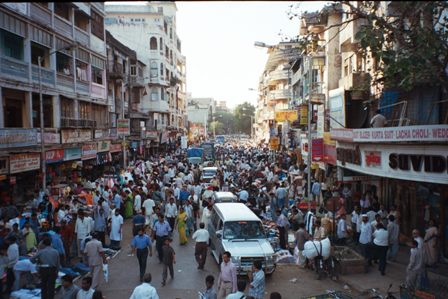
Menschenmassen in Mumbai

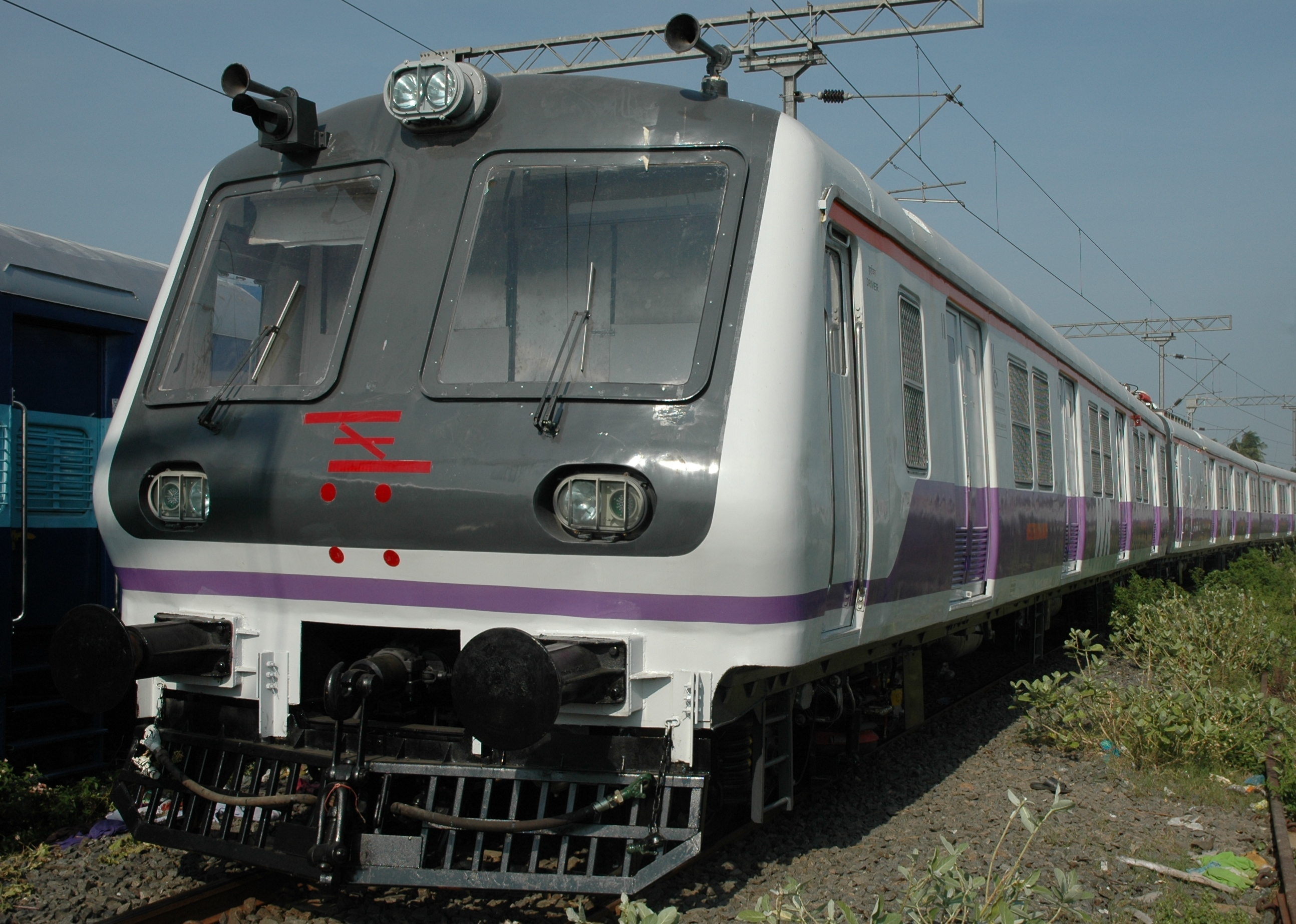
S-Bahn-Verkehr

Am 7. Mai 1907 fuhr in Mumbai die erste elektrische Straßenbahn. Sie ersetzte die seit 9. Mai 1874 in Betrieb befindliche Pferdestraßenbahn. Ab 1920 wurde das Netz sukzessive auf doppelstöckige Straßenbahnwagen umgerüstet. 1935 verkehrten 433 Straßenbahnen auf einem 47 Kilometer langen Streckennetz. Es teilte das Schicksal aller indischen Straßenbahnnetze mit Ausnahme Kolkatas (heute einziges Straßenbahnnetz des Landes): Es wurde als überholt und den Autoverkehr störend empfunden. Am 31. März 1964 erfolgte die Einstellung der letzten Linie.
Am 15. Juli 1926 wurde in Mumbai der motorisierte Omnibusverkehr aufgenommen. Elektrisch betriebene Oberleitungsbusse fuhren zwischen 11. Juni 1962 und 24. März 1971. Das größte städtische Busunternehmen ist die Brihanmumbai Electric Supply and Transport (BEST). Die 3.400 Omnibusse der Gesellschaft befördern auf 340 Linien 4,5 Millionen Passagiere pro Tag. Die staatseigene Organisation, die 1873 gegründet wurde, bedient ein komplexes Busnetz, das bis in die entlegensten Teile der Stadt und teilweise auch über die Stadtgrenze hinaus reicht. Alle Busse sind mit einer Liniennummer gekennzeichnet. Die Zahlen sind vorne in Marathi und an den Seiten in arabischen Ziffern angeschrieben. Zusätzlich zu den Bussen betreibt die BEST auch einen Fährverkehr.
Die am 5. Januar 1928 in Betrieb genommene elektrische S-Bahn (Mumbai Suburban Railway) ist wesentlich schneller als die Omnibusse, doch sind die Waggons selbst außerhalb der Stoßzeiten überfüllt. Die Züge fahren alle paar Minuten und halten an Dutzenden kleinen Stationen. Sie befördern jeden Tag acht Millionen Pendler zwischen dem Zentrum von Mumbai und den Vororten im Norden. Da die beidseitigen Türen der Wagen während der Fahrt nicht geschlossen werden, gibt es fast täglich tödliche Unfälle. Jahr für Jahr registrieren die Behörden auf den Strecken in Mumbai mehr als 3000 Tote. Eine Bahnstrecke beginnt am Chhatrapati Shivaji Terminus und führt am Ostrand der Stadt entlang bis nach Thane und Kalyan-Dombivali. Die andere Linie folgt von Churchgate aus der Kurve der Back Bay bis Chowpatty Beach und biegt dort in Richtung Norden nach Mumbai Central, Dadar, Santacruz und Vasai-Virar, außerhalb der Stadtgrenze, ab. Betreiber des 302 Kilometer langen S-Bahn-Netzes sind Western Railways und Central Railways.
Die Mumbai Metro ist seit 2008 im Bau, die erste Linie wurde im Juni 2014 in Betrieb genommen. Die Linie ist rund 12 km lang und bedient 12 Stationen. Betreiber ist die Metro One Operation Pvt. Ltd. (MOOPL), ein Joint Venture, an welchem die französische Gesellschaft RATP über die Tochter RATP Dev zu 70 % beteiligt ist.
Den Hafen von Mumbai verlassen in regelmäßigen Abständen Fährschiffe. Sie verbinden die Stadt mit dem auf der anderen Seite liegenden Ufer und einigen dazwischenliegenden Inseln. Die Fähre nach der Insel Elephanta fährt vom Gateway of India ab und ist die am meisten genutzte. Boote nach Mandve, von wo es eine Verbindung nach Alibag in der Region Konkan gibt, dem Verkehrsknotenpunkt für die selten genutzte Küstenstrecke nach Süden, fahren ebenfalls vom Gateway of India ab.

### Medien

#### Printmedien

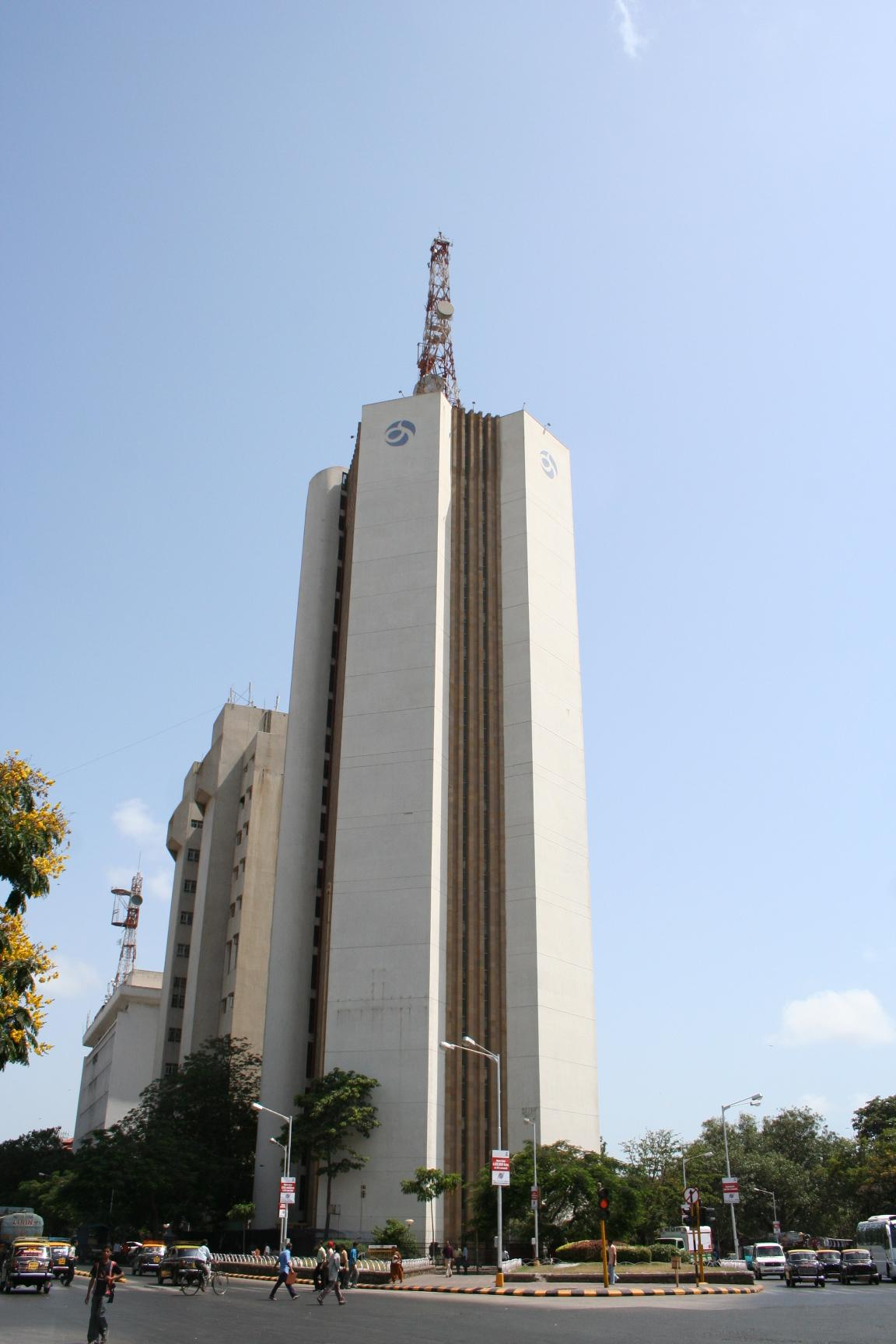
Hauptsitz der Videsh Sanchar Nigam Ltd., eines der größten Telekommunikationsunternehmen Indiens

Trotz eines Anteils von 13 Prozent Analphabeten (Volkszählung 2001) in der Stadt, die keinen Zugang zu Publikationen haben, verzeichnen Mumbais gedruckte Periodika eine stabile bis wachsende Leserschaft. Zeitungen und Magazine werden insgesamt stärker von Männern gelesen, die formal über eine höhere Bildung und über ein relativ hohes Einkommen verfügen.
Die wichtigsten Tageszeitungen in englischer Sprache sind The Times of India, Mid-Day, Daily News and Analysis, Hindustan Times, The Asian Age, Mumbai Mirror und The Indian Express. Populäre Zeitungen in Marathi sind Loksatta, Sakaal und Maharashtra Times sowie in Hindi Dainik Bhaskar und Dainik Jagran. Die Marathi-sprachige Zeitung Saamna ist das Sprachrohr der rechtsextremen „Shiv Sena“. Weitere Zeitungen sind in den Sprachen Gujarati, Malayalam, Bengali, Urdu, Telugu und Tamil käuflich zu erwerben. Die größeren Tageszeitungen sind mit einer Online-Version im Internet präsent, die aber wegen der geringen Verbreitung des Internets vor allem von der wohlhabenden Bevölkerung gelesen wird.
Im Jahre 1777 gab Rustomji Kashaspathi mit dem Bombay Courier die erste Zeitung in englischer Sprache heraus. Die älteste kontinuierlich erscheinende Zeitung Asiens ist Bombay Samachar. Herausgeber der ersten Auflage in Gujarati war am 1. Juli 1822 der Parsen-Gelehrte und Priester Fardunjee Marzban, ein Pionier des Journalismus im westlichen Indien. Als Wochenzeitung bis 1832 veröffentlicht, dann zweimonatlich bis 1855, erschien sie dann als Tageszeitung und spielte eine bedeutende Rolle während des indischen Unabhängigkeitskampfes. Bombay Durpan ist die älteste zweisprachige Zeitung und wurde am 6. Januar 1832 erstmals von Balshastri Jambhekar in Marathi und Englisch veröffentlicht. Sie ist auch die älteste kontinuierlich erscheinende Zeitung in Marathi.

#### Rundfunk
Mumbai ist die Geburtsstätte des indischen Rundfunks. Im Juni 1923 gründeten Amateure im ehemaligen Bombay einen Radioklub und begannen mit der täglichen Ausstrahlung von Hörfunkprogrammen. Am 23. Juli 1927 wurde ebenfalls im damaligen Bombay die „Indian Broadcasting Company“ (1936 als All India Radio verstaatlicht) gegründet, der erste kommerzielle Radiosender Indiens. Heute gibt es in Mumbai zahlreiche staatliche und private Radiostationen. Die populärsten Radiosender sind Radio Mirchi 98.3, Radio City 91, RED FM 93.5, Radio One 92.5 und AIR FM2 100.7. Der Radiomarkt in Mumbai und ganz Indien befindet sich durch die erst zögerliche Einführung des privaten Rundfunks 1993, dessen Verbot 1998 und Wiedereinführung 1999 im Umbruch. Die Hörfunklandschaft ändert sich nachhaltig, weitere Sender kommen hinzu und die Nutzung des Hörfunks steigt durch das breitere Angebot.

#### Fernsehen
1972 wurde im ehemaligen Bombay von „All India Radio“ (1976 Abspaltung von „Doordarshan“) mit der Ausstrahlung von regelmäßigen Fernsehprogrammen begonnen. Anlässlich der Asienspiele 1982 in Neu-Delhi wurde das Farbfernsehen eingeführt. Im gleichen Jahr begann die Ausstrahlung von Fernsehprogrammen über Satellit. Heute verfügen etwa 80 Prozent der Haushalte Mumbais über terrestrischen Fernsehempfang; auf dem Land sind es nur rund 30 Prozent. Satelliten- und Kabelfernsehen war am Anfang nur der Elite vorbehalten, erreicht aber mit zunehmendem Wohlstand die wachsende städtische Mittelschicht und damit eine breitere Bevölkerung. Die nationale Fernsehgesellschaft Doordarshan liefert zwei frei empfangbare terrestrische Programme, während drei Hauptkabelnetze die meisten Haushalte bedienen. Insgesamt sind über das Kabelfernsehen mehr als 100 Kanäle empfangbar. Die populärsten Fernsehsender sind Zee Marathi, DD Sahyadri, Zee TV, Star plus und mehrere Nachrichtenkanäle.

#### Filmindustrie

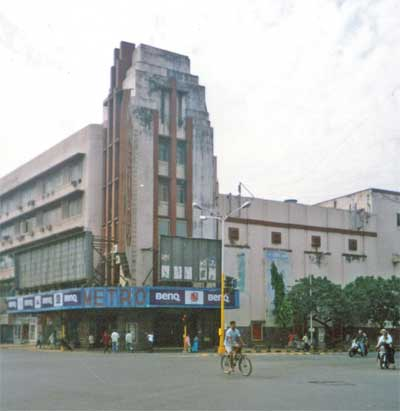
Metro Cinema

Die in Mumbai ansässige nordindische Filmindustrie ist unter dem Namen Bollywood bekannt. Sie produziert Filme überwiegend in den Sprachen Hindi und Urdu. Mit jährlich etwa 250 Filmen nimmt sie etwa ein Fünftel der gesamten indischen Filmproduktion ein und ist bezüglich der Produktionsmenge mit dem tamilischen Film in Chennai vergleichbar. Nur dem Hindi-Film ist es jedoch gelungen, die regionalen Sprachgrenzen in Indien zu überschreiten und auch am internationalen Markt seine Produkte erfolgreich zu lancieren.
Mumbai ist die Heimat des Hindi-Blockbusters, des „All-India Film“. Um Sprach- und Religionsbarrieren zu überwinden, folgt der Bollywood-Film strikten Regeln. Die Handlungen und das Schicksal der Protagonisten sind wie in der Mythologie vorhersehbar. Im Gegensatz zum Hollywood-Schema, das für gewöhnlich jedes Drehbuch einem Genre zuordnet, verfährt der Hindi-Film nach dem sogenannten masala format, in Anspielung an die indische Gewürzmischung. So sind in den Masala-Filmen, die gewöhnlich eine Spieldauer von drei Stunden haben, verschiedene Genres (Liebe, Gewalt, Dramatik, Komik, Musik) enthalten.
Die Erfolge der Filmschauspieler und ihr ausschweifender Lebensstil, der sich in den Klubs der Stadt und im Millionärsviertel „Malabar Hill“ manifestiert, sind ein unerschöpflicher Gegenstand von Prominenten-Geschichten, die in Fanmagazinen wie Stardust, Star and Style, Film World und Cine Blitz millionenfach Absatz finden, während sich die Fachwelt eher an das reserviertere Screen hält. Von den rund 200 Kinos in der Stadt zeigen nur wenige regelmäßig Filme in englischer Sprache.
Mit seinen steigenden Produktionskosten, zunehmenden Drehorten im Ausland und mehr Freizügigkeit auf der Leinwand ist Bollywood in den letzten Jahren Hollywood gar nicht so unähnlich. Aber angesichts von um 30 Prozent gesunkenen Besucherzahlen und vielen widerrechtlichen Kopien spielen manche teuer produzierte Filme Verluste von vielen Millionen Rupien ein. Eine Hauptausgabe der Filmproduzenten sind die ständig steigenden Gagen der Superstars, die oft einen überproportional hohen Anteil des Filmbudgets ausmachen.

### Bildung
Mumbai beherbergt eine Vielzahl hervorragender Bildungseinrichtungen, darunter zwei Universitäten (University of Mumbai und SNDT Woman’s University) und eine Anzahl Forschungsinstitute, Akademien und Colleges. Der 1857 gegründeten University of Mumbai sind fast alle Colleges der Stadt angeschlossen, ebenso in Indien führende Lehr- und Forschungseinrichtungen wie das 1934 eröffnete Mumbai University Institute of Chemical Technology und das 1945 eingerichtete Tata Institute of Fundamental Research (TIFR). Auch das 1958 gegründete renommierte Indian Institute of Technology Bombay hat seinen Sitz in Mumbai.
Für die Allgemeinbildung der Bevölkerung in Mumbai sorgen über 1.000 staatliche und eine Anzahl privater Schulen. Dem Schulsystem ist der westliche Einfluss anzumerken. Schuluniformen sind Pflicht, alle Fächer, außer Hindi, werden in englischer Sprache unterrichtet. Die staatlichen Schulen sind gebührenfrei, wegen der überfüllten Klassenräume und mangelhaft ausgebildeter Lehrer jedoch unattraktiv. Die Privatschulen sind kostenpflichtig und deshalb überwiegend der besser verdienenden Bevölkerung vorbehalten. Letztere können aber auch durch die Erlangung eines Stipendiums besucht werden.
Mit sechs Jahren kommen die Schüler in Mumbai und in ganz Indien auf die Primary School, die der deutschen Grundschule entspricht. Es folgt die Secondary School und anschließend die Senior Secondary School, die man im Alter von 11 bis 15 beziehungsweise 16 bis 17 Jahren besuchen kann. Nach erfolgreichem Abschluss an diesen Schulen können die Schüler ein Studium an der Universität aufnehmen oder ein College besuchen. Je nach Schulform dauert die letzte Bildungsphase drei bis fünf Jahre. Während für die reiche Bevölkerung eine gute Schulbildung Standard ist, scheitert der Schulbesuch der ärmeren Bewohner oft, da die Kinder Geld verdienen müssen, um das Überleben ihrer Familie zu sichern, und sie sich die vorgeschriebene Uniform und die Schulmaterialien nicht leisten können.

## Persönlichkeiten
Mumbai war Geburtsort zahlreicher prominenter Persönlichkeiten. Die bekanntesten sind unter anderem der Physiker Homi Jehangir Bhabha, der frühere indische Premierminister Rajiv Gandhi, der Bildhauer Anish Kapoor, der Nobelpreisträger für Literatur Rudyard Kipling, der Dirigent Zubin Mehta, der Schriftsteller und Poet Dom Moraes, der Tennisspieler Karan Rastogi, die Tennisspielerin Sania Mirza sowie die Schriftsteller Salman Rushdie, Manil Suri und Terence Hanbury White.